# Habib Bourguiba
Vous lisez un « article de qualité » labellisé en 2007.
Pour les articles homonymes, voir Famille Bourguiba et Bourguiba.
Habib Bourguiba (arabe : الحبيب بورقيبة), de son nom complet Habib Ben Ali Bourguiba, né probablement le 3 août 1903 à Monastir et mort le 6 avril 2000 dans la même ville, est un homme d'État tunisien, président de la République entre 1957 et 1987.
Avocat formé en France dans les années 1920, il revient en Tunisie pour militer dans les milieux nationalistes. En 1934, à l'âge de 31 ans, il fonde le Néo-Destour, fer-de-lance du mouvement pour l'indépendance de la Tunisie. Plusieurs fois arrêté et exilé par les autorités du protectorat français, il choisit de négocier avec la Quatrième République, tout en faisant pression sur elle, pour atteindre son objectif. Une fois l'indépendance obtenue le 20 mars 1956, il contribue à mettre fin à la monarchie et à proclamer la République, dont il prend la tête en tant que premier président le 25 juillet 1957.
Dès lors, il s'emploie à mettre sur pied un État moderne. Parmi les priorités de son action politique figurent le développement de l'éducation, la réduction des inégalités entre hommes et femmes, le développement économique et une politique étrangère équilibrée, ce qui en fait une exception parmi les dirigeants arabes. Ceci n'empêche pas le développement d'un culte de la personnalité autour de sa personne — il porte alors le titre de « Combattant suprême » — et l'instauration d'un régime de parti unique pendant une vingtaine d'années. La fin de sa présidence, marquée par sa santé déclinante, la montée du clientélisme et de l'islamisme, se conclut par sa destitution, le 7 novembre 1987, à l'initiative de son Premier ministre Zine el-Abidine Ben Ali.
Installé après sa destitution dans une résidence à Monastir, il meurt le 6 avril 2000 et repose dans le mausolée qu'il s'était fait construire.

## Jeunesse et débuts

### Enfance difficile: le dernier de la fratrie
Bourguiba naît officiellement le 3 août 1903 à Monastir, même s'il déclare être né un an plus tôt, le 3 août 1902 ou même en 1901. Il est le fils d'Ali Bourguiba et Fatouma Khefacha qui est alors âgée de 40 ans. Bourguiba déclarera que sa mère a eu honte de concevoir un enfant à cet âge si tardif pour elle et son père se demanda s'il pouvait élever son fils malgré son âge avancé. C'est ainsi que naît Habib, le huitième et dernier de sa fratrie. Malgré sa situation financière, Ali Bourguiba accorde une grande importance à l'éducation de ses enfants. Ayant été enrôlé dans l'armée par le général Ahmed Zarrouk, il passe 19 ans de sa vie en campagne, avant de prendre sa retraite. Désireux d'éviter ce sort à son dernier enfant, il décide de lui fournir toutes les conditions requises pour l'obtention de son certificat d'études primaires qui le dispense du service militaire, tout comme ses fils aînés. Lors de la naissance de Bourguiba, Ali, âgé de 53 ans, devient conseiller municipal et côtoie les notables de la ville, ce qui lui permet d'améliorer sa situation financière et sociale et lui permet de prévoir un avenir éducatif moderne pour son dernier fils, tout comme pour ses frères.

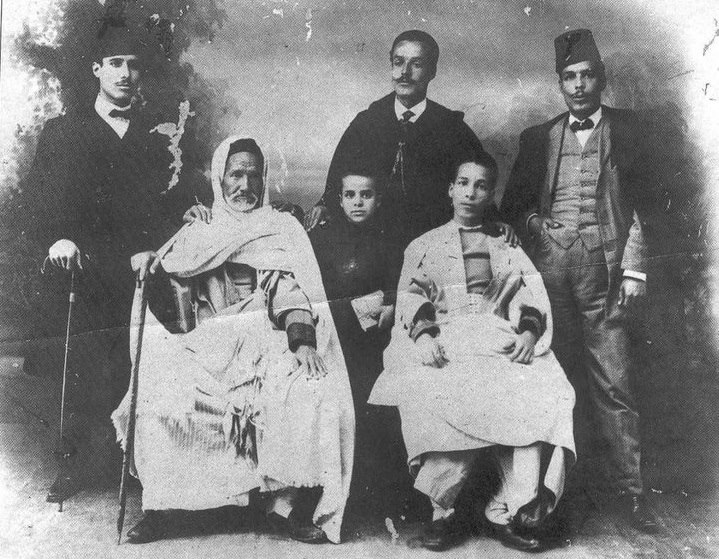
Ali Bourguiba entouré de ses enfants Mohamed, Ahmed, M'hamed, Mahmoud et Habib.

Habib Bourguiba grandit dans un environnement féminin, ses frères étant à Tunis et son père étant âgé : il passe donc ses journées avec sa mère, sa grand-mère et ses sœurs, Aïcha et Nejia, ce qui lui permet d'assister aux corvées habituelles des femmes et à leur inégalité devant les hommes. C'est en 1907, alors qu'il est âgé de cinq ans, qu'il quitte Monastir pour Tunis, à bord du train de Sousse qui le mène à la capitale, marqué par le fait de quitter sa mère aussi jeune. À son arrivée, la ville est marquée par la lutte contre le protectorat français et l'émergence du mouvement national dominé par Ali Bach Hamba. Il s'installe alors dans le quartier de la bourgeoisie commerçante du Tourbet El Bey, dans la médina, où son frère M'hamed loue un logement sur la rue Korchani. À la rentrée de 1907, ce dernier l'inscrit au Collège Sadiki où le surveillant général le qualifie de turbulent mais studieux.
Néanmoins, le jeune Habib passe ses vacances à Monastir au milieu des femmes qu'il aide dans les corvées : aider la servante Fatma, porter le plateau de baklawas au four de l'oncle Hamida, surveiller la cuisson en l'arrosant d'une louche de miel ou participer aux travaux de l'oliveraie. À la fin des vacances, il rentre chez son frère à Tunis où, après les cours, il flâne dans les rues et admire le bey venant, chaque jeudi, à la kasbah pour présider la cérémonie du sceau. Il est marqué par les événements du Djellaz en 1911, notamment l'exécution de Manoubi Djarjar à Bab Saadoun. C'est ainsi que Bourguiba s'implique et obtient, en 1913, son certificat d'études primaires, au grand soulagement de son père. Non seulement, son fils échappe au service militaire, tout comme ses autres enfants, mais il est aussi admis en tant qu'interne au Collège Sadiki pour poursuivre ses études secondaires, prises en charge par le collège. Cependant, sa joie est de courte durée car, en ce début de novembre 1913, il est marqué par le décès de sa mère dont il n'a pas profité.

### Échec scolaire à Sadiki puis inscription au lycée Carnot

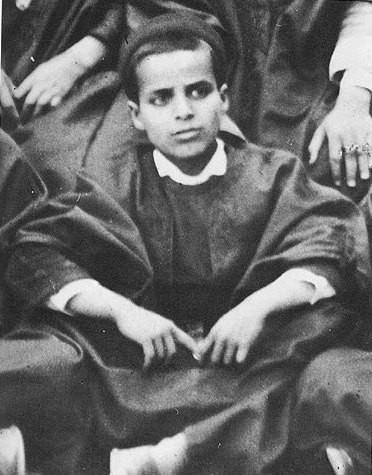
Bourguiba en 1917.

Alors que la Première Guerre mondiale débute en 1914, Bourguiba quitte la maison de son frère pour s'installer dans les dortoirs du Collège Sadiki. Les restrictions budgétaires, dans le cadre d'un effort de guerre, contribuent à la dégradation des conditions de vie, notamment en matière de nourriture. Cela conduit alors les élèves à protester contre cette situation. Bourguiba, faisant partie des protestataires, apprend à dénoncer et à oser parler. Très vite, il est admiratif d'un élève du nom de Habib Jaouahdou qui entraîne ses camarades en leur expliquant ce qui se passe hors des murs du collège. Ainsi, ce dernier est à l'origine de l'idée d'aller accueillir Abdelaziz Thâalbi à son retour d'exil. De même, les funérailles de Béchir Sfar au cimetière du Djellaz, auquel il se rend en 1917 en compagnie de son père, le marquent. Au collège, l'un de ses professeurs lui inculque l'art de la rédaction et de la littérature française et, indirectement, arabe. Cependant, ses résultats sont loin d'être brillants, le jeune Bourguiba, interne et boursier, ne parvenant pas à obtenir en 1917 son brevet d'arabe qui lui permettrait d'accéder à une fonction administrative. Malgré sa sévérité et sa rigidité, le directeur lui permet de refaire sa sixième et dernière année de collège en 1919-1920. Mais le froid de l'hiver et la mauvaise qualité de la nourriture détériorent la santé de l'enfant qui est hospitalisé à la suite d'une primo-infection. Il est alors contraint d'abandonner le collège pour rester à l'hôpital.
Pour s'en remettre, il se rend au Kef chez son frère Mohamed, auxiliaire médical à l'hôpital local, moderniste et prônant le laïcisme. Ce dernier vit avec une infirmière italienne qui l'accueille à bras ouverts et joue, elle aussi, un rôle important dans sa métamorphose, en comblant le vide affectif du jeune Bourguiba. Son séjour, qui dure 21 mois à partir de janvier 1920, est pour lui un tournant majeur : la sympathie de son frère envers les habitants du Kef rejaillit sur lui et il apprend à jouer aux cartes, discute de stratégies avec les militaires démobilisés, s'intéresse à Mustafa Kemal Atatürk puis rend visite à son autre frère Ahmed à Thala. Il participe aussi aux activités théâtrales, ce qui lui donne de l'assurance. Dans ce cadre, il répète plusieurs scènes avec son frère, ce dernier étant également passionné par le quatrième art. La fondation du Destour à la même période conduit Bourguiba à s'intéresser au nationalisme et fait part de son envie de poursuivre ses études secondaires pour aller étudier le droit en France et lutter contre le pays colonisateur. Le conseil familial qui a lieu pour trancher sur la question s'avère être un échec, ses frères le considérant comme un « raté » et n'étant pas prêts à financer ses études. Seul son frère Mahmoud, célibataire de trente ans, est favorable à sa requête ; c'est grâce au soutien de ce dernier et à son aide que Bourguiba entre au lycée Carnot de Tunis, en seconde car jugé trop faible pour suivre des cours de première.

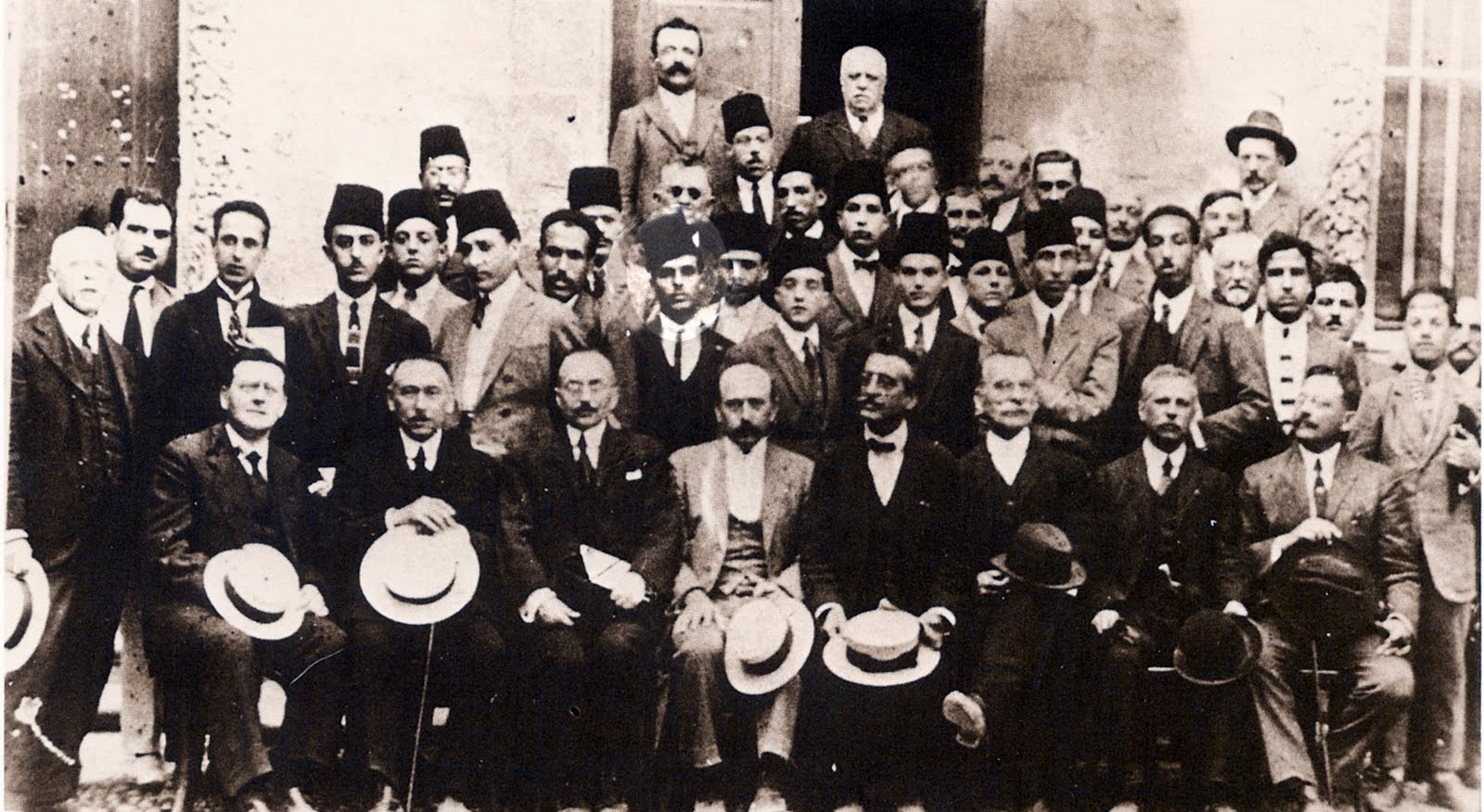
Bourguiba à l'issue de son année de baccalauréat au lycée Carnot en 1924.

Au lycée, Bourguiba a une grande considération pour les mathématiques en raison de l'attention que lui voue son professeur. Il obtient d'excellents résultats et finit par choisir la section philosophie après avoir réussi la première partie du baccalauréat. Là-bas, il se lie d'amitié pour Tahar Sfar et Bahri Guiga ; le groupe est alors décrit comme le trio des Sahéliens. Il se rend régulièrement dans les bibliothèques, se passionne pour les livres d'histoire mais pratique avec constance l'école buissonnière et va voir tous les vendredis Habiba Msika jouer L'Aiglon. Cependant, il est vite marqué par les inégalités entre Français et Tunisiens. En 1922, lorsque Naceur Bey menace d'abdiquer à cause des manœuvres du résident général Lucien Saint, l'opinion décide de se mobiliser. En résulte la manifestation du 22 avril à laquelle Bourguiba participe. Marqué par l'événement, il se rend fréquemment à des cercles de discussions sur des écrits politiques et philosophiques et soutient le socialisme. En 1923-1924, l'année du baccalauréat est marquée par la concurrence en vue d'obtenir une bourse pour étudier à Paris. Il bénéficie toujours du soutien de son frère Mahmoud, qui lui promet de lui envoyer cinquante francs par mois. Il passe alors son baccalauréat en 1924 et obtient un seize en philosophie, ce qui le classe premier de sa classe. À l'issue de l'épreuve, Bourguiba part pour suivre ses études de droit à Paris : il embarque alors sur un vieux navire, Le Oujda, pour découvrir la France.

### Études supérieures à Paris

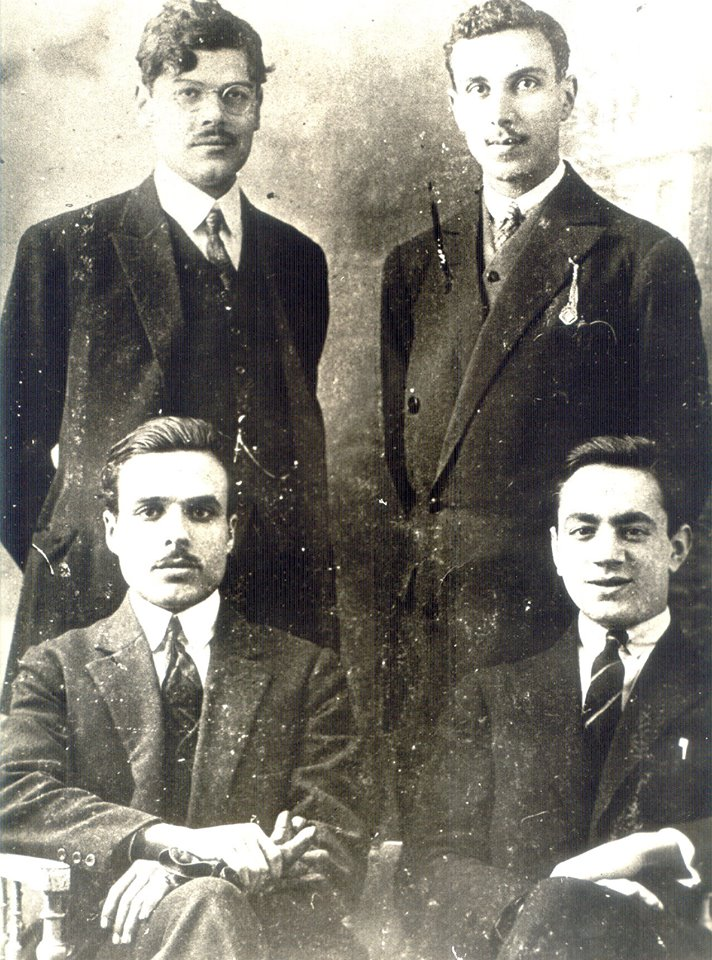
Bourguiba et ses camarades Tahar Sfar, Bahri Guiga et Mohamed Aloulou en 1926 à Paris.

Dès son arrivée à Paris, Bourguiba s'installe à l'hôtel Saint-Séverin, près de la place Saint-Michel, où il occupe une chambre située au sixième étage pour 150 francs par mois. S'il connaît des moments difficiles, il parvient à obtenir une bourse de 1 800 francs, payable en deux fois, puis s'inscrit à la faculté de droit de Paris et entre à la Sorbonne pour suivre des cours de psychologie et de littérature. Conscient qu'il était venu s'« armer intellectuellement contre la France », il se consacre au droit et à la découverte de la civilisation française. Dans ce cadre, il se rend fréquemment aux débats politiques, lit les journaux et suit de près l'évolution politique de la Troisième République. Sensible aux idées de Léon Blum au lendemain du congrès de Tours, il s'oppose au bolchévisme et s'intéresse à la démarche de Gandhi qui essaye de transformer le Congrès national indien en une puissante organisation de masse. Bourguiba se montre, par ailleurs, admiratif envers son camarade tunisien Mahmoud El Materi.

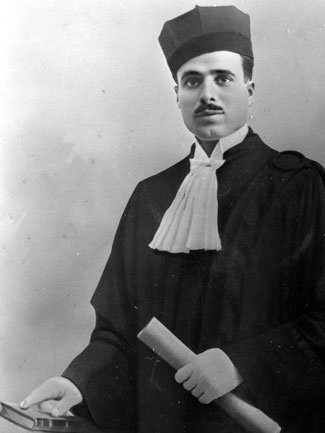
Habib Bourguiba photographié en robe d'avocat en 1927.

Après des vacances passées entre Mahdia et Monastir, Bourguiba rentre à Paris pour la rentrée de 1925, inquiet pour l'action nationaliste dans son pays. Tout d'abord, il déménage à la cité universitaire du boulevard Jourdan où il occupe la chambre no 114. Le mécène Taïeb Radhouane lui fait parvenir à travers l'association Les Amis de l'étudiant les droits d'inscription à l'École libre des sciences politiques, où il commence à suivre les cours de la section finances publiques. Il obtient aussi une assistance financière de son ami et protecteur, un instituteur français de Monastir qui s'est converti à l'islam par amour pour la Tunisie. La même année, ses amis Sfar et Guiga le rejoignent alors qu'il est le tuteur d'un jeune Sfaxien, Mohamed Aloulou, envoyé par ses parents passer le baccalauréat à Louis-le-Grand. En mettant de l'ordre dans sa chambre, il découvre un jour l'adresse d'une femme que son protecteur lui avait recommandé d'aller voir : Mathilde Lefras, une veuve âgée de 35 ans dont le mari est mort à la guerre et qui habite dans le 20e arrondissement. Lors de leur première rencontre, Mathilde est touchée par son récit et l'invite à emménager avec elle, quelques mois plus tard. Avec ce nouveau mode de vie, Bourguiba est distant avec les autres étudiants et semble s'éloigner de la voie du militantisme et de la Tunisie, alors que le résident général finissant par signer un décret supprimant les libertés de la presse, de réunion et d'association.
Pendant l'été 1926, il rentre à Monastir mais ne s'intéresse plus aux péripéties politiques du pays. Son père décède en septembre et il reçoit un télégramme de Mathilde qui lui annonce qu'elle est enceinte. Cette situation ainsi que la responsabilité parentale qui lui incombe l'inquiète. Cependant, il décide d'élever l'enfant, malgré la suggestion de ses amis qui l'incitent à abandonner Mathilde. Néanmoins, cette occasion le rassure car le fait que Bourguiba soit stérile, car il ne possède qu'un seul testicule, s'est révélé faux. Mais les relations du couple se dégradent peu à peu au point où, à cause des disputes, Bourguiba va dormir chez ses camarades à la cité universitaire. Le 9 avril 1927, Mathilde donne naissance à un garçon qu'ils prénomment Jean Habib. Après cela, le couple déménage pour s'installer à Bagneux, dans la banlieue parisienne, dans une pièce servant à la fois de chambre à coucher et de salle à manger. Bourguiba, malade, doit préparer ses derniers examens qu'il passe, un mois après la naissance de l'enfant. Après cela, il obtient respectivement une licence en droit et le diplôme supérieur d'études politiques de l'École libre des sciences politiques.

### Débuts professionnels et politiques
C'est à l'âge de 24 ans, en août 1927, que Bourguiba retourne en Tunisie, non seulement avec sa compagne Mathilde et son fils mais aussi avec une connaissance approfondie de la vie politique française sous la Troisième République. Lors de son séjour, il est en effet séduit par les valeurs libérales de la république radicale-socialiste et laïque, longtemps véhiculées par son frère Mohamed. Dès son retour, il épouse Mathilde, Mahmoud Laribi lui servant de témoin, et s'installe à Tunis. Sa famille et son entourage acceptent mal son mariage avec une Française plus âgée que lui, alors qu'il était promis à Chedlia Zouiten (fille de sa cousine germaine Aïcha Bourguiba). Malgré cela, Mahmoud lui apporte son aide en l'invitant à vivre dans sa villa du Kram. Il emménage par la suite à La Marsa puis à Tunis. Pour le moment, Bourguiba ne s'intéresse guère à la politique mais plutôt au travail, au logement et à sa famille, tout avocat débutant devant faire trois ans de stages chez un autre professionnel. Pendant près d'un an, d'octobre 1927 à octobre 1928, Bourguiba enchaîne les stages : il est d'abord engagé par un certain Me Cirier, qui le congédie au bout de six semaines, puis chez Me Pietra, associé à Me Scemama, qui le confine aux travaux d'écriture et ne le paye qu'au bout de deux mois. Bourguiba démissionne pour travailler chez Me Salah Farhat, secrétaire général du Destour, et cela jusqu'à ce que Me Sebault l'engage pour 600 francs par mois, ce qui mène Bourguiba à travailler pour lui un an de plus que ses trois années obligatoires.

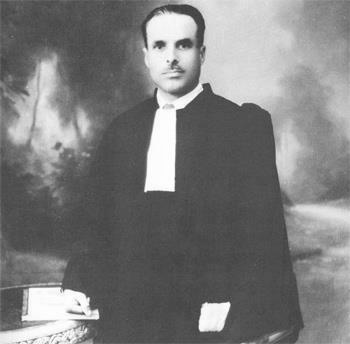
Photo de Bourguiba, avocat à Bab Souika, datant de 1931, après son retour en Tunisie.

Dans le contexte de l'ordre colonial régnant en Tunisie, le jeune Bourguiba ressent les effets de l'inégalité, notamment par une phase de chômage de près d'un an. Cette inégalité le choque et le mène à entreprendre des discussions avec ses amis tunisiens mais aussi français, qui tous se mettent d'accord sur la nécessité d'entreprendre une démarche réformiste visant à faire de la Tunisie un pays analogue à la France, à savoir libéral, moderne et laïc. Cependant, il se montre attaché à l'identité nationale. En effet, lors de sa participation, le 8 janvier 1929, à une conférence donnée à l'association culturelle L'Essor par Habiba Menchari, une jeune femme dévoilée qui plaide pour la cause de l'émancipation de la femme, il n'hésite pas à défendre le port du voile en affirmant que la Tunisie court à la déchéance de sa personnalité et doit veiller à préserver ses coutumes et traditions qui demeurent les dernières défenses d'une identité nationale en péril. Cela surprend alors les libéraux comme André Duran-Angliviel, sa sœur Eve Fichet, journaliste sous le pseudonyme d'Eve Nohelle, le syndicaliste Joachim Durel et l'avocat Mohamed Noomane. La polémique qui s'ensuit oppose pendant près d'un mois Bourguiba dans L'Étendard tunisien à Durel dans Tunis socialiste. Ce dernier s'étonnant qu'il ait épousé une Française, Bourguiba éclaircit les choses en déclarant qu'ils étaient là pour donner à leur fils l'éducation et la culture nécessaires pour en faire un Tunisien.
L'année 1930 marque l'apogée de la colonisation en Afrique du Nord, ce qui mène la France à fêter le centenaire de la colonisation de l'Algérie en organisant un congrès eucharistique en Tunisie. À l'occasion, plusieurs milliers d'Européens envahissent la capitale et se rendent à la cathédrale Saint-Louis de Carthage déguisés en croisés, conduisant à l'humiliation et à la révolte du peuple qui proteste contre ce qu'il considère comme une violation d'une terre d'islam par la chrétienté. Les manifestants, durement réprimés, sont traînés en justice et défendus pour certains par Bourguiba qui n'a pas participé au mouvement. Il demeure aussi neutre lorsque Tahar Haddad est relevé de ses fonctions de notaire.

## Débuts en politique
Au début des années 1930, Habib Bourguiba, ressentant les effets des inégalités coloniales, intègre le principal parti du mouvement national tunisien en compagnie de son frère M'hamed et de ses camarades Bahri Guiga, Tahar Sfar et Mahmoud El Materi. Révolté par la tenue du trentième congrès eucharistique, qui se déroule du 7 au 11 mai 1930 à Carthage et qu'il considère comme une « violation de la terre d'islam », le jeune groupe nationaliste décide d'agir. Avec les préparatifs de la célébration grandiose des cinquante ans du protectorat et la visite qu'effectue le président français Paul Doumer à cette occasion, les milieux nationalistes s'agitent. Bourguiba dénonce, dans le journal Le Croissant dirigé par son cousin Abdelaziz El Aroui, les réjouissances qu'il qualifie d'« offense humiliante à la dignité du peuple tunisien à qui il rappelle la perte de sa liberté et de son indépendance ». Dans ce cadre, les dirigeants destouriens se réunissent en urgence à l'hôtel d'Orient, début février 1931, où il est décidé de constituer un comité de soutien au journal de Chedly Khairallah, La Voix du Tunisien, qui passe d'hebdomadaire à quotidien et compte parmi ses rédacteurs la jeune équipe nationaliste.

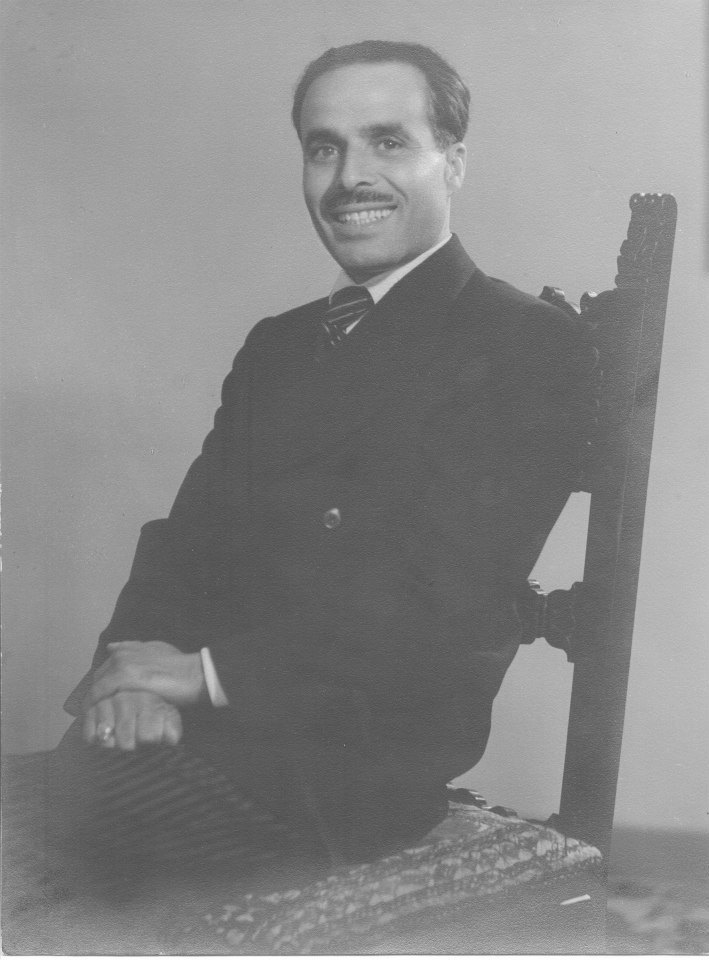
Portrait de Habib Bourguiba au début des années 1930.

Bourguiba, qui multiplie ses articles dans L'Étendard tunisien et la Voix du Tunisien, dénonce les tentatives visant la personnalité tunisienne mais aussi le système des décrets beylicaux et les avantages des Européens, réclamant l'accès des Tunisiens à tous les postes administratifs. Il ne tarde pas à définir sa conception du protectorat qu'il remet lui-même en question, non plus seulement ses effets comme s'acharnent à le faire ses aînés. Dans un article du 23 février 1931, il explique que pour « un peuple sain, vigoureux, que les compétitions internationales ou une crise momentanée ont forcé à accepter la tutelle d'un État fort, le contact d'une civilisation plus avancée détermine en lui une réaction salutaire. Une véritable régénération se produit en lui et, grâce à une judicieuse assimilation des principes et des méthodes de cette civilisation, il arrivera fatalement à réaliser par étapes son émancipation définitive ».
La Voix du Tunisien ne tarde pas à devenir un journal très populaire grâce à l'originalité avec laquelle Bourguiba, Sfar, Guiga et El Materi abordent les problèmes. Leur raisonnement nouveau attire non seulement l'intérêt de l'opinion publique, mais aussi celle des « prépondérants », grands propriétaires terriens et hommes d'affaires, qui exercent une grande influence sur l'administration coloniale. Hostiles à leurs écrits osés, ils parviennent à obtenir de la résidence la censure des journaux nationalistes, le 12 mai 1931. Quelques jours plus tard, des poursuites sont engagées à l'encontre de Habib et M'hamed Bourguiba, Bahri Guiga, Salah Farhat et Mahmoud El Materi. Cependant, ils parviennent à obtenir le renvoi de leur procès jusqu'au 9 juin. Ce jour-là, plusieurs personnes viennent apporter leur soutien aux inculpés et les porter en triomphe, alors que le report du procès est à nouveau prononcé. En réponse, François Manceron, résident général de France en Tunisie, voulant mettre fin à la contestation nationaliste, parvient à semer la zizanie entre Khairallah, propriétaire du journal et les jeunes journalistes. Un conflit éclate quant à la direction du journal ; le comité de rédaction exige en réponse d'assurer la direction du quotidien mais, devant le refus de Khairallah, décide de quitter le journal.
Le groupe reste en contact et décide de créer son propre journal grâce à l'aide du pharmacien Ali Bouhageb : c'est ainsi que L'Action tunisienne voit le jour avec un comité de rédaction formé par Habib et M'hamed Bourguiba, Bahri Guiga, Tahar Sfar, Mahmoud El Materi, Ali Bouhageb et Béchir M'hedhbi. Le 1er novembre 1932, son premier numéro est publié, Bourguiba consacrant son premier éditorial au budget. Déçus par la modération résignée de leurs aînés, les jeunes nationalistes se déchaînent et prennent la défense du « petit peuple ». Bourguiba, qui devient de plus en plus connu grâce à ses écrits, sort fréquemment dans les cercles tunisois qu'il vient tout juste de connaître et s'enivre de ses succès de salon à Tunis et à Hammam Lif où il fréquente la famille Boulakbeche. Il se montre clair et précis dans ses écrits, ce qui révèle un polémiste de talent grâce à ses solides arguments de juriste : il s'attache au fait de démontrer le mécanisme de l'exploitation coloniale en remontant des effets aux causes, tout en s'intéressant aux phénomènes sociaux, appelant les ouvriers et les étudiants à s'organiser pour mieux se défendre contre l'exploitation. De même, il incite à la défense et à la sauvegarde de la personnalité tunisienne.

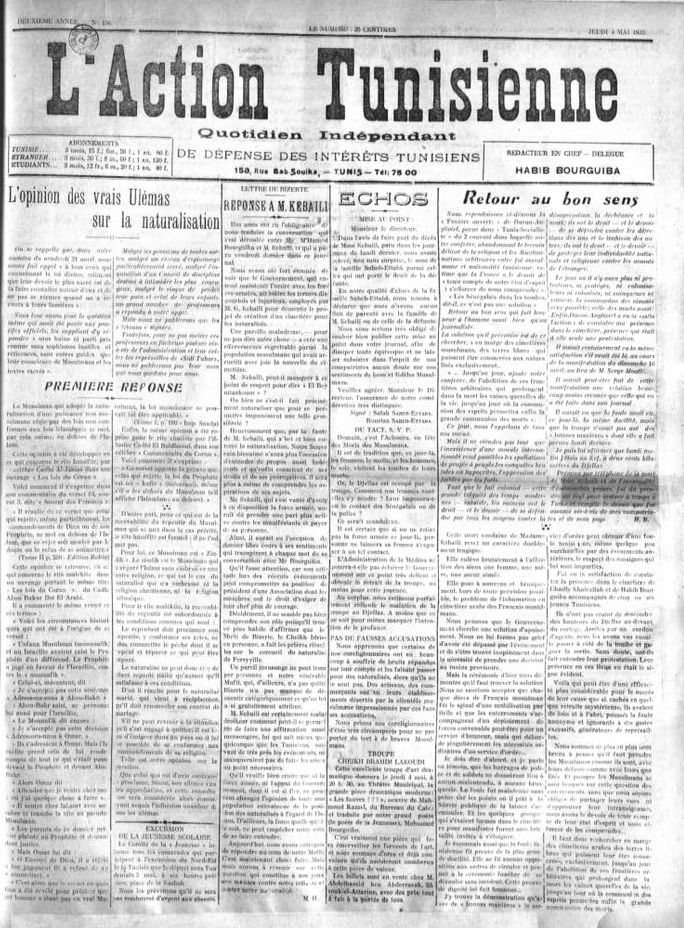
Campagne de presse menée par L'Action tunisienne à la suite de l'affaire des naturalisations.

Avec la crise économique qui sévit et la modération résignée des nationalistes, Bourguiba et ses camarades pensent qu'il suffirait d'une bonne cause pour relancer le mouvement national sur de nouvelles bases en adoptant une nouvelle méthode. En février 1933, lorsque M'hamed Chenik, banquier et président de la Coopérative tunisienne de crédit, s'attire les foudres de la résidence, Bourguiba est le seul à le défendre, trouvant que cette affaire lui permettrait de rallier la classe bourgeoise considérée comme collaboratrice de la France et d'unifier le pays autour du nationalisme. Cependant, cela ne se solde qu'avec la démission de Guiga, M'hedhbi et Bouhageb. Ainsi, Bourguiba abandonne son cabinet et décide de tenir le journal seul. Mais l'occasion de s'exprimer ne tarde pas à se présenter : l'affaire des naturalisés tunisiens, qui a tant agité les nationalistes au cours des années 1920, refait surface, en ce début 1933, avec les protestations des Bizertins contre l'inhumation d'un naturalisé dans un cimetière musulman. Bourguiba décide de réagir et de mener une campagne dans L'Action tunisienne, partiellement reprise par l'ensemble des journaux nationalistes, où il dénonce une tentative visant « à la francisation de tout le peuple tunisien ».
La prise de position ferme de Bourguiba lui fait acquérir une popularité dans les milieux nationalistes. Dans ce cadre, le congrès du Destour qui se déroule les 12 et 13 mai à Tunis, se termine en faveur du groupe de L'Action tunisienne, élu à l'unanimité à la commission exécutive du parti. Cette nouvelle place importante leur permet d'obtenir une solide position et d'influencer le parti dans le but d'unir toutes les tendances au sein d'un front nationaliste. Pendant ce temps, l'agitation consécutive à l'affaire des naturalisations se poursuit à Tunis. En réponse, la résidence décide le 31 mai la suspension des journaux nationalistes, y compris L'Action tunisienne, et l'interdiction du Destour. L'État français, estimant que Manceron a agi tardivement à faire preuve de fermeté, le remplace par Marcel Peyrouton le 29 juillet 1933. Dans ce contexte de répression, Bourguiba, privé de moyens d'expression et prisonnier de la structure du Destour, aspire à retrouver son autonomie.
Le 8 août, l'occasion pour s'exprimer se présente lorsque des incidents éclatent à Monastir à la suite de l'inhumation de force dans le cimetière musulman de l'enfant d'un naturalisé. À la suite des affrontements entre population et forces de l'ordre, Bourguiba parvient à convaincre les Monastiriens de le choisir comme avocat et se rend en délégation de protestation auprès du bey, le 4 septembre. Les hautes instances du parti y voyant le prétexte attendu pour circonscrire un activisme qui leur déplaît, décide d'infliger un blâme au jeune nationaliste. Bourguiba, qui considère le Destour et ses dirigeants comme des obstacles à ses ambitions, décide de démissionner du parti le 9 septembre. Il tire très vite les leçons de cette campagne : ce succès obtenu par des soulèvements populaires violents montre l'échec des méthodes favorites des destouriens, faites de pétitions et d'envois de télégrammes. Seule la violence de groupes déterminés peut amener la résidence à reculer et à négocier des solutions politiques ; ce sera sa ligne de conduite jusqu'en 1956.

## À la tête du Néo-Destour

### De la fondation du Néo-Destour à la répression coloniale

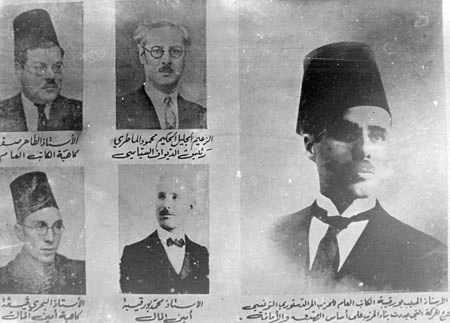
Composition du premier bureau politique du Néo-Destour.

Après sa démission de la commission exécutive du Destour, Bourguiba se retrouve à nouveau seul. Cependant, ses jeunes camarades de L'Action tunisienne se retrouvent rapidement en conflit avec les caciques du parti, ce qui se solde par l'exclusion de Guiga le 17 novembre 1933 et la démission d'El Materi, M'hamed Bourguiba et Sfar de la commission exécutive le 7 décembre. Le noyau destourien « rebelle », rejoint par Bourguiba, décide d'entreprendre une campagne d'explications auprès des militants, alors que le Destour lance une campagne de propagande les visant. Ainsi, ils se rendent dans des zones gravement touchées par la crise économique, notamment à Ksar Hellal et Moknine où on leur réserve un accueil hostile. L'occasion de s'expliquer leur est donnée le 3 janvier 1934 par Ahmed Ayed, un notable de Ksar Hellal. Le soir venu, ils se réunissent chez lui pour expliquer aux présents les raisons de leur conflit avec le Destour et définir leur conception de la lutte nationaliste.
Les discours et la détermination à agir de cette nouvelle génération trouvent un écho important auprès de la population qui n'hésite pas à critiquer la « négligence manifestée par la direction du Destour pour défendre leurs intérêts ». Face au refus de la commission exécutive d'organiser un congrès extraordinaire et grâce au soutien des masses et de commerçants importants, les « scissionnistes » organisent leur propre congrès à Ksar Hellal le 2 mars 1934. Lors des assises, Bourguiba appelle les congressistes à choisir « les hommes qui auront à défendre en votre nom la libération du pays ». Le congrès se solde par la création d'un nouveau parti, le Néo-Destour, dont la présidence est confiée à Mahmoud El Materi alors que Bourguiba en devient le secrétaire général.

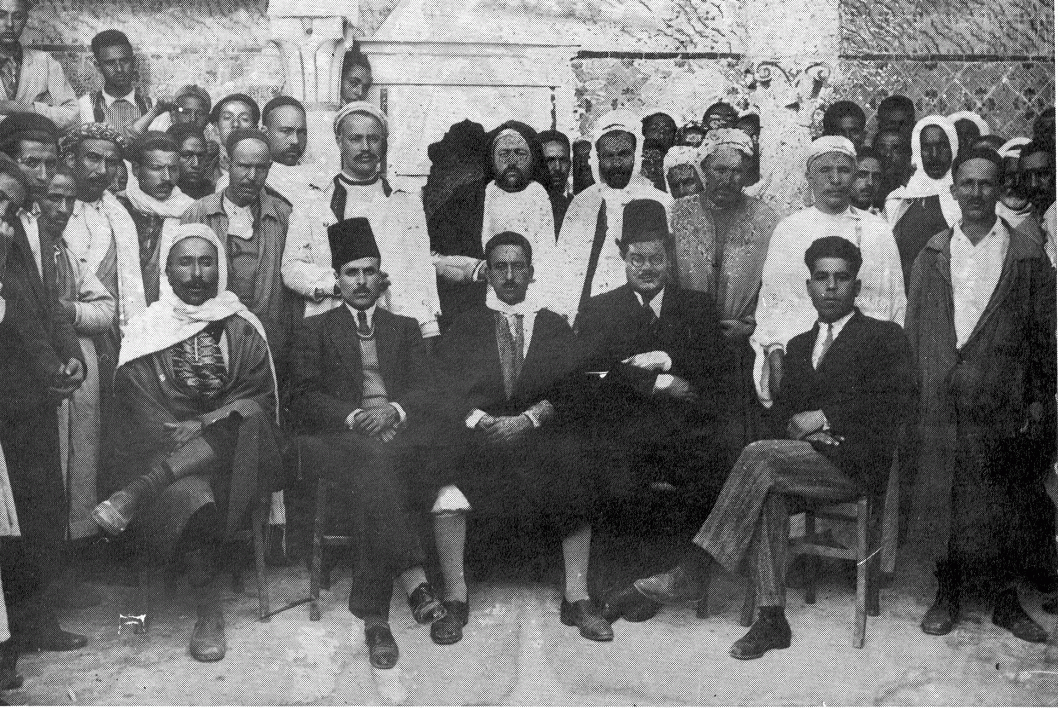
Habib Bourguiba et Tahar Sfar à Béja, le 25 avril 1934 pour créer la première cellule du Néo-Destour de la ville.

Une fois le parti constitué, le Néo-Destour doit se démarquer et acquérir un poids sur la scène politique. Dans ce cadre, il doit faire face au résident général, Marcel Peyrouton, désigné pour mettre fin à l'agitation nationaliste, dans une conjoncture de crise économique qui permet de séduire une plus large audience. Pour ce faire, il doit acquérir un poids sur la scène politique, diffuser son idéologie, rallier les sympathisants d'un Destour toujours puissant mais également convaincre les masses populaires que le Néo-Destour est leur défenseur, les invitant à y adhérer pour retrouver « une dignité malmenée par un demi-siècle de protectorat ».
Dans ce cadre, Bourguiba sillonne le pays et se démarque rapidement des caciques du Destour par sa nouvelle méthode de communication. Les masses, ayant toujours été laissées à elles-mêmes, sont séduites par son discours et y adhèrent. Des cellules se créent et une structure se met en place dans tout le pays, faisant du Néo-Destour une machine plus efficace que toutes les formations nationalistes l'ayant précédé. Si les aînés s'adressent à la puissance coloniale pour faire aboutir leurs revendications, les scissionnistes s'adressent au peuple. Sur la scène internationale, le Néo-Destour parvient à bénéficier du soutien de la gauche française, notamment du philosophe et homme de gauche Félicien Challaye, qui apporte son soutien au mouvement.
Cependant, en Tunisie, le Néo-Destour doit faire face à la forte opposition du résident général Peyrouton qui, dans un premier temps, soutient l'initiative des « scissionnistes », y voyant un moyen d'affaiblir le mouvement national, mais se rétracte rapidement à cause de la nouvelle méthode de communication victorieuse et des revendications de la nouvelle formation. En effet, Bourguiba et le Néo-Destour ne tardent pas à hausser le ton en demandant la souveraineté nationale et l'avènement d'une Tunisie indépendante « accompagnée d'un traité garantissant à la France une prépondérance aussi bien dans le domaine politique que dans le domaine économique par rapport aux puissances étrangères », dans un article publié dans L'Action tunisienne.
Toutes ces exigences provoquent un conflit entre le gouvernement français et le mouvement nationaliste, d'autant plus que les responsables du parti engagent une action d'envergure à travers le pays pour sensibiliser les populations à leur message. Ce climat de tensions mène la résidence à répondre aux revendications par une série de mesures d'intimidation. La répression se fait plus violente dans le pays : Peyrouton interdit tous les journaux de gauche encore publiés, notamment Tunis socialiste et les Français L'Humanité et Le Populaire, le 1er septembre 1934. Le 3 septembre, des rafles sont organisées à l'encontre des dirigeants des principaux partis politiques du pays, à savoir les deux Destour et le Parti communiste tunisien. Bourguiba est arrêté puis expédié à Kébili, dans le Sud sous administration militaire. Pendant ce temps, l'arrestation des principaux leaders engendre le mécontentement des populations. Alors que Sfar et Guiga tentent d'apaiser l'agitation, Bourguiba et Salah Ben Youssef sont pour son maintien. Des émeutes éclatent dans tout le pays, conduisant la résidence à renforcer sa répression. Très vite, le Sud tunisien regroupe la majorité de l'élite politique tunisienne : les deux frères Bourguiba à Tataouine, El Materi à Ben Gardane, Guiga à Médenine et Sfar à Zarzis.
Le 3 avril 1935, tous les déportés sont transférés à Bordj le Bœuf. Bien que ravis de se retrouver, ils ne tardent pas à entrer en conflit quant à la ligne que le parti doit tenir. Tandis que la majorité des détenus sont pour l'estompement de l'agitation et la révocation des méthodes inaugurées en 1934, Bourguiba est opposé à toute concession,. Bientôt un conflit éclate entre les internés qui accusent Bourguiba de les avoir « menés au gouffre » ; seul Ben Youssef ne s'oppose pas à l'action menée depuis le congrès constitutif mais pense qu'il faut sortir de prison à tout prix pour tenter de sauver ce qui peut encore l'être. Cependant, le conflit s'estompe peu à peu face aux conditions difficiles qui leur sont imposées pour les amadouer.

### De la tentative de dialogue à l'affrontement

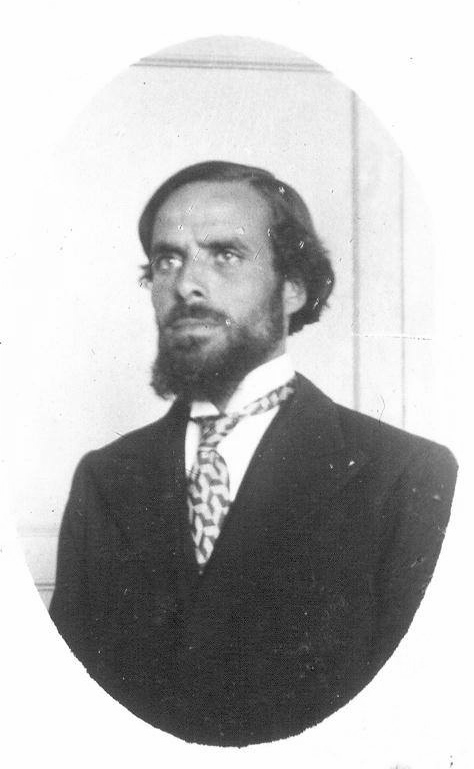
Habib Bourguiba en 1936, à son retour de Bordj le Bœuf.

Dans ce contexte, le début de l'année 1936 est marqué par le remplacement de Peyrouton par Armand Guillon, nommé en mars. Alors que le pays est secoué depuis deux ans par l'agitation nationaliste, le gouvernement français le charge de rétablir le calme. Dans ce cadre, il favorise le dialogue avec les nationalistes qu'il libère le 23 avril. Bourguiba est envoyé à Djerba où il reçoit la visite du nouveau résident général qui est prêt à s'entendre avec eux pour apaiser les tensions et poursuivre une politique humaine et libérale. Le 22 mai, il est permis aux leaders de regagner leurs foyers, tandis qu'en France la gauche, proche des milieux nationalistes, prend le pouvoir avec l'installation du gouvernement de Léon Blum en juin. Ils ne tardent pas à rencontrer Guillon qui, en guise de bonne foi, restaure les libertés restreintes. Très satisfaits de leur entrevue avec Guillon, les leaders sont maintenant convaincus que l'avènement du gouvernement Blum et l'arrivée de Guillon ouvriraient les portes des négociations qui mèneraient vers l'indépendance, même s'il ne le déclarent pas ouvertement.
Le 10 juin 1936, le conseil national du Néo-Destour se réunit pour établir une nouvelle politique vis-à-vis du gouvernement français. Il s'achève en lui accordant un « préjugé favorable » et par l'élaboration d'une série de revendications jugées minimales dont il attend une satisfaction rapide. À la fin de la réunion, Bourguiba est envoyé à Paris pour exposer la plate-forme de son parti. En France, il se rapproche des jeunes étudiants nationalistes tels que Habib Thameur, Hédi Nouira et Slimane Ben Slimane. De même, il rencontre Pierre Viénot, sous-secrétaire d'État aux Affaires étrangères, le 6 juillet. Cette entrevue est très mal vue en Tunisie : c'est pourquoi leurs entrevues ultérieures se font en secret. Mais la prudence des autorités françaises s'oppose aux espoirs des militants tunisiens et certains pensent même qu'il s'agit d'une illusion. De retour à Tunis, en septembre, le climat politique a changé avec la restauration des libertés, ce qui permet l'expansion du Néo-Destour qui voit le nombre de ses jeunes militants augmenter.
Le résident général en Tunisie parle à la fin de l'année de réformes et d'assimilation de la Tunisie. Ces propos sont à l'origine de mouvements sociaux éclatant au début de l'année 1937. Viénot en voyage en Tunisie réagit en déclarant que « certains des intérêts privés des Français de la Tunisie ne se confondent pas avec l'intérêt de la France ». Pendant ce temps, Bourguiba se rend à nouveau à Paris puis à la conférence sur l'abolition des capitulations tenue en avril à Montreux (Suisse). Il y rencontre de nombreux représentants nationalistes arabes dont l'émir druze Chakib Arslan, l'Algérien Messali Hadj et l'Égyptien Nahas Pacha.
En juin 1937, le gouvernement Blum démissionnaire est remplacé par le gouvernement de Camille Chautemps. Face aux atermoiements du gouvernement, les nationalistes reprennent leur combat et s'emploient activement à concrétiser leurs revendications. Dans ce contexte, Bourguiba souhaite qu'Abdelaziz Thâalbi, fondateur du Destour, rejoigne le Néo-Destour, pour consolider ses positions face au nouveau gouvernement. Cela n'arrivant pas, il fait escamoter la réunion de conciliation prévue entre les délégations du Destour et du Néo-Destour puis s'emploie à perturber les rassemblements publics de son adversaire. À Mateur, les affrontements font des morts et des blessés mais Bourguiba réussit à s'imposer comme le seul leader du mouvement nationaliste et rejette définitivement le nationalisme panarabe et anti-occidental ; le divorce est consommé entre les deux partis. Par peur des attaques, les destouriens renoncent aux réunions publiques. Il ne leur reste plus que la presse pour répondre à leurs adversaires.
Cependant, Bourguiba fait figure de modération quant à ses relations avec la France tandis qu'apparaissent au sein du parti deux nouvelles mouvances : la première, modérée, est dirigée par El Materi, Guiga et Sfar et favorise le dialogue tandis que la deuxième, radicale, est menée par les jeunes membres, notamment Nouira, Ben Slimane et Thameur, qui préconisent l'affrontement. Bourguiba hésite entre les deux mouvances car il a besoin du soutien des jeunes du parti pour asseoir sa domination sur le Néo-Destour, où le bureau politique est encore entre les mains des membres fondateurs, toujours aussi influents. Toutefois, il apaise les tensions des jeunes, estimant qu'un affrontement avec la France n'aurait que de mauvaises conséquences et que le dialogue peut encore être favorisé. Début octobre 1937, il s'envole pour Paris afin de poursuivre les négociations mais rentre sans résultats solides. Ainsi, il réalise qu'il n'y a plus rien à attendre de la France.

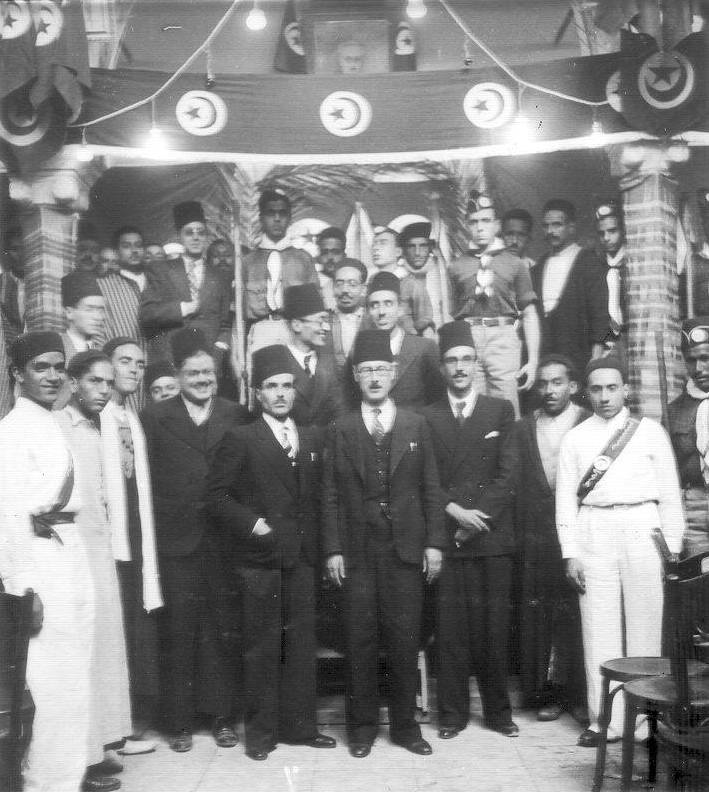
Congrès de la rue du Tribunal en octobre 1937.

Dans ce contexte, s'ouvre le deuxième congrès du Néo-Destour le 29 octobre 1937 à Tunis. Le vote d'une motion relative aux relations avec la France est à l'ordre du jour. Le congrès entérine les deux tendances apparues dans le parti au cours des derniers mois. Lors de son discours, Bourguiba ménage les uns et les autres. Après avoir réduit l'influence du Destour, il défend avec vigueur la politique de l'émancipation progressive qu'il a, dès le départ, préconisée : 
« L'indépendance ne se réalisera que selon trois formules :

1. une révolution populaire, violente et généralisée, qui liquidera le protectorat ;
2. une défaite militaire française au cours d'une guerre contre un autre État ;
3. une solution pacifique, à travers des étapes, avec l'aide de la France et sous son égide.

Le déséquilibre du rapport des forces entre le peuple tunisien et la France élimine toutes les chances d'une victoire populaire. Une défaite militaire française n'aidera pas l'indépendance parce que nous tomberons dans les griffes d'un nouveau colonialisme. Donc, il ne nous reste que la voie de la délivrance pacifique sous l'égide de la France. »
Le congrès, qui se termine le 2 novembre 1937, finit par retirer à la France le « préjugé favorable » et donc la confiance dont le parti l'avait créditée depuis près de deux ans. Bourguiba, qui a fait entrer plusieurs jeunes dans les instances dirigeantes, affermit son autorité et sort vainqueur du débat.
Alors que la base du parti s'agite et que la répression fait sept morts à Bizerte, Bourguiba choisit l'épreuve de force. Le 8 avril 1938, une manifestation préparée se déroule pacifiquement mais Bourguiba rudoie El Materi venu lui rendre compte : « Puisqu'il n'y a pas eu de sang, il faut recommencer. Il faut que le sang coule pour qu'on parle de nous ». Il obtient satisfaction dès le lendemain lors des événements du 9 avril. Au terme d'une journée de guérilla urbaine, on relève un mort parmi les policiers, 22 morts chez les manifestants, et plus de 150 blessés. Le lendemain, Bourguiba et ses compagnons sont arrêtés et détenus à la prison civile de Tunis où Bourguiba fait l'objet d'un long interrogatoire. Le Néo-Destour est dissous le 12 avril mais les militants continuent de se réunir dans la clandestinité. Le 10 juin 1939, Bourguiba et ses compagnons sont inculpés pour conspiration contre la sûreté de l'État et incitation à la guerre civile. Ils sont ensuite transférés vers le pénitencier de Téboursouk.

## Seconde Guerre mondiale
Lorsque la Seconde Guerre mondiale éclate, Bourguiba est transféré, à bord d'un contre-torpilleur, au Fort Saint-Nicolas de Marseille (26 mai 1940) où il partage sa cellule avec Hédi Nouira. Déjà convaincu de l'issue de la guerre, il écrit, le 10 août 1942, à Habib Thameur, alors président par intérim du parti, pour définir sa position : 
« L'Allemagne ne gagnera pas la guerre et ne peut la gagner. Entre les colosses russes et anglo-saxons, qui tiennent les mers et dont les possibilités industrielles sont infinies, l'Allemagne sera broyée comme dans les mâchoires d'un étau irrésistible […] L'ordre vous est donné, à vous et aux militants, d'entrer en relation avec les Français gaullistes en vue de conjuguer notre action clandestine […] Notre soutien doit être inconditionnel. C'est une question de vie ou de mort pour la Tunisie. »

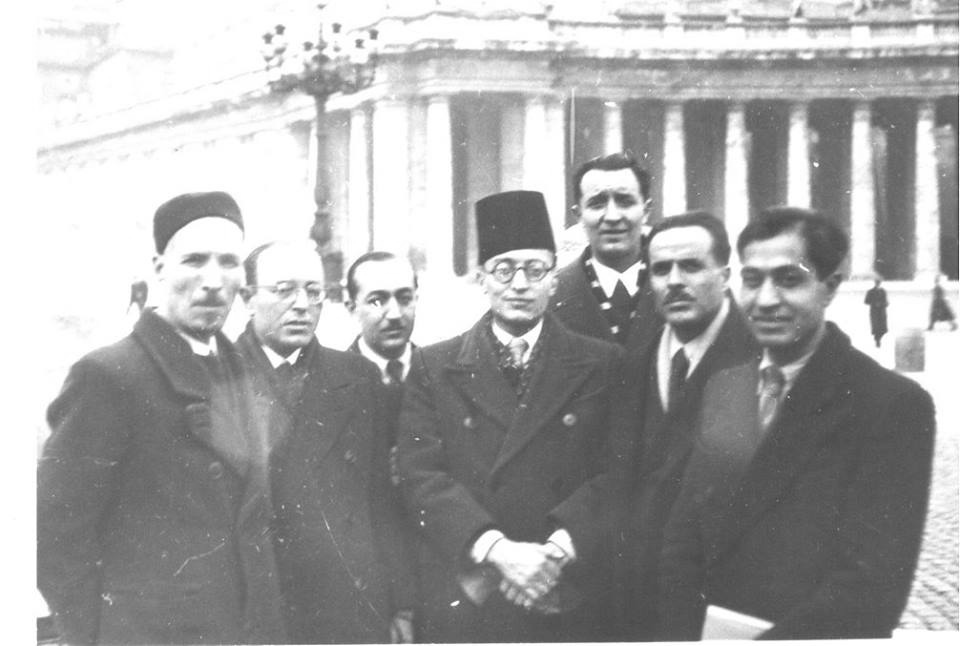
Bourguiba et ses compagnons de détention à Rome en 1943.

Il est ensuite transféré à Lyon et enfermé à la prison Montluc (18 novembre 1942) puis au Fort de Vancia jusqu'à ce que Klaus Barbie le fasse relâcher et le conduise à Chalon-sur-Saône. Il est ensuite reçu avec tous les honneurs à Rome en compagnie de Salah Ben Youssef et Slimane Ben Slimane, en janvier 1943, à la demande de Benito Mussolini qui espère l'utiliser pour affaiblir la résistance française en Afrique du Nord. Le ministère italien des Affaires étrangères essaie donc d'obtenir de lui une déclaration en leur faveur. À la veille de son retour, il accepte de délivrer un message au peuple tunisien, par le biais de Radio Bari, le « mettant en garde contre tous les appétits ».
Le 8 avril 1943, au lendemain de son retour à Tunis, il s'assure que son message de 1942 soit transmis à toute la population et à ses militants. Par sa position prudente, il se démarque de la collaboration de certains militants avec l'occupant allemand arrivé en Tunisie en novembre 1942. Il échappe ainsi au sort du souverain, Moncef Bey, qui est déposé à la libération, en mai 1943, par le général Alphonse Juin sous l'accusation de collaboration,. Bourguiba est donc remis en liberté par les Forces françaises libres le 23 juin 1943.
C'est à cette période qu'il fait la connaissance de Wassila Ben Ammar. Bourguiba est alors étroitement surveillé et ne se sent pas en mesure de reprendre l'initiative. Il sollicite l'autorisation d'accomplir le pèlerinage à La Mecque. Cette requête, surprenante de sa part, est refusée par les autorités françaises. Il décide alors de s'enfuir en Égypte. Il traverse la frontière tuniso-libyenne déguisé en caravanier, le 23 mars 1945, et arrive au Caire en avril.

## Exil au Moyen-Orient
Bourguiba s'installe au Caire en Égypte où il bénéficie de l'aide de Mounier-Pillet, son ancien instituteur de Monastir, maintenant installé dans la capitale égyptienne. Bourguiba rencontre plusieurs personnalités, notamment Taha Hussein, grâce à sa participation à des événements qui s'y tiennent. Il fait également la connaissance de Syriens, qui viennent alors tout juste d'obtenir l'indépendance de leur pays vis-à-vis de la France, et en profite pour affirmer qu'« avec les moyens dont ils disposent, les pays arabes devraient se montrer plus solidaires des luttes de libération nationales du Maghreb ». Bien qu'il redouble d'efforts, Bourguiba sait que personne n'interviendra en l'absence de tensions franco-tunisiennes, la cause palestinienne étant la priorité de la Ligue arabe. Il demande alors à Ben Youssef de les engendrer en créant l'événement pour qu'il puisse agir. Il parvient également à rencontrer Abdelaziz ibn Saoud qu'il tente de sensibiliser à la cause nationaliste tunisienne, en vain.
Face aux promesses sans cesse repoussées des peuples arabes d'Orient, Bourguiba prend l'initiative de créer un bureau du Néo-Destour au sein de la capitale égyptienne. Il fait appel à Habib Thameur, Rachid Driss, Taïeb Slim, Hédi Saïdi et Hassine Triki, condamnés par les Français et libérés par les Allemands et qui ne tardent pas à le rejoindre, le 9 juin 1946. Bourguiba fait de cette représentation néo-destourienne le point de ralliement de la communauté maghrébine du Caire et ne tarde pas à être rejoint par des nationalistes algériens et marocains. Rapidement, son discours est repris par les médias anglo-saxons et le militantisme maghrébin devient de plus en plus dynamique au Caire. Il est de plus en plus convaincu que la clé de la cause nationaliste se trouve aux États-Unis dont les intérêts coïncident avec ceux des nationalistes maghrébins. Ainsi, il cherche à s'y rendre et bénéficie du soutien de Doolittle, consul à Alexandrie, pour y parvenir. Il se rend d'abord en Suisse puis en Belgique et passe clandestinement, le 18 novembre, la frontière pour embarquer à Anvers, sur le Liberty Ship, cargo dont il est le seul passager.
Le 2 décembre 1946, Bourguiba accoste à New York, en marge des travaux de l'Assemblée générale des Nations unies. Dès lors, réceptions et banquets se succèdent et Bourguiba fait connaissance avec des hommes politiques américains, notamment Dean Acheson, sous-secrétaire d'État américain, qu'il rencontre en janvier 1947,. Bourguiba conclut de son séjour à New York que les États-Unis seraient prêts à soutenir la Tunisie si son cas était soumis à l'Organisation des Nations unies (ONU). Il s'appuie sur la Charte des Nations unies, signée par la France et qui mentionne explicitement le droit des peuples à disposer d'eux-mêmes. Dans ce cadre, il multiplie les rencontres avec les milieux officiels de Washington et l'opinion américaine grâce à l'aide précieuse du Libanais Cecil Hourana, alors directeur du bureau arabe d'information à New York. Dorénavant, Bourguiba est convaincu de la nécessité de porter la cause tunisienne à l'international à travers les cinq États membres de la Ligue arabe et de l'ONU.
Au même moment au Caire, la Ligue arabe accepte d'inscrire à l'ordre du jour de ses travaux la question de l'Afrique du Nord. Dans ce cadre, un congrès de l'Afrique du Nord, mené par les nationalistes du Caire, se déroule du 15 au 22 février 1947. Il se solde par la création du bureau du Maghreb arabe en remplacement de la représentation du Néo-Destour. Sa mission essentielle est de renforcer l'action des mouvements de résistance à l'intérieur et à l'extérieur des pays maghrébins en vue de soulever le problème à l'ONU. Enfin, Habib Thameur est désigné pour prendre la tête de cette organisation. En mars, Bourguiba regagne le Caire et, pendant près d'un an, cherche à convaincre les dirigeants arabes d'introduire le cas tunisien à l'ONU. Dès lors, il dote le Néo-Destour de sa seconde représentation dans le monde arabe, à Damas, dirigée par Youssef Rouissi qui connaît bien les Syriens. Néanmoins, les progrès sont lents et la tournée de Bourguiba au Moyen-Orient ne se solde que par une substantielle aide matérielle de la part de l'Arabie saoudite car ni l'Irak, ni la Syrie, ni le Liban ne s'emploient à faire bouger les choses.
Face au désintérêt des membres de la Ligue arabe pour le Maghreb, alors que la guerre en Palestine mobilise toute l'attention et tous les efforts, l'union des différents mouvements nationalistes maghrébins semble être le meilleur moyen pour faire entendre leurs revendications. Mais très vite des dissensions apparaissent entre Tunisiens, Marocains et Algériens, empêchant des démarches communes. L'arrivée du dirigeant marocain en exil Abdelkrim el-Khattabi le 31 mai 1947 relance le mouvement. Sous son impulsion, le Comité de libération d'Afrique du Nord est créé le 5 janvier 1948. Les principes fondateurs du comité sont l'islam, l'arabisme, l'indépendance totale et le refus de tout compromis avec le colonisateur. Il est dirigé par Khattabi, désigné président à vie, et Bourguiba, désigné secrétaire général. Toutefois, malgré le prestige du dirigeant marocain, le comité ne connaît pas plus de succès que le bureau du Maghreb arabe. Obsédés par la question palestinienne, les dirigeants de la Ligue arabe refusent toutes les avances des nationalistes maghrébins et les problèmes financiers deviennent criants.
Alors que Khattabi préconise la lutte armée, Bourguiba s'y oppose, défendant l'autonomie du nationalisme tunisien, ce qui ne tarde pas à diviser le comité maghrébin. Ses idées modérées ne lui valent pas la sympathie des autres membres du comité, dont le nombre augmente jour après jour. Pour discréditer Bourguiba, on répand la rumeur selon laquelle il recevrait en sous-main de l'argent de la part de plusieurs dirigeants arabes et qu'il entretient des rapports privilégiés avec l'ambassade de France. Lors de son voyage au Liban, au printemps 1948, le comité le relève de ses fonctions de secrétaire général et il constate que les divergences idéologiques qu'il a avec les autres Maghrébins, affectent négativement ses relations avec les Tunisiens du Caire, notamment Thameur avec lequel les tensions s'intensifient.
Même à Tunis, son exil au Moyen-Orient a affaibli le dirigeant tunisien : mis-à-part la montée du moncéfisme, après la déposition puis l'exil à Pau de Moncef Bey, le parti se restructure autour de Salah Ben Youssef et avec l'aide de l'Union générale tunisienne du travail dirigée par Farhat Hached. Bien que confirmé en tant que président du parti, lors du congrès de la nuit du Destin qui se tient clandestinement à Tunis en octobre 1948, trois vice-présidents sont élus dans le but de limiter les pouvoirs de la présidence : Hédi Chaker à Tunis, Youssef Rouissi à Damas et Habib Thameur au Caire.. Parti au Caire pour appuyer la lutte nationaliste tunisienne, il se retrouve, quatre ans plus tard, affaibli politiquement et marginalisé au sein du groupe maghrébin du Caire, exilé et isolé de son pays. Conscient de l'importance du combat à l'intérieur du pays, c'est dans ce contexte qu'il rentre à Tunis le 8 septembre 1949.

## Lutte pour l'indépendance

### Des négociations à la rupture avec la France

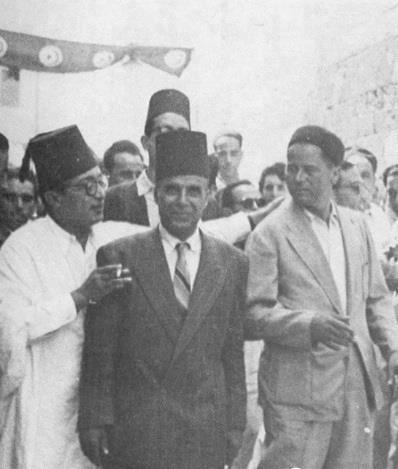
Hached et Ben Youssef accueillant Bourguiba à son retour en 1949.

Dès son retour, Bourguiba décide d'entreprendre une campagne de sensibilisation dans tout le pays, notamment à Bizerte, Medjez el-Bab et Sfax, afin de reprendre le contrôle du parti. De novembre 1949 à mars 1950, il s'y adonne et voit sa popularité augmenter grâce à ses talents oratoires mais aussi à la politique attentiste adoptée par les autorités servant ses intérêts. Une fois son objectif atteint et décidé à arracher des concessions à la France, il s'envole pour Paris le 12 avril pour mobiliser l'opinion publique, la presse et les hommes politiques sur la question tunisienne. Trois jours plus tard, il donne une conférence de presse à l'hôtel Lutetia où il énumère les principales revendications nationalistes qu'il résume en sept points, déclarant que « ces réformes destinées à consacrer notre indépendance doivent resserrer et fortifier l'esprit de coopération […] Nous estimons que nous sommes un pays trop faible militairement et trop fort stratégiquement pour nous passer du concours d'une grande puissance, que nous voudrions être la France ».
Son discours ne tarde pas à attirer l'hostilité des « prépondérants » mais aussi celle des milieux panarabes opposés à sa politique par étapes et à sa collaboration avec la France. Bourguiba, dans ce contexte, pense que l'appui du bey est vital et envoie Ben Youssef et Hamadi Badra convaincre Lamine Bey de rédiger une lettre à Vincent Auriol, le 11 avril 1950, lui rappelant ses demandes vieilles de dix mois déjà et réclamant des « réformes substantielles et nécessaires ». Le message est enfin entendu puisque, le 10 juin, Robert Schuman annonce à Thionville la nomination du résident général Louis Périllier qui « aura pour mission de conduire la Tunisie vers le plein épanouissement de ses richesses et de l'amener vers l'indépendance, qui est l'objectif final pour tous les territoires au sein de l'Union française ». Cependant, le mot « indépendance » est vite remplacé par « autonomie interne ». Malgré cela, Bourguiba est décidé à accorder un « préjugé favorable » aux réformes que Périllier est chargé de mener. Il ne tarde pas à être satisfait des résultats de son séjour à Paris car la question tunisienne devient l'un des principaux sujets abordés par l'opinion publique française et débattu au parlement.
À Tunis, Périllier, soutenu par Bourguiba, favorise la constitution d'un gouvernement tunisien à participation néo-destourienne pour marquer le tournant libéral pris par la France. Le nouveau cabinet, qui se forme autour de M'hamed Chenik, voit le jour le 17 août 1950 avec la participation de trois ministres néo-destouriens. Cependant, le Rassemblement français de Tunisie, opposé à toute réforme, parvient à faire pression en Tunisie tout comme en France pour freiner les négociations. Périllier finit par céder et déclare le 7 octobre « qu'il paraît temps d'accorder une pause à la politique », ce qui fait l'effet d'une douche froide sur le gouvernement tunisien. Des émeutes éclatent à Enfida et font plusieurs morts et blessés. Même si Bourguiba tente de calmer les esprits, sa stratégie de collaboration avec la France est de plus en plus contestée par la majorité des forces politiques tunisiennes, qui la considèrent de plus en plus indéfendable, principalement après l'adoption des réformes du 8 février 1951.
Devant le blocage des négociations avec la France, Bourguiba constate qu'il n'y a rien à faire et décide d'entreprendre un tour du monde pour sensibiliser à la cause tunisienne. À partir de 1950, même s'il continue à négocier avec la France, Bourguiba songe à la lutte armée. Il demande à Ahmed Tlili de créer un comité national de la résistance, avec dix responsables régionaux chargés d'organiser des groupes armés strictement cloisonnés, ainsi que des dépôts d'armes. Lors de son séjour au Pakistan, il n'exclut pas le recours à la mobilisation populaire pour obtenir l'indépendance de la Tunisie. Si, lors de sa dernière tournée dans la région quatre ans plus tôt, il n'était qu'un exilé, il se présente désormais comme le chef d'un parti de gouvernement, ce qui lui ouvre les portes des responsables de tous les pays qu'il visite : il rencontre le Premier ministre indien Jawaharlal Nehru à New Delhi et le président Soekarno en Indonésie. Lors de ses entretiens, il insiste auprès de ces interlocuteurs pour qu'ils posent le problème tunisien devant l'ONU en évoquant sa vaine tentative de faire inscrire la cause tunisienne à l'ordre du jour lors de la session de septembre 1951.

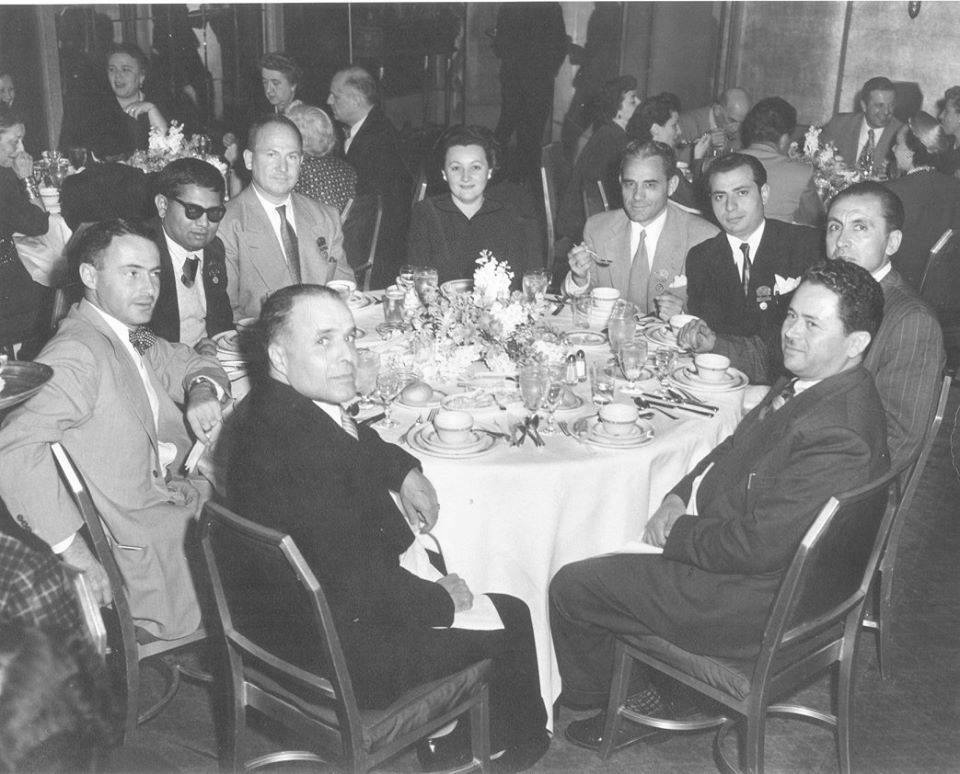
Bourguiba et Hached participant au congrès de l'AFL.

Depuis sa rencontre avec Ahmed Ben Bella, en janvier 1950, Bourguiba pense que la lutte armée est de plus en plus inévitable et c'est au Caire qu'il urge ses collaborateurs, les Onze Noirs, à entraîner des hommes, lever des fonds et rassembler des armes. Déçu par les promesses de soutien des autorités égyptiennes et saoudiennes, Bourguiba se rend à Milan, où débute en juillet 1951 le congrès de la Confédération internationale des syndicats libres auquel Farhat Hached lui a obtenu une invitation. Là-bas, il est invité par les syndicalistes américains de la Fédération américaine du travail (AFL) à leurs assises devant se dérouler à San Francisco en septembre. Il accepte puis se rend à Londres et Stockholm pour sensibiliser les Occidentaux à la cause nationaliste tunisienne. Son séjour de l'autre côté de l'Atlantique se termine à la mi-octobre, lorsqu'il s'envole pour l'Espagne, le Maroc puis Rome et la Turquie, où il est ébahi devant les réalisations kémalistes qui le fascinent depuis longtemps. Ainsi, il écrit à son fils : « J'ai beaucoup réfléchi. On peut arriver au même résultat, voire à des résultats meilleurs par des moyens moins draconiens, qui tiennent compte plus largement de l'âme du peuple ».
Tandis que Bourguiba effectue sa tournée mondiale, le malaise s'accroît en Tunisie. Les réformes sont bloquées et, à l'initiative de Périller, les négociations se poursuivent à Paris. Le 31 octobre 1951, en tant que grand vizir agissant au nom du bey, Chenik remet officiellement à Schuman un mémoire résumant l'essentiel des revendications tunisiennes concernant l'autonomie interne. Le 15 décembre, Bourguiba se rend à Paris, où il apprend la réponse de Schuman : la note du 15 décembre affirme le principe de co-souveraineté du protectorat. et le « caractère définitif du lien qui réunit la Tunisie à la France ». Pour Bourguiba, la rupture est consommée : il n'est plus question pour lui de renouer des dialogues sans fin et sans résultat. Il déclare alors à l'AFP : « Une page de l'histoire tunisienne est tournée. La réponse de Schuman ouvre une ère de répression et de résistance, avec son cortège inévitable de deuils, de larmes et de rancune […] Exaspéré, déçu, à bout de patience, le peuple tunisien saura administrer la preuve aux yeux du monde qu'il est mûr pour la liberté ». Enfin, visant les États-Unis, il déclare : « Sa liberté est une condition nécessaire à la défense du monde libre en Méditerranée et partout à la paix ».

### De la lutte armée à l'autonomie interne

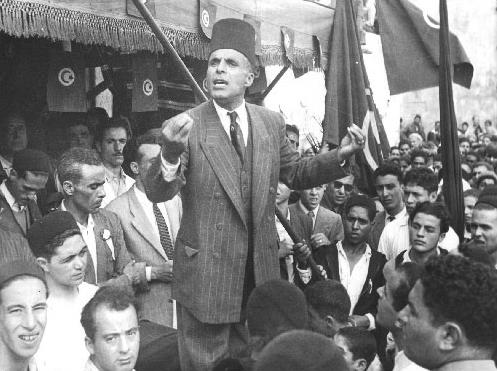
Coiffé de son fez, Bourguiba prononce un discours à Bizerte le 13 janvier 1952.

Alors que la délégation tunisienne, face au blocage des négociations, regagne Tunis, Bourguiba demeure à Paris où il juge indispensable de nouer des contacts dans cette phase d'affrontements. Ses objectifs consistent à obtenir des fonds et des armes pour la lutte armée mais aussi de pousser la communauté internationale à introduire la question tunisienne auprès de l'ONU. Cependant, face au refus des diplomates motivé par des motifs politiques, Bourguiba décide de provoquer la plainte et de forcer la lutte : dès son retour, le 2 janvier 1952, il se presse chez le bey et Chenik qu'il urge de présenter une requête auprès du Conseil de sécurité des Nations unies. Pour ce faire, il leur déclare que le délégué américain au conseil a promis d'apporter son soutien si la Tunisie porte plainte. S'ils sont dans un premier temps hésitants, ils ne tardent pas à céder à Bourguiba, qui sillonne le pays en faisant du peuple le juge de cette affaire. Ses discours deviennent de plus en plus violents et se soldent par sa déclaration à Bizerte, le 13 janvier, où il dénonce le gouvernement si une délégation ne part pas immédiatement pour l'ONU. La requête est signée le 11 janvier au domicile de Chenik par tous les ministres en présence de Bourguiba, Farhat Hached et Tahar Ben Ammar entre autres. Le 13 janvier, Salah Ben Youssef et Hamadi Badra quittent Tunis pour Paris, où ils comptent enregistrer la plainte.
La France ne tarde pas à réagir en nommant Jean de Hauteclocque résident général. Privilégiant la manière forte, il interdit le congrès du Néo-Destour qui devait se tenir le 18 janvier 1952 et procède à l'arrestation des militants dont Bourguiba,. Le congrès, qui se tient clandestinement, favorise le maintien de l'agitation populaire,. La répression qui s'ensuit ne tarde pas à générer une agitation sans précédent. Pendant ce temps, Bourguiba est transféré à Tabarka où il garde une certaine marge de manœuvre et une liberté de mouvement surprenante, De Hautecloque espérant que ce dernier s'exile vers l'Algérie toute proche. Il donne même une interview à Tunis Soir et reçoit Hédi Nouira et Farhat Hached. Devant l'agitation, les pays afro-asiatiques siégeant à l'ONU répondent enfin à la requête de Ben Youssef et Badra et présentent le différend tunisien, le 4 février, devant le Conseil de sécurité. Pour Bourguiba, « il dépend de la France de rendre ce recours sans objet en acceptant loyalement le principe de l'autonomie interne de la Tunisie ». Mais le 26 mars, devant le refus catégorique de Lamine Bey de congédier le gouvernement, De Hauteclocque fait arrêter Chenik, El Materi, Mohamed Salah Mzali et Mohamed Ben Salem et les place en résidence forcée à Kébili pendant que Bourguiba est transféré à Remada. Un nouveau gouvernement est désigné sous la direction de Slaheddine Baccouche.
Souhaitant démoraliser le mouvement nationaliste, De Hauteclocque sépare Bourguiba de ses compagnons et l'exile seul sur l'île de La Galite, le 21 mai 1952. Logé dans un ancien fort abandonné, il est victime de certains problèmes de santé, causés par l'humidité et l'âge. En France, les opposants à un compromis tunisien se déchaînent contre Bourguiba qu'ils accusent, dans un article du Figaro datant du 5 juin, d'avoir préparé la lutte armée en pleines négociations avec la France. Pendant ce temps, le bey, resté seul face au résident général, résiste aux pressions pour approuver des réformes jugées « minimales » par les nationalistes, ce qui ravit Bourguiba. Dans le pays, malgré l'unité de toute la société, De Hauteclocque ne s'avoue pas vaincu et fait pression pour l'adoption de ses réformes. L'atmosphère se durcit avec de nombreux assassinats dont celui de Farhat Hached, le 5 décembre par la milice de La Main rouge. Plusieurs émeutes et assassinats s'ensuivent tandis que Bourguiba est privé de courrier, de journaux et de visites mais ne cesse d'appeler à l'intensification de la résistance.
C'est dans cette atmosphère de lutte que le gouvernement français procède au remplacement de De Hauteclocque par Pierre Voizard, le 23 septembre 1953. Il parvient à apaiser les tensions par la levée du couvre-feu et de la censure de la presse ainsi que par la libération des dirigeants nationalistes. Il remplace Baccouche par Mohamed Salah Mzali et annonce maintes réformes qui séduisent les Tunisiens. Néanmoins, Bourguiba reste détenu sur l'île de La Galite, avec toutefois un adoucissement de ses conditions de détention. Si ces réformes sont timides, Bourguiba y voit la légalisation du principe de co-souveraineté, jugé depuis longtemps dépassé par les nationalistes. Mais il s'inquiète d'un Voizard habile, dont la méthode semble plus dangereuse que la brutalité de De Hauteclocque, cet apparent libéralisme séduit de nombreux Tunisiens, las d'un climat de violence qui s'est longtemps imposé et divise les néo-destouriens dont certains se joignent à la politique du nouveau résident général. Les dissensions au sein du parti se creusent de plus en plus face au plan Voizard. Le secrétaire général adjoint Hédi Nouira veut tenter l'expérience mais, mis en minorité, démissionne. Le 10 mars 1954, Bourguiba profite de la visite que lui rend son fils pour lui demander de rendre à Lamine Bey la décoration du Nichan Iftikhar que celui-ci lui avait décernée en 1950 et de faire la plus large publicité à cette rupture avec le monarque. Cette nouvelle est en effet censée donner le signal de la reprise de la lutte armée. Informés de la consigne, les dirigeants du Néo-Destour refusent d'y donner suite ce qui n'empêche pas les attentats de reprendre le 19 mars.

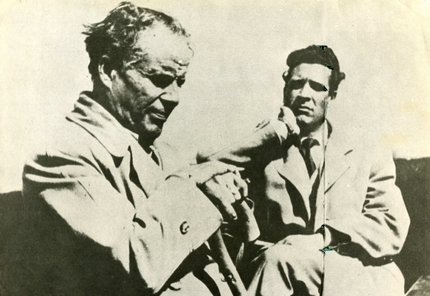
Bourguiba transféré de l'île de La Galite vers celle de Groix.

Voizard tente de ramener le calme en graciant la moitié des 900 condamnés tunisiens le 15 mai 1954 et décide de mettre fin à l'exil de Bourguiba sur La Galite qui dure depuis deux ans. Le 22 mai, il est transféré sur l'île de Groix. Dès son arrivée, un appel téléphonique de Wassila Ben Ammar lui apprend que la nouvelle du renvoi de sa décoration a été passée sous silence. Il charge aussitôt Allala Laouiti d'aller voir le bey pour l'en informer et de transmettre l'information à la presse tout en incitant le parti à intensifier la lutte armée,. Le 26 mai, sur ordre de Mongi Slim, cinq colons sont assassinés dans la région du Kef. Le 29 mai, Mzali échappe de peu aux balles d'un tueur. Dans le même temps, sa nouvelle liberté permet à Bourguiba de recevoir les journalistes et de leur affirmer que « la solution du problème tunisien était simple […] Le premier palier consistait à rendre à la Tunisie son autonomie interne, les droits de la France dans les domaines économique, stratégique, culturel, étant respectés. Maintenant, il s'agit d'une véritable épreuve de force ». Alors que le délégué du Rassemblement français de Tunisie à Paris demande que Bourguiba soit mis hors d'état de « reprendre une campagne d'agitation », des renforts militaires débarquent en Tunisie.
Malgré la répression qu'il instaure, Voizard perd le contrôle de la situation et fait face à la colère des Tunisiens et à l'hostilité des colons. Le 17 juin 1954, Mzali remet au bey la démission de son gouvernement, alors que personne n'accepte de le remplacer. Cette démission ne laisse aucun « interlocuteur valable » au gouvernement Mendès France nouvellement investi, le 18 juin, six semaines après la défaite de l'armée française à la bataille de Diên Biên Phu (Indochine) et la chute du gouvernement Laniel. Le nouveau président du Conseil déclare immédiatement « qu'il ne tolérerait aucune hésitation ni réticence dans la réalisation des promesses faites à des populations qui avaient eu confiance en la France qui leur avait promis de les mettre en état de gérer leurs propres affaires ».
Mendès France fait transférer Bourguiba le 21 juillet 1954 au château de La Ferté à Amilly (110 kilomètres de Paris) afin de préparer les futures négociations. Le 31 juillet, le nouveau président du Conseil effectue une visite surprise à Tunis et prononce son fameux « discours de Carthage » dans lequel il annonce que son gouvernement reconnaît unilatéralement l'autonomie interne de la Tunisie. Pendant ce temps, sous l'œil d'un commissaire des Renseignements généraux, Bourguiba reçoit toutes sortes de visites qu'organisent les représentants du Néo-Destour à Paris. Un nouveau gouvernement mené par Tahar Ben Ammar est alors constitué en vue des pourparlers, avec la participation de quatre membres du Néo-Destour. Le 18 août s'ouvrent les négociations ; Bourguiba est autorisé à séjourner à l'hôtel où est hébergée la délégation tunisienne, qui lui rend compte quotidiennement des discussions et reçoit ses consignes. Cependant, au pays, la lutte armée ne s'estompe pas, le début des négociations coïncidant avec un grave accrochage entre militaires et rebelles. Tout le monde est conscient que seul un mot d'ordre du Néo-Destour pourrait convaincre les fellagas d'arrêter le combat mais opposants et partisans d'une cessation de la lutte armée s'affrontent au sein du parti. Bourguiba est partisan d'un arrêt des combats afin d'accélérer la négociation des conventions. Déjà la fracture se dessine entre les partisans de la négociation par étapes chère à Bourguiba et ceux qui veulent l'indépendance tout de suite. Dans ce contexte, il apparaît comme le seul à avoir l'autorité nécessaire pour régler la question. Mendès France, conscient que la situation menace sa politique coloniale, désire le rencontrer. Dans ce cadre, il est rapproché de Paris à Chantilly où il élit résidence à partir du mois d'octobre. L'entrevue, tenue secrète, se solde par l'engagement de Bourguiba à faire cesser les combats.
Cependant, le début de l'insurrection armée en Algérie, le 1er novembre 1954, génère la colère des politiques français. En effet, ces derniers accusent les fellagas tunisiens de collusion avec les révoltés algériens. Le 11 novembre, le gouvernement français, contraint de lutter sur deux fronts, adresse un ultimatum aux négociateurs tunisiens en subordonnant la poursuite des négociations à la fin du « fellagisme ». Le 14 novembre, sous la pression de Bourguiba, le conseil national du Néo-Destour invite les deux gouvernements à « apporter au problème des fellagas une solution garantissant d'une manière explicite leur sauvegarde, leur liberté individuelle, ainsi que celle de leurs familles ». Le 20 novembre, un accord est conclu et stipule d'une part que « le gouvernement tunisien invite solennellement les fellagas à remettre leurs armes aux autorités françaises et tunisiennes » et d'autre part que « le résident général de France et le gouvernement tunisien se portent garants qu'en vertu de l'accord conclu entre eux, les fellagas ne seront ni inquiétés, ni poursuivis et que des mesures seront prises pour faciliter la réadaptation des fellagas à une vie normale de leurs familles ». Il faut l'intervention de Bourguiba une seconde fois pour assurer les dirigeants de la résistance de sa confiance en Mendès France et réitérer sa garantie de leur sécurité. Les discussions peuvent finalement reprendre après deux ans de lutte.

### Des luttes fratricides à l'indépendance
Cependant, les négociations sur l'autonomie interne de la Tunisie ne font pas l'unanimité : Ben Youssef, qui désire immédiatement l'indépendance, dénonce le 31 décembre 1954 les pourparlers depuis Genève et remet en question la politique par étapes de Bourguiba. Il sait que sa déclaration a des échos favorables auprès des militants impatients, surtout avec la chute du gouvernement Mendès France, le 6 février 1955, engendrant la panique au sein de l'aile modérée du parti. Néanmoins, leurs craintes sont rassurées par l'arrivée d'Edgar Faure à la tête du gouvernement français le 23 février, ce dernier ne renonçant pas aux négociations entreprises par son prédécesseur. Pour le Néo-Destour, rapprocher ses deux dirigeants est une nécessité pour présenter un front nationaliste uni à la France. Cependant, Ben Youssef n'est pas de cet avis et n'hésite pas à condamner toute négociation qui ne mènerait pas immédiatement à l'indépendance des peuples maghrébins, trouvant un soutien algérien à ses propos. Le 21 avril, un entretien se tient entre Faure et Bourguiba pour conclure les accords sur l'autonomie interne. Apprenant la nouvelle depuis la conférence de Bandung, Ben Youssef rejette l'accord qu'il juge contraire au principe d'autonomie interne et indique à un journaliste qu'il ne « [veut] plus être le second de Bourguiba ». Pour lui, le peuple tunisien doit s'opposer aux conventions et demander immédiatement l'indépendance sans restrictions. Malgré des tentatives de conciliation entre les deux leaders, la rupture est définitivement consommée. Bourguiba tient cependant à apaiser les tensions et tente vainement à travers ses émissaires de persuader Ben Youssef de rentrer en Tunisie, ce dernier décidant de demeurer au Caire jusqu'à nouvel ordre.

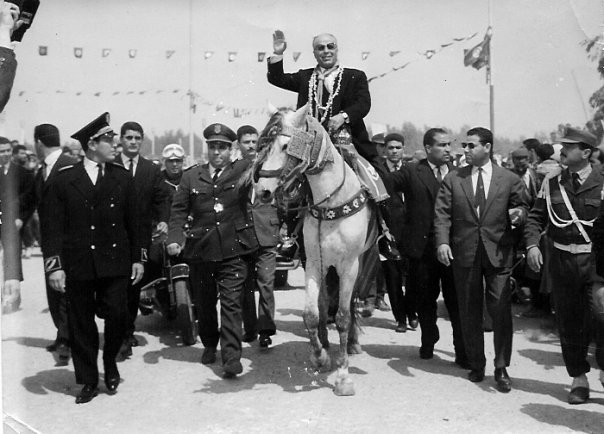
Retour triomphal de Bourguiba, à cheval dans les rues de Tunis.

Le 1er juin 1955, Bourguiba rentre triomphalement en Tunisie à bord du paquebot Ville d'Alger. Arrivant de Marseille, il accoste à La Goulette. Seul, il s'avance vers la passerelle en agitant de son bras levé un grand mouchoir blanc pour saluer la foule. « Nous fûmes des centaines de milliers à l'acclamer, interminablement, dans un immense délire » témoigne son ancien ministre Tahar Belkhodja. Le 3 juin, les conventions de l'autonomie interne sont enfin signées entre le grand vizir Ben Ammar, son homologue français Faure, Mongi Slim et le ministre des Affaires tunisiennes et marocaines Pierre July,.
Après la ratification des conventions, le 3 juin 1955, les consultations pour la formation du premier gouvernement de l'autonomie interne débutent. Cependant, Bourguiba n'est pas pressenti pour le diriger. Outre le fait qu'il est encore tôt pour la France d'avoir le « combattant suprême » à la tête du cabinet, il déclare que le pouvoir ne l'attire pas et juge qu'il est encore tôt pour occuper un poste au sein de l'État. Dans ce contexte, c'est finalement Ben Ammar qui est reconduit à la tête d'un gouvernement où le Néo-Destour est majoritaire. C'est la première fois depuis 1881 que le gouvernement tunisien ne compte pas un seul Français. Bourguiba insiste sur ce point fondamental lors de ses discours à travers le pays, démontrant que les conventions laissent une large autonomie au peuple tunisien dans la gestion de ses affaires. Défendant sa stratégie, il ne doit pas laisser le champ libre au maximalisme de Ben Youssef, soutenu par les communistes et le Destour.
Le 13 septembre 1955, Ben Youssef rentre du Caire. Bourguiba s'empresse de l'accueillir et essaye de le convaincre de réviser ses positions, en vain. La paix est de courte durée : Ben Youssef ne tarde pas à critiquer le modernisme du « combattant suprême » qui bafoue selon lui les valeurs arabo-musulmanes et appelle à la reprise de la lutte armée pour libérer la totalité du Maghreb. Face à la réaction du haut commissaire français, qui juge ces propos outranciers, le bureau politique du Néo-Destour démet le lendemain Ben Youssef de ses fonctions lors d'une réunion du bureau politique convoquée par Bourguiba. L'exclusion est votée mais la gravité de la situation fait que la décision est tenue secrète jusqu'à nouvel ordre. Elle est finalement rendue publique le 13 octobre, à la surprise des militants qui jugent la décision trop importante pour être prise par une simple réunion du bureau politique. Un bon tiers des cellules, résolument yousséfistes, s'y oppose et reconnaît pour chef le dirigeant exclu,. Ben Youssef ne tarde pas à réagir dans un meeting qu'il donne le 15 octobre à Tunis : il déclare le bureau politique illégal et prend la direction d'un « secrétariat général » qu'il proclame être la seule direction légitime du Néo-Destour. Les intellectuels arabophones de la Zitouna, se sentant marginalisés par l'aile occidentale du parti, ne cachent pas leur soutien à l'aile conservatrice qui vient de naître. Le pays commence à s'agiter : Ben Youssef multiplie ses tournées dans le pays mais, dans les jours qui suivent, les partisans de Bourguiba tentent de saboter les discours que son adversaire souhaite prononcer, provoquant parfois quelques débordements. Cependant, des cellules affiliées au secrétaire général se créent un peu partout, tandis que plusieurs militants néo-destouriens plongent dans un silence expectatif, attendant de voir qui des deux dirigeants aura le dernier mot. C'est dans ce cadre, que Bourguiba lance une campagne d'explications auprès des militants, notamment à Kairouan qui, séduite par ses talents oratoires, le rallie.

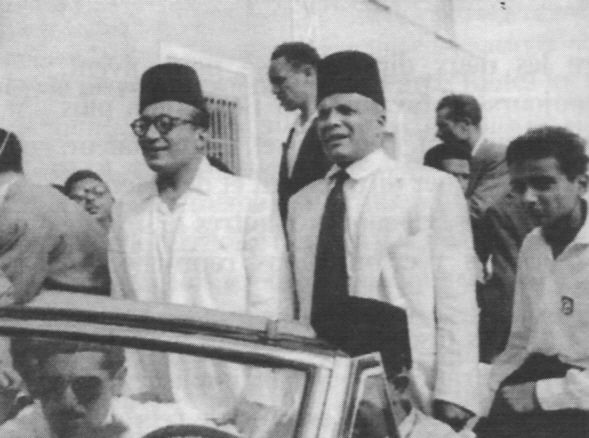
Bourguiba et Salah Ben Youssef.

Dans cette atmosphère de tensions, on fait appel aux militants pour trancher sur la question. Le congrès, qui se tient en novembre 1955 à Sfax, sans la présence de Ben Youssef qui refuse d'y participer, se solde par l'appui du parti à Bourguiba. Ben Youssef est exclu du parti et les conventions sont approuvées,. Révolté par les conséquences du congrès, Ben Youssef décide d'organiser de nombreux meetings afin de démontrer son influence. À l'intérieur du pays, les fellagas qu'il rallie à sa cause reprennent leurs activités et multiplient leurs attaques contre les cellules bourguibistes et les colons français. Pour eux, obtenir l'indépendance par les armes et écarter Bourguiba du pouvoir sont nécessaires. La Tunisie unie du 1er juin est définitivement déchirée en deux fronts, l'un bourguibiste, l'autre yousséfiste. Cette opposition crée une atmosphère de guerre civile : assassinats, emprisonnements arbitraires, tortures dans des prisons privées illégales, fellagas qui reprennent les armes contre les forces tunisiennes, enlèvements par des milices et attaques des locaux des adversaires provoquent des dizaines de morts et de nombreux blessés.
Face aux troubles, les autorités françaises décident d'accélérer l'application des conventions en transférant la responsabilité des forces de l'ordre au gouvernement tunisien dès le 28 novembre 1955, ce qui déplaît fortement à Ben Youssef qui craint les agissements du ministre de l'Intérieur Mongi Slim. Pour contrecarrer le congrès de Sfax, il appelle à la tenue d'un nouveau congrès le plus vite possible, mais se heurte à l'opposition du gouvernement tunisien. Les charges pour incitation à la rébellion se font de plus en plus lourdes. Slim informe Ben Youssef qu'il allait être arrêté par les forces tunisiennes, ce qui le pousse à quitter clandestinement le pays pour Tripoli le 28 janvier 1956,,. Le lendemain de son départ, trois journaux qui lui sont fidèles sont saisis et on procède à l'arrestation de 115 personnes dans tout le pays. Le gouvernement, pour juger les rebelles, décide la création d'une cour criminelle spéciale, qui deviendra quelques mois plus tard la Haute Cour. Entretemps, Ben Youssef continue à inciter à la reprise des combats. Le contexte régional joue en sa faveur car le Maghreb s'embrase pour sa libération et les nationalistes sont rapidement déçus par les conventions de l'autonomie interne qui ne laissent que quelques prérogatives limitées aux Tunisiens.

Convaincu qu'il faut agir, Bourguiba s'envole pour Paris en février 1956 afin de persuader les autorités françaises réticentes d'entamer des négociations visant à aboutir à l'indépendance complète de la Tunisie. Le 20 mars vers 17 h 40, dans un salon du Quai d'Orsay, le ministre français des Affaires étrangères Christian Pineau déclare que « la France reconnaît solennellement l'indépendance de la Tunisie » et appose sa signature au bas du protocole de l'indépendance, de même que Ben Ammar arrivé de Tunis au début de l'après-midi,. Le traité du Bardo devient dès lors caduc. La France conserve toutefois la base militaire de Bizerte pour plusieurs années. Le 22 mars, Bourguiba, retourne en Tunisie en grand vainqueur et définit son objectif suivant : « Après une période transitoire, toutes les forces françaises devront évacuer la Tunisie, y compris Bizerte ». »

## Premier ministre

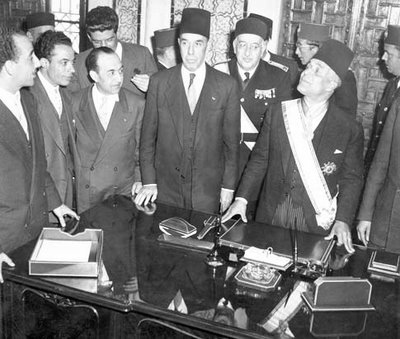
Passation des pouvoirs entre Bourguiba et Tahar Ben Ammar au Dar El Bey.

Dans la foulée de l'indépendance, obtenue le 20 mars 1956, une Assemblée constituante, chargée de rédiger une Constitution est élue le 25 mars. Sur les listes électorales, Bourguiba figure en tant que candidat représentant le Néo-Destour dans la circonscription de Monastir. Le 8 avril, l'assemblée ouvre ses travaux, sous la présidence du doyen d'âge M'hamed Chenik et en présence de Lamine Bey. Le même jour, Bourguiba résume son projet pour le pays : 
«  Nous ne saurions oublier que nous sommes des Arabes, que nous sommes enracinés dans la civilisation islamique, pas plus que nous ne pouvons négliger le fait de vivre la seconde moitié du vingtième siècle. Nous tenons à participer à la marche de la civilisation et à prendre place au cœur de notre époque. »
Élu président de l'assemblée, il est proposé le lendemain par son bureau comme candidat pour le poste de Premier ministre, ce que le bey confirme en le nommant, le 11 avril 1956, en remplacement de Tahar Ben Ammar. Le 17 avril, il présente la composition de son gouvernement devant l'assemblée, tout en disant vouloir « asseoir les bases de la souveraineté, en parfaire les moyens à l'intérieur et à l'extérieur du pays, mettre cette souveraineté au seul service des intérêts du peuple en mettant en œuvre une politique hardie et judicieuse pour libérer l'économie nationale des carcans de l'immobilisme et du chômage ».
Son gouvernement se compose essentiellement d'un vice-Premier ministre, Bahi Ladgham, de deux ministres d'État, Mongi Slim et Mohamed Masmoudi, ainsi que de onze ministres et deux secrétaires d'État. Par ailleurs, il cumule en même temps que son mandat celui de ministre de la Défense et des Affaires étrangères. Il nomme aussi Abdallah Farhat en tant que chef de cabinet et Béji Caïd Essebsi en tant que conseiller.

### Politique visant la souveraineté du pays

#### Politique intérieure
Bourguiba œuvre dès lors à l'indépendance progressive de la totalité du pays. Dès sa nomination, la direction de la police passe de l'autorité française à l'autorité tunisienne : il effectue le 19 avril 1956 une visite chez les fonctionnaires français des services de sécurité, en compagnie de Taïeb Mehiri, le nouveau ministre de l'Intérieur, et déclare à cette occasion : 
« Du moment que nous avons tourné la page et que nous estimons que chacun a fait son devoir, il vous faut faire votre examen de conscience et vous demander si vous vous sentez en mesure de servir cet État avec cet enthousiasme, cette passion du service public qui ont toujours été et qui sont toujours l'honneur des fonctionnaires français. Les droits acquis seront respectés : ceux qui ne peuvent servir cet État pourront rentrer en France. »
Par ailleurs, il nomme Ismaïl Zouiten en tant que directeur de la sûreté nationale, ce qui fait de lui le premier titulaire tunisien du poste et le premier nommé après l'indépendance. Mehiri créé aussi la garde nationale, dont le commandement est attribué à Tijani Ktari, pour remplacer la gendarmerie française. Le 3 octobre 1956, celle-ci quitte le pays, laissant le contrôle du pays aux services de la surveillance du territoire et des frontières.
L'indépendance du pays mène également à la suppression du poste de contrôleur civil, un haut fonctionnaire français relayant les pouvoirs du résident général à l'échelle régionale, alors que les caïds représentaient le pouvoir du bey. Bourguiba institue, par le décret du 21 juin 1956, de nouvelles subdivisions administratives modernes dotées de nouvelles attributions. La nouvelle organisation territoriale est composée de quatorze gouvernorats divisés en délégations et dirigés par des gouverneurs. Ces derniers assurent, sous l'autorité des ministres compétents, la coordination, l'orientation et la surveillance générale des fonctionnaires de l'État, ainsi que le contrôle administratif général dans leur région, et veillent au maintien de l'ordre et à la tutelle des collectivités locales. Ces derniers sont désignés parmi les présidents de fédération du Néo-Destour, excepté Ahmed Zaouche et Mohamed Mohsen, désignés respectivement gouverneurs de Tunis et de Sfax, qui sont d'anciens caïds.

#### Politique étrangère
Fin avril 1956, Bourguiba se rend à Paris pour négocier le transfert des compétences relatives à la diplomatie et à la défense, l'article 4 de la convention franco-tunisienne proclamant le maintien dans le domaine des affaires extérieures de toutes les dispositions en vigueur en l'absence de modification, d'abrogation ou d'établissement d'un nouvel acte international. Bourguiba propose d'abroger cette disposition, mais la France envisage de conclure un traité d'alliance liant les deux pays en matière de politique étrangère et de défense, ce que Bourguiba refuse en déclarant qu'il ne peut prendre une telle décision sans obtenir tous les leviers de la souveraineté. Malgré cela, il décide d'inviter les consuls à venir le 26 avril renouveler leur accréditation auprès du gouvernement, et exprime la nécessité d'organiser des contacts avec de « vrais représentants ». En réponse, les États-Unis font parvenir leur intention d'ouvrir une ambassade en Tunisie. Le 3 mai, il défie la France en signant le décret établissant le ministère des Affaires étrangères. Le 16 mai, les négociations se poursuivent, Bourguiba rencontrant Guy Mollet et lui proposant d'élever les hauts commissaires au rang d'ambassadeurs, mais ce dernier décline la proposition et insiste pour signer un traité d'alliance.
Le 5 juin 1956, Lamine Bey, sur proposition de Bourguiba, nomme quatre ambassadeurs : Sadok Mokaddem en Égypte, Taïeb Sahbani au Maroc, Ameur Mokni en Libye et Taïeb Annabi en Arabie saoudite. Le 7 juin, les États-Unis et la Turquie annoncent leur décision d'établir avec la Tunisie des relations diplomatiques et de transformer leur représentation commerciale en mission diplomatique. Sous la pression, la France accepte d'ouvrir une représentation diplomatique, un accord étant finalement signé le 15 juin, suivi par l'ouverture des ambassades respectives. Le 12 novembre, la Tunisie est officiellement reconnue comme membre de l'Organisation des Nations unies. Le 21 novembre, Bourguiba se rend aux États-Unis, où il est reçu par le président Dwight D. Eisenhower.

#### Défense
Au lendemain de l'indépendance, Bourguiba déclare dans un entretien au Times du 22 mars 1956 qu'après une période transitoire, toutes les forces françaises devront évacuer la Tunisie, y compris Bizerte. Le 18 juin, lors d'un discours, il déclare : 
« L'indépendance vise à l'évacuation des troupes étrangères de notre sol comme l'autonomie interne visait à l'indépendance totale. La première question que nous négocierons à Paris sera la question de l'évacuation des troupes étrangères de notre sol. Cette évacuation sera accomplie progressivement pendant que notre armée se constituera et occupera les bases de défense avec ses équipements et son armement. »
Bourguiba demande alors à la France plus qu'un noyau de 5 000 hommes et des équipements. Le ministère français des Affaires étrangères met en place une stratégie d'ensemble convenue d'un commun accord entre les deux pays et posant les bases d'une défense commune, à l'exception de Roger Seydoux, qui lui recommande de lier l'accord au principe même de la création de l'armée tunisienne. Des négociations sont alors ouvertes, au début du mois de juillet 1956 à Paris.
La veille, un échange de lettres définit les modalités de soutien des Français à la constitution de l'armée tunisienne, tout en mettant à la disposition de celle-ci une première tranche d'armement, de matériel et d'équipement. Le 30 juin 1956, cette force est officiellement créée. Malgré cela, l'armée française est toujours présente sur le territoire tunisien, Tunis étant encerclée par les casernes d'El Aouina, du Séjoumi et du Bardo, ainsi qu'à Bizerte, au cap Bon, aux frontières et dans le Sud, le gouvernement français voulant éviter un soulèvement en Algérie. Œuvrant pour l'indépendance totale du pays par étapes et à obtenir la garantie de la souveraineté nationale, Bourguiba organise un défilé militaire sur l'avenue Gambetta, alors qu'il cumule les portefeuilles de la Défense et des Affaires étrangères malgré le fait que ce n'est pas conforme à la convention, pour mettre la France devant le fait accompli, comme en témoigne Béji Caïd Essebsi dans son livre Habib Bourguiba. Le bon grain et l'ivraie. Lors des négociations, Bourguiba réclame le regroupement des forces françaises à Bizerte mais la France réclame un accord de défense commune, se prévalant de la politique déclarée par Bourguiba en faveur de l'engagement des deux pays dans le camp occidental, ce à quoi Bourguiba répond qu'un tel accord doit être négocié en toute liberté, sans être placé sous la pression des forces françaises basées dans le pays. Alors que les négociations se poursuivent, Christian Pineau, ministre français des Affaires étrangères, déclare à l'Assemblée nationale que le but du maintien des troupes en Tunisie est la protection des Français vivant sur place mais aussi le fait de couvrir l'Algérie, ce à quoi Bourguiba réplique qu'en 1881 la France avait fait les mêmes déclarations.
Le 12 juillet 1956, les négociations s'achèvent sans pour autant être approfondies, mis à part des dispositions mineures portant sur l'organisation d'une coopération au profit de l'armée tunisienne. De retour à Tunis, Bourguiba déclare à la radio le 14 juillet que « la Tunisie n'est pas avec la France, mais de cœur avec le peuple algérien et ne saurait servir de base aux troupes françaises chargées des opérations en Algérie. Je déclare sans équivoque que je me refuse à la négociation tant que le partenaire persiste à vouloir maintenir son occupation sur une partie du territoire tunisien. La condition de toute négociation est le retrait des troupes françaises, car il ne peut y avoir de négociations valables que si les deux partenaires sont sur le même pied d'égalité ».
Le 24 septembre 1956, un bureau militaire de liaison avec l'armée tunisienne, dépendant du ministère français de la Défense et placé sous les ordres du commandant supérieur des troupes de Tunisie, est inauguré. En octobre, une initiative tunisienne encouragée par Bourguiba mène à la tenue d'un sommet à Tunis, entre Bourguiba, Mohammed V du Maroc et les dirigeants du Front de libération nationale algérien, visant à encourager les négociations pour la libération de l'Algérie et le départ des troupes françaises. Le 29 novembre, Seydoux donne l'ordre à un bataillon français situé dans le cap Bon de se retirer puis se rétracte sous l'ordre du ministère français de la Défense qui s'oppose à une telle décision. Le 10 décembre, le ministre français de la Défense, Maurice Bourgès-Maunoury déclare que « la mission de l'armée française placée en Tunisie s'inscrit dans le cadre général de la politique du gouvernement en Afrique du Nord, dont les objectifs essentiels sont la pacification de l'Algérie, le maintien d'une présence dans les territoires tunisien et marocain en vue d'affirmer notre volonté de participer à la défense commune et conserver la possibilité de faire face aux obligations correspondantes ». Bourguiba est alors conscient que la présence de l'armée française en Tunisie est l'instrument d'une politique de guerre en Algérie et une pression pour menacer les anciens protectorats devenus indépendants.
Lors de la visite de Maurice Faure, secrétaire d'État français aux Affaires étrangères, la France accepte les négociations proposées par Bourguiba et décide de regrouper ses forces armées à Bizerte dans un délai inférieur à deux ans, tout en insistant sur la négociation d'un accord de défense en vue de définir les modalités d'une alliance franco-tunisienne qui comporterait la mise sur pied d'organes communs, l'octroi de facilités aux forces françaises stationnées en Tunisie, un concours de la France aux armées tunisiennes, le droit pour la France de maintenir des garnisons dans la zone de Bizerte et dans un certain nombre de bases aéroterrestres et d'installations de défense aérienne et maritime.
Le 25 février 1957, une note au gouvernement tunisien conclut que la définition du statut des forces françaises et la mise en œuvre du plan d'allègement de leur présence en Tunisie sont liées à l'acceptation par la Tunisie de ces principes de base. Mais Bourguiba, ferme, déclare qu'aucune négociation ne peut commencer tant que les troupes françaises ne se sont pas regroupées à Bizerte et ont évacué toutes les autres bases. Par la suite, l'implantation des bases françaises reste inchangée et l'aide financière de la France est suspendue. Le 20 mai, le versement de deux milliards de francs prévu par la convention financière du 20 avril est ajourné.
En réponse, Bourguiba déclare que « mise à part Bizerte, l'implantation militaire française actuelle ne répond pas à des impératifs de défense du monde libre mais plutôt aux exigences d'un dispositif d'occupation. Le gouvernement croit devoir appeler amicalement l'attention du gouvernement français sur des situations, des initiatives politiques ainsi que sur certains comportement de l'armée française qui revêtent aux yeux du gouvernement tunisien le caractère de pressions incompatibles avec la souveraineté et le droit de la Tunisie à négocier librement ». Bourguiba rappelle qu'en signant le protocole d'indépendance, la France a mis fin au protectorat et doit donc évacuer le territoire tunisien, maintenant devenu un État souverain. Il se rend donc aux États-Unis et au Royaume-Uni, pour solliciter leur soutien. Mongi Slim se rend par ailleurs à Washington où il obtient de John Foster Dulles, secrétaire d'État des États-Unis, des livraisons d'armes américaines pour équiper l'armée et un discours en faveur d'une Tunisie forte et stable,.

### Politique de réformes fondamentales
Durant son mandat de Premier ministre, Bourguiba met en place une campagne de réformes fondamentales visant à moderniser la société, son projet depuis longtemps. Ces réformes œuvrent à changer la structure et les mentalités des Tunisiens. Chaque mercredi soir, il s'adresse à la nation dans un discours à la radio où il s'explique sur ces réformes, en argumentant et en tenant l'opinion publique informée des décisions et de l'action du gouvernement.
Le 26 avril 1957, un décret charge le ministère des Finances d'administrer le domaine privé et le domaine d'État affecté à la couronne, ainsi que la liste civile du bey, jusque-là administrés par le Premier ministère. Il est également mis fin aux fonctions exercées par le fonctionnaire français nommé administrateur de la liste civile. Le 31 mai, il signe le décret no 134 qui abolit les privilèges des membres de la famille royale. En effet, les princes et princesses sont désormais passibles de peines en cas de crimes et délits et égaux avec les citoyens devant la loi. Le même jour, il signe un décret qui dissout les habous, interdit la constitution de nouveaux habous publics et transfère au domaines privés de l'État les biens qu'elle gérait. Le 18 juillet, il abolit le régime des habous privés et mixtes et restitue aux dévolutaires vivants les parts des fondations respectives qui leur reviennent. Cette réforme vient abolir une ancienne tradition religieuse profondément enracinée dans les mœurs des Tunisiens. Des commissions régionales sont alors mises en place pour mettre en œuvre cette réforme et procéder à l'attribution des biens libérés. C'est une première dans les sociétés islamiques, Bourguiba souhaitant exploiter ce patrimoine immense constitué de milliers d'hectares de terres et de bâtiments d'une façon moderne, en vue de restituer leur valeur marchande et de les refaire entrer dans le circuit économique.
Une autre réforme est mise en place, à savoir le statut de la Zitouna modifié par la séparation entre la mosquée et l'école, devenue la faculté des sciences religieuses de l'université de Tunis, établissement public rattaché au ministère de l'Éducation.

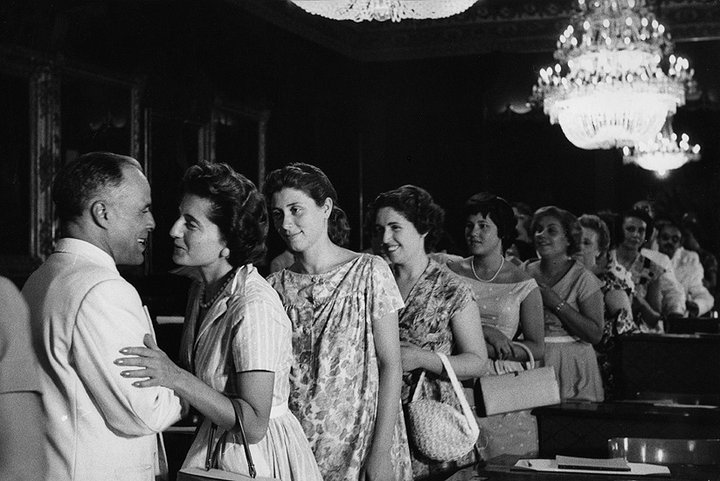
Épouses de personnalités — Jalila Hafsia en tête — saluant Bourguiba au palais du Bardo, le jour de la proclamation de la République.

Quant aux écoles coraniques, elles sont intégrées dans le réseau des écoles publiques pendant que l'État prend en charge l'entretien des locaux et élabore un programme détaillé. La gratuité de l'enseignement est proclamée et une École normale supérieure fondée en vue de se charger de la formation accélérée des professeurs de l'enseignement secondaire. Concernant le statut des femmes, Bourguiba mène une campagne pour leur émancipation, ce qui lui vaut des critiques et une opposition de la partie conservatrice de la société. Devant une si grande opposition, son conseiller Béji Caïd Essebsi lui demande si ce projet revêt une grande importance, ce à quoi Bourguiba lui répond que « si cette réforme n'est pas réalisée maintenant, elle ne pourra peut-être plus jamais être réalisée et je ne suis pas sûr de pouvoir moi-même la réaliser encore dans six mois ».
En même temps, l'Union nationale des femmes de Tunisie est fondée par des femmes militantes pendant que Bourguiba œuvre à travers sa campagne à sensibiliser les citoyens tunisiens à ces nouvelles réformes révolutionnaires que sont la généralisation de l'enseignement aux filles à l'égal des garçons, l'admission des femmes à l'emploi dans les mêmes conditions que les hommes, le libre consentement au mariage et la suppression du voile. La campagne s'avère un succès qui est adopté par les jeunes.
Sur le plan législatif, il met en place le Code du statut personnel, promulgué le 13 août 1956, qui réorganise la famille : la répudiation est interdite par la loi et remplacée par le divorce, la loi garantit l'interdiction de la polygamie devenue un délit et donne le droit de la femme à choisir librement son mari sans l'approbation du père qui est jusque-là une tradition. L'égalité entre le père et la mère ainsi qu'entre les enfants est aussi inscrite dans la loi. Bourguiba réforme aussi le système judiciaire du pays, en fondant l'ensemble de la justice dans un système placé sous la responsabilité de l'État mais aussi en transférant le pouvoir judiciaire des caïds à des magistrats. Le nouveau fonctionnement de la justice et sa structure sont inscrits dans les décrets des 3 et 17 août ainsi que dans celui du 25 septembre. Les pouvoirs judiciaires du cadi, les juridictions charaïques du statut personnel et les tribunaux régionaux sont remplacés respectivement par les justices cantonales, les tribunaux de droit commun et les tribunaux de première instance. Au siège de chaque tribunal de première instance est instituée une juridiction criminelle composée de trois magistrats et de quatre jurés. Au sommet du système, on assiste à la fusion de la chambre des requêtes et du tribunal du Charaâ qui laissent la place à la Cour de cassation. Le décret du 13 août supprime les anciennes juridictions islamiques et les tribunaux compétents dans les affaires impliquant les citoyens français ; ces réformes conduisent au jugement des Français par les tribunaux tunisiens. Par la suite, des négociations avec les délégations françaises ont lieu, le 26 novembre, à propos de la convention judiciaire adoptée le 3 juin 1955. Le 9 mars 1957, elles conduisent à l'adoption d'une nouvelle convention qui abolit les juridictions françaises, maintient les magistrats français dans les seules matières civile et commerciale et assure aux ressortissants français les garanties indispensables concernant leur statut personnel.

## Président de la République

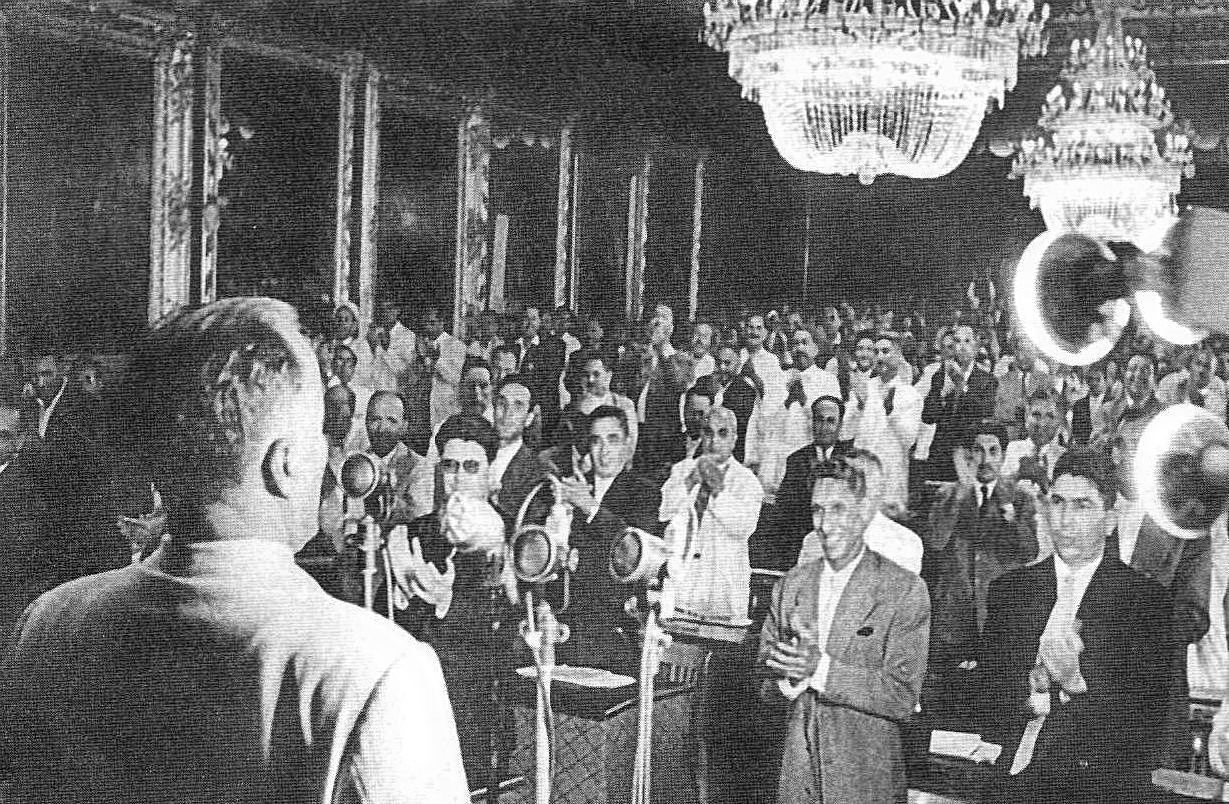
Bourguiba adresse un discours à l'Assemblée constituante après sa désignation en tant que président de la République.

À l'occasion du second anniversaire de son retour en Tunisie, le 1er juin 1957, Bourguiba désire proclamer la république, mais la crise des rapports franco-tunisiens due à la suspension de l'aide financière de la France, ajourne l'événement. Le 22 juillet, le bureau politique du Néo-Destour annonce la convocation des membres de l'Assemblée constituante à une séance extraordinaire organisée le 25 juillet. La séance débute à 9 h 23 dans la salle du trône du palais du Bardo sous la présidence de Jallouli Farès et en présence du corps diplomatique. Le Premier ministre Bourguiba et les membres de son gouvernement, à l'exception de Béchir Ben Yahmed qui n'est pas parlementaire, siègent dans les rangs des constituants. Ouvrant la séance, Farès souligne que les constituants sont appelés à se prononcer sur la forme du régime. À 15 h 30, Bourguiba commence un procès méthodique du règne des beys, accusant ces derniers de bassesse et de trahison. Il conclut finalement en appelant à la proclamation de la République : 
« Le peuple tunisien a atteint un degré de maturité suffisant pour assumer la gestion de ses propres affaires. Je sais toute l'affection qu'il me porte. Certains ont pensé que je pourrais prendre en charge ses destinées. Mais j'ai un tel respect pour le peuple tunisien que je ne lui souhaite pas de maître et que le seul choix que je puisse lui indiquer est le choix de la République. »
Finalement, un vote à l'unanimité abolit un régime monarchique vieux de 252 ans et instaure un régime républicain qui s'appuie sur le seul Néo-Destour. Les biens du bey sont confisqués et servent à régler la dette de l'État. Bourguiba est chargé de la présidence de la République, dans l'attente de la promulgation d'une nouvelle Constitution. Par la même occasion, il annonce la démission de son gouvernement et en forme un second, où il occupe le poste de chef du gouvernement en même temps que celui de président de la République.

### Fondateur de la Tunisie moderne
Le 8 février 1958, l'armée française bombarde le village frontalier de Sakiet Sidi Youssef et fait 72 morts et plusieurs blessés. Le soir même, Bourguiba annonce la « bataille de l'évacuation » de Bizerte et proclame, le 12, l'interdiction de l'entrée dans les eaux territoriales à tout navire de guerre français puis, le 14, fait adopter par l'Assemblée constituante une loi abrogeant la convention de 1942 qui stipulait que « Bizerte ne faisait pas partie du territoire tunisien et était un port français ».

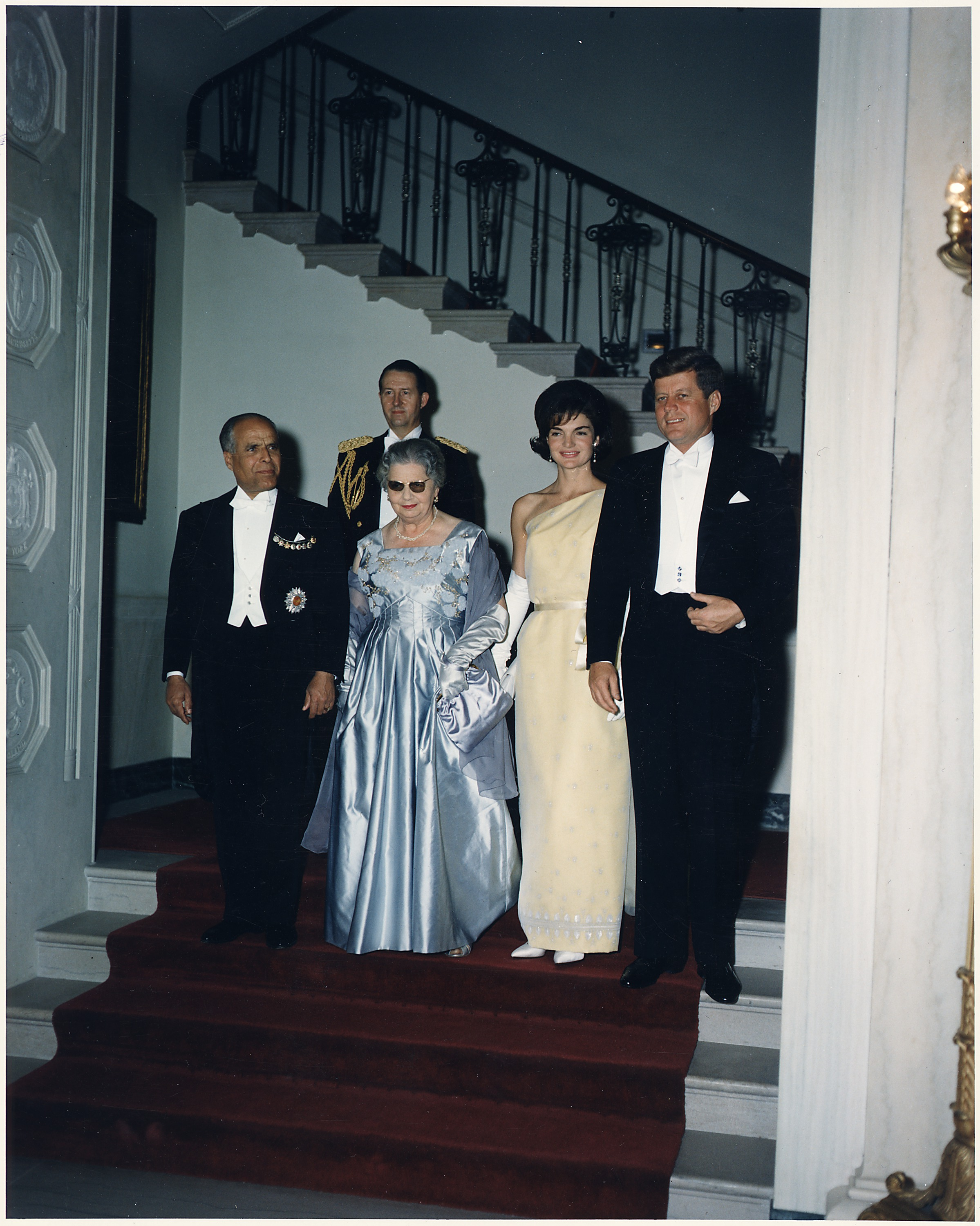
Couples Bourguiba et Kennedy à la Maison-Blanche en 1961.

Grâce à la pression diplomatique, il obtient de la France l'évacuation du territoire tunisien et la concentration de son armée sur la base de Bizerte. Trois ans plus tard, à la suite de la meurtrière crise de Bizerte, les négociations aboutissent, le 15 octobre 1963, à l'évacuation de la base,.

Lors de la promulgation de la nouvelle Constitution, le 1er juin 1959, Bourguiba évoque de façon prémonitoire l'époque des califes : 
«  Tout dépendait des attitudes personnelles et des qualités morales des responsables. Les seules limites de leur pouvoir découlaient des prescriptions de la religion. Cela pour la compétence. Pour la durée, ils étaient investis à vie. Seule la mort mettait fin à leur mandat. Ils pouvaient vieillir, devenir incapables d'assumer le pouvoir et tomber sous la coupe d'un entourage de courtisans et de créatures. C'était l'impasse, sans aucun moyen d'en sortir. La curée s'organisait. »
À contre-courant de ses voisins et homologues arabes, la priorité est donnée à l'éducation et à la santé au détriment de l'armement. Il met en place un enseignement moderne et nomme l'écrivain Mahmoud Messadi au poste de ministre de l'Éducation nationale. Celui-ci met fin au double cursus d'enseignement coranique et occidentalisé. L'école devient publique et gratuite. Bourguiba abolit également le double circuit de la justice, met fin à l'influence des religieux sur la magistrature et instaure des cours civiles.
Les 5, 18 et 26 février 1960, il prononce trois discours dans lesquels il enjoint ses concitoyens à ne pas observer le jeûne (saoum) du ramadan afin de mieux lutter contre le sous-développement. Il demande par ailleurs au mufti de la République, Mohamed Abdelaziz Djaït, d'émettre un avis juridique (fatwa) en ce sens, mais celui-ci refuse et est par conséquent démis de ses fonctions. L'année suivante, il répète son appel à ne pas jeûner dans un discours donné le 8 février 1961 à la Bourse du travail de Tunis. Cherchant cette fois-ci l'approbation du savant musulman (alem) Mohamed Tahar Ben Achour, il demande à ce dernier de prononcer à la radio un discours dans lequel il appuie ses propos. À la place de cela, Ben Achour récite le verset du Coran prescrivant le jeûne, puis déclare : « Allah a dit vrai et Bourguiba a menti ». Ce camouflet n'infléchie cependant pas sa position sur la question et, en 1964, il va jusqu'à boire ostensiblement, à la télévision, un verre de jus d'orange en pleine journée de ramadan. Son non-respect du jeûne et un discours sur le prophète Mahomet publié par un journal libanais entraînent de vives critiques dans le monde musulman allant jusqu'à une accusation d'apostasie par Ibn Baz en 1974. Début octobre 1975, Bourguiba tente de redorer son image auprès du monde musulman en organisant une cérémonie fastueuse pour la 27e nuit du ramadan (fréquemment considérée comme la Nuit du Destin),. Durant celle-ci, une doctorante voilée du nom de Hind Chelbi refuse de lui serrer la main et prononce un discours dans lequel elle fustige sa politique, jugée contraire au Coran et à la Sunna. L'opération de communication tourne ainsi au fiasco pour le plus grand bonheur des islamistes, qui commencent à se structurer autour du mouvement Ittijâh Islami (futur Ennahdha),.
Le 20 décembre 1962, le gouvernement annonce la découverte d'un complot visant à assassiner Bourguiba et organisé par des militaires et quelques civils proches de Ben Youssef. Tout est découvert lorsque l'un des officiers, pris de remords, va trouver Bahi Ladgham, le lieutenant de Bourguiba, pour dénoncer la conspiration et livrer ses complices. Il explique que des chars devaient sortir de la caserne d'El Aouina et investir le palais présidentiel de Carthage.
Au nombre des conspirateurs figurent le héros indépendantiste Lazhar Chraïti, le neveu de Mahmoud El Materi, Moncef, et le propre aide de camp du président. Lors du procès, l'un des sous-officiers accusés déclare ne pas pardonner à Bourguiba « de les avoir sacrifiés dans la bataille de Bizerte ». Condamnés à la peine de mort par le Tribunal militaire, onze des coupables sont fusillés. À cela s'ajoute l'interdiction du Parti communiste tunisien et de la revue La Tribune du progrès proche de ce parti.

### Expérience collectiviste

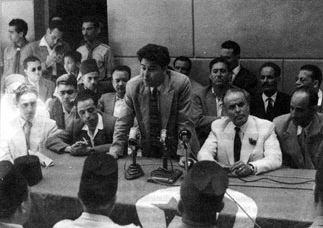
Bourguiba avec Ben Salah lors d'un meeting en 1963.

Ahmed Ben Salah, étoile montante du gouvernement et partisan d'une ligne socialiste, est protégé des attaques des ministres tunisois par Bourguiba qui lui apporte son soutien : « Je suis personnellement responsable du plan que je couvre de mon autorité. Désormais, le plan sera l'œuvre du parti ». Ben Salah est coopté, le 17 novembre 1961, au bureau politique malgré son échec aux élections du comité central lors du congrès de Sousse (1959).
Le remariage de Bourguiba, le 12 avril 1962, avec Wassila Ben Ammar est une occasion manquée pour les Tunisois de limiter l'envahissement de Ben Salah. Car, le 6 février 1963, Bourguiba proclame que la bataille contre le sous-développement est « une lutte pour la dignité de l'homme et la gloire de la patrie […] Dans ces conditions, la restriction des libertés et des privilèges de la propriété s'impose lorsqu'il convient d'en faire un usage plus productif et plus rentable pour la collectivité ». En juin 1962, lors d'une visite à Sfax, il précise :
«  Quant à ceux qui s'érigent en défenseurs de la liberté individuelle, du secteur privé et de la libre entreprise, nous disons que le plan sert l'intérêt de tous. Dans notre situation, seule l'action collective est efficace. »

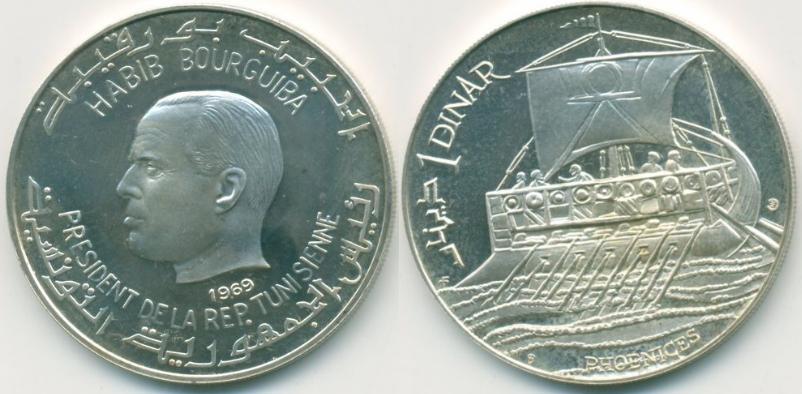
Pièce d'un dinar à l'effigie de Bourguiba et célébrant les Phéniciens.

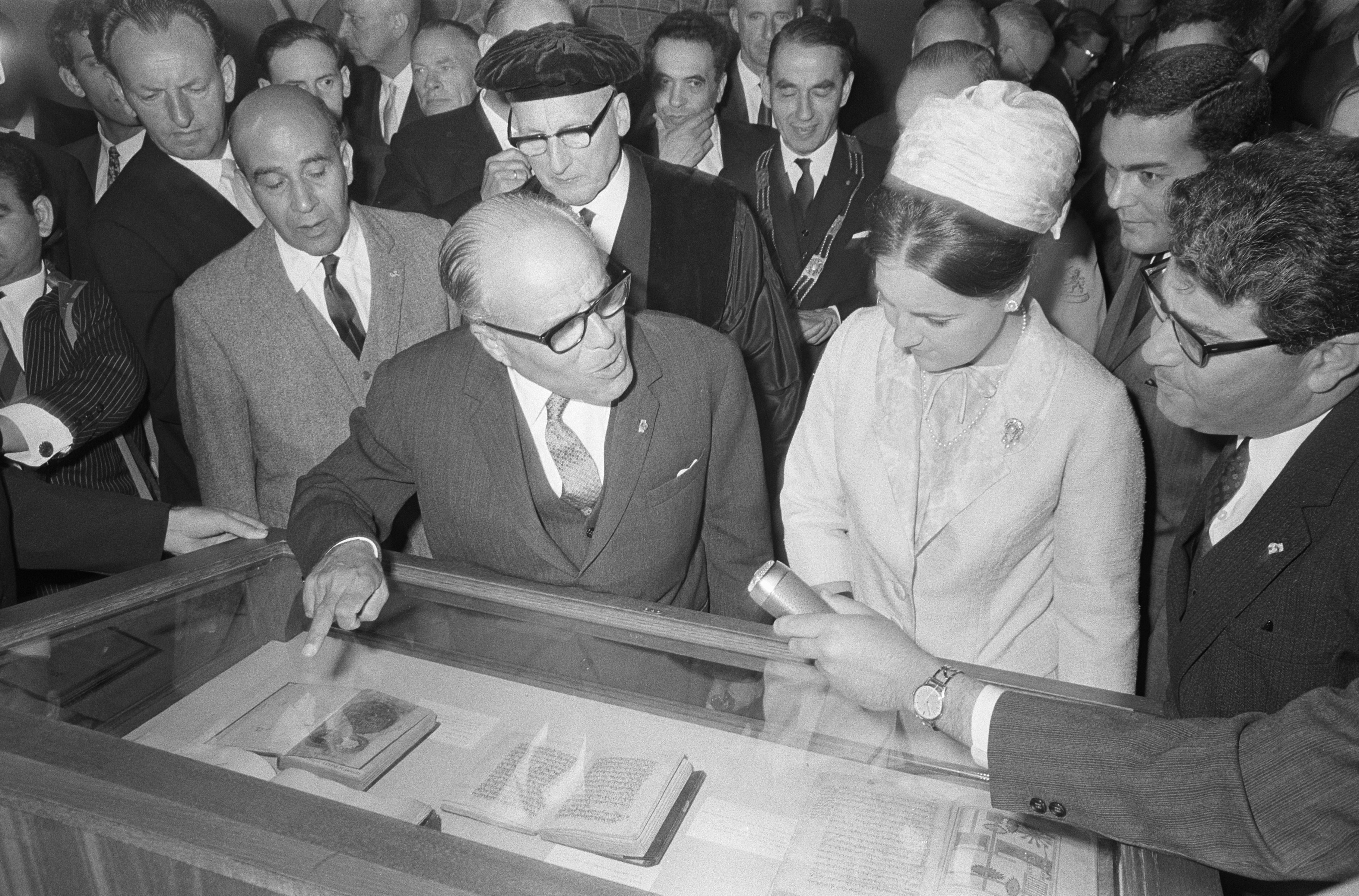
Bourguiba et la princesse Marguerite des Pays-Bas à l'université de Leyde, le 8 juillet 1966.

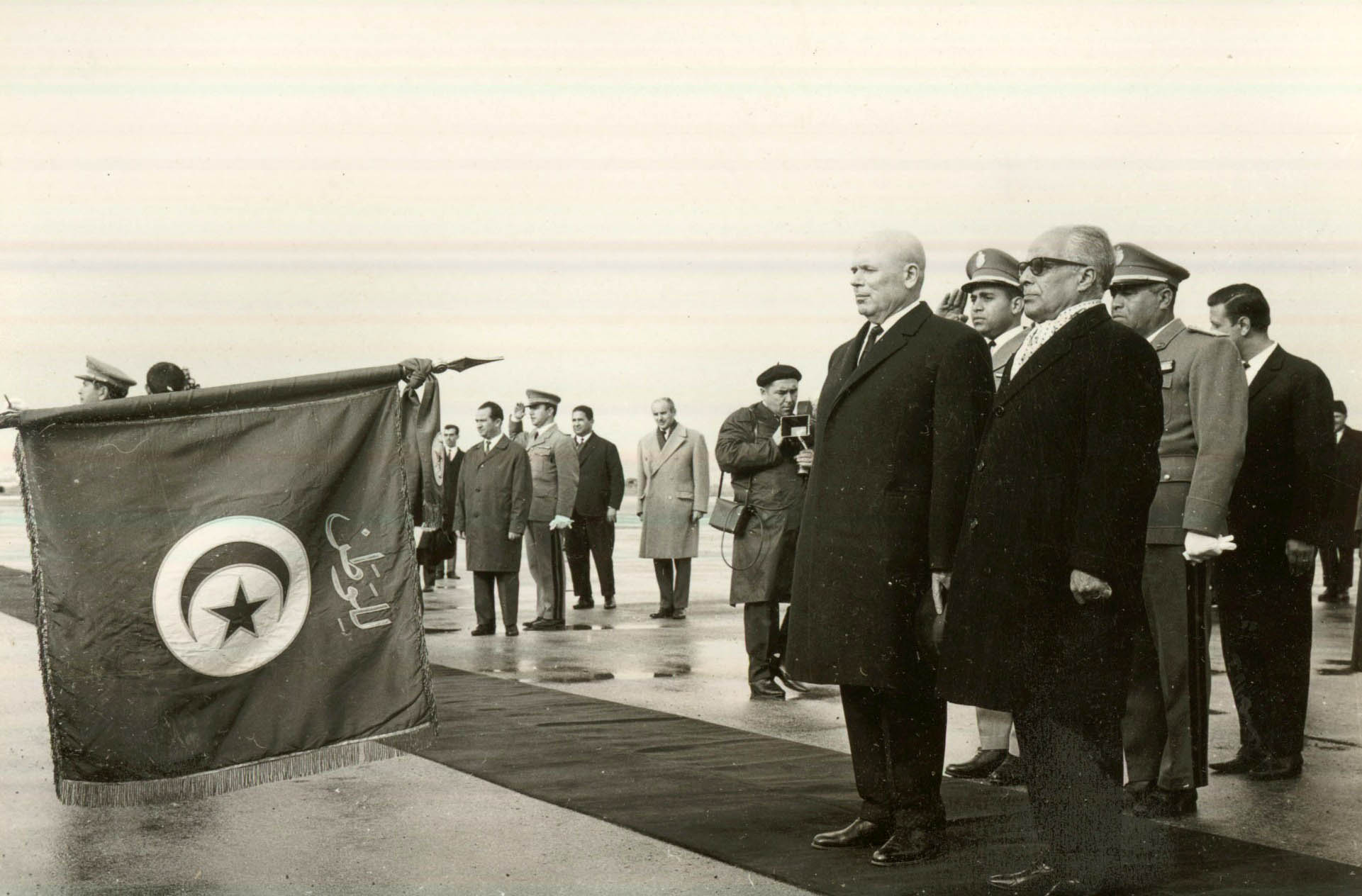
Visite en Tunisie de Chivu Stoica, président du Conseil d'État de la Roumanie, en février 1967.

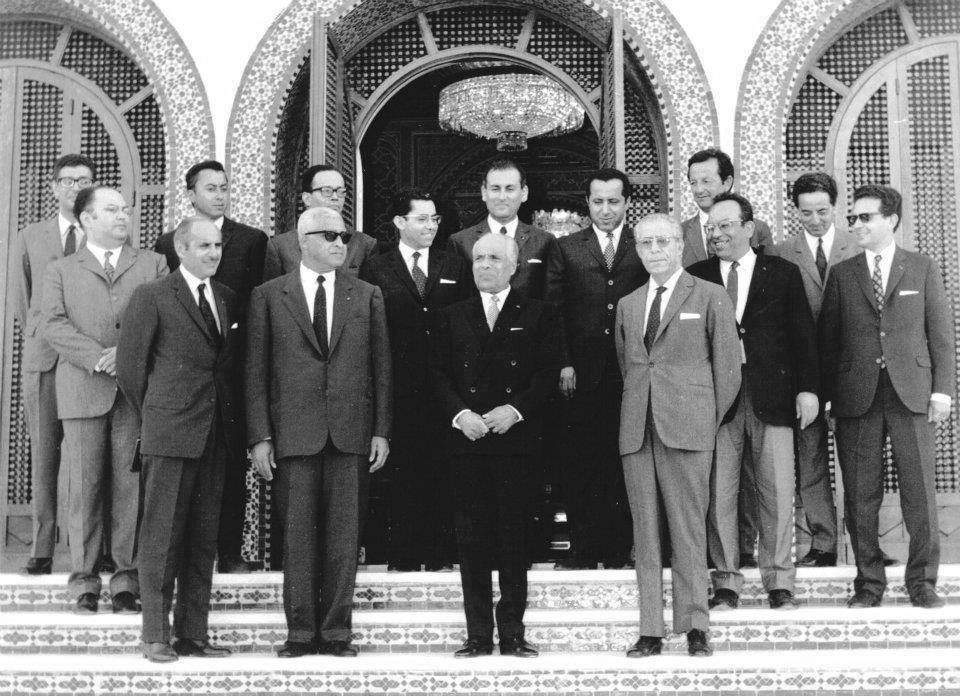
Photo du gouvernement de Bahi Ladgham remanié le 12 juin 1970.

Il s'attaque alors au secteur commercial : tous les circuits traditionnels sont brisés et remplacés par un réseau centralisé d'offices d'État et de coopératives. Il vise particulièrement le négoce assuré par les Djerbiens en qui Ben Salah voit une caste conservatrice. Le 28 avril 1964, Bourguiba demande l'ouverture de négociations sur les terres agricoles détenues par les étrangers. En réponse, le 2 mai, la France notifie la suspension de son aide financière. En conséquence, le 12 mai, le président promulgue la nationalisation des terres. Ces dernières, devenues domaines de l'État, comptent parmi les meilleures du pays. Le problème est que les paysans renâclent à s'intégrer à un tel système. En effet, la bureaucratie affaiblit l'idéologie gouvernementale : tandis que certaines unités restent en friche, d'autres se voient dotées de bien plus de travailleurs qu'il n'est nécessaire.
Le 30 septembre 1964, la dévaluation du dinar de 25 % s'impose à la suite du premier plan quinquennal. Au congrès de Bizerte, la stratégie collectiviste est pourtant confirmée par l'instauration de la coexistence de trois secteurs économiques (public, privé et coopératif). Le Néo-Destour est rebaptisé à cette occasion Parti socialiste destourien (PSD) et un comité central incluant tous les ministres, les gouverneurs, les responsables régionaux du parti et certains hauts fonctionnaires est créé sur le modèle des partis communistes. Quant au bureau politique, ses membres ne sont plus élus mais choisis par le président au sein du comité central. Dès la fin du congrès, pour contrôler davantage l'Union générale tunisienne du travail (UGTT), unique syndicat du pays, le PSD décide de créer dans toutes les entreprises ses propres cellules professionnelles pour faire concurrence aux cellules syndicales. Le parti présidentiel achève ainsi sa prépondérance dans le pays.
En juillet 1965, à la suite d'un accident sur un navire reliant Sfax aux Kerkennah, le chef de file de l'UGTT Habib Achour est arrêté et remplacé à la tête du syndicat. Dès lors, la conjonction État-Parti et Bourguiba-Ben Salah « plonge la Tunisie dans une fuite en avant et un tourbillon de surenchères qui occulteront les réalités élémentaires ». Ainsi, les premiers incidents se produisent le 15 décembre à M'saken : la population manifeste contre l'obligation pour 147 petits agriculteurs d'adhérer aux nouvelles coopératives d'arbres fruitiers qui remplaceraient leurs 80 000 pieds d'oliviers. On procède alors à des dizaines d'arrestations et à la dissolution des cellules du parti qui soutenaient les agriculteurs
Durant cette période, Bourguiba se distingue de ses homologues arabes en matière de politique étrangère. Vingt ans avant le président égyptien Anouar el-Sadate, il préconise la normalisation des rapports avec Israël. Lors d'une tournée au Proche-Orient, bravant Gamal Abdel Nasser, il rappelle dans un discours prononcé à Jéricho le 3 mars 1965 que « la politique du tout ou rien n'avait mené en Palestine qu'à la défaite ». Il propose par la même à l'ONU la création d'une fédération entre les États arabes de la région et Israël. En mai de la même année, réconforté par le soutien de son opinion publique, il n'hésite pas à rompre avec la Ligue arabe.

Le 14 mars 1967, Bourguiba est victime d'une crise cardiaque. Tout le monde prend alors conscience qu'il peut disparaître et, à partir de ce jour, pensera à la succession. Le 5 juin, le déclenchement de la guerre des Six Jours provoque des émeutes à Tunis : le centre culturel américain, la Grande synagogue et des magasins de l'avenue de Londres sont pillés et incendiés. Le 25 janvier 1969, sommée de céder à la coopérative toutes ses terres et ses vergers, la population de Ouerdanine se révolte et tente de s'opposer aux tracteurs. Les forces de l'ordre ouvrent le feu et font deux morts et des dizaines de blessés. Un peu partout, d'autres incidents éclatent pour les mêmes raisons : le refus de la collectivisation autoritaire. Le 3 août, Ben Salah présente à Bourguiba un projet de décret-loi portant généralisation du système coopératif dans l'agriculture mais Bourguiba, sur le conseil de certains ministres, refuse de le parapher. Le lendemain, il annonce : 
«  On en arrive à poser le problème des limites du système coopératif. Il est valable jusqu'à un certain degré au-delà duquel l'équilibre est rompu. »

Le 8 septembre 1969, un communiqué signifie à Ben Salah son limogeage. Le 8 juin 1970, Bourguiba déclare au peuple tunisien : 
«  Constitutionnellement le premier et unique responsable, c'est moi, Habib Bourguiba. Parce que je suis homme, donc sujet à l'erreur, je me suis trompé, je le dis en toute modestie. Je demande pardon au peuple et surtout aux militants qui ont souffert […] Je sais qu'ils sont convaincus de ma bonne foi […] mais j'ai été abusé par un homme qui maniait le mensonge avec une adresse diabolique. »
Le 16 août 1970, prononçant un discours à Monastir, il dénonce « un vaste complot qui visait à l'instauration de la fascisation par la voie révolutionnaire ».

### Réformes bloquées
Bourguiba préconise aussitôt des réformes dans les structures de l'État et du PSD et remplace le bureau politique par une commission supérieure du parti. Néanmoins, début août 1970, il annonce mettre l'accent sur les problèmes sociaux et économiques, insiste pour que justice soit rendue aux victimes du collectivisme et demande de taire les problèmes politiques.
La page socialiste étant tournée, le gouvernement est repris en main par le libéral Hédi Nouira. En janvier 1971, avant de partir se faire soigner aux États-Unis, Bourguiba signe un décret déléguant ses prérogatives à Nouira, ce qui consolide l'alliance entre Achour et Nouira qui s'oppose alors au ministre de l'Intérieur Ahmed Mestiri. Au congrès de Monastir qui s'ouvre le 19 juin, Bourguiba, rentré après six mois de soins à l'étranger, désigne trois dauphins successifs : « C'est avec confiance que j'entrevois le jour où, mon passage dans ce monde arrivant à son terme, Nouira me succédera tout comme plus tard Mestiri et Masmoudi ». Mais les assises adoptent une orientation qui ne semble pas plaire au président. Après une tentative de prise de contrôle du parti par Mestiri, Bourguiba le suspend, ainsi que plusieurs de ses alliés, et déclare clos les travaux du comité central : « Il est non moins évident que, tant que je serai de ce monde, je serai maintenu à la tête de l'État ».

En mai 1973, Bourguiba rencontre le président algérien Houari Boumédiène au Kef. Ce dernier lui déclare : « Le commencement, c'est l'union entre l'Algérie et la Tunisie. Nous la ferons méthodiquement mais fermement […] nous avancerons par étapes ». Bourguiba, surpris par la proposition, suggère : « L'Algérie peut nous céder le Constantinois afin de rétablir un meilleur équilibre géographique entre les deux pays ». Boumédiène rétorque : « Je vois que la Tunisie n'est pas encore mûre pour l'union ». Bourguiba, dans une déclaration à l'hebdomadaire égyptien El Moussaouar du 20 septembre, précise sa pensée : 
«  La création des États-Unis d'Afrique du Nord, entre la Tunisie, la Libye, l'Algérie, le Maroc et la Mauritanie, se ferait par étapes, lentement et prudemment, et prendrait tout le temps qu'il faudrait : 10 ans ou 100 ans […] La capitale de cette fédération devrait être Kairouan, capitale spirituelle des musulmans depuis des siècles et qui symboliserait ainsi le retour à la gloire passée du monde islamique […]. »

En janvier 1974, Bourguiba rencontre le dirigeant libyen Mouammar Kadhafi à Djerba. Ce dernier presse le président de procéder à une union entre la Tunisie et la Libye. À l'issue de leur entretien, le ministre tunisien des Affaires étrangères Mohamed Masmoudi lit une déclaration commune : « Les deux pays formeront une seule république, la République arabe islamique, dotée d'une seule Constitution, d'un seul drapeau, d'un seul président, d'une seule armée et des mêmes organes exécutif, législatif et judiciaire. Un référendum sera organisé le 18 janvier 1974 ». À l'aéroport, Bourguiba déclare aux journalistes : 
«  Cette journée aura été historique, consacrant un demi-siècle de lutte marquée par la constitution de la République arabe islamique, laquelle est appelée à avoir un poids considérable, eu égard aux expériences, aux cadres et aux richesses dont elle dispose. Nous exprimons l'espoir de voir l'Algérie, la Mauritanie et le Maroc se joindre à la Libye et à la Tunisie […] Nous avons décidé d'organiser un référendum le plus tôt possible, en principe le 18 janvier. Toutefois, si la procédure, quant au référendum, exige un délai, celui-ci pourrait avoir lieu le 20 mars, fête de l'indépendance […] C'est ce que j'ai voulu proclamer à tous les peuples d'Afrique du Nord. Nous formons le vœu de voir les peuples du Machrek suivre notre exemple pour former une communauté puissante et solide. »

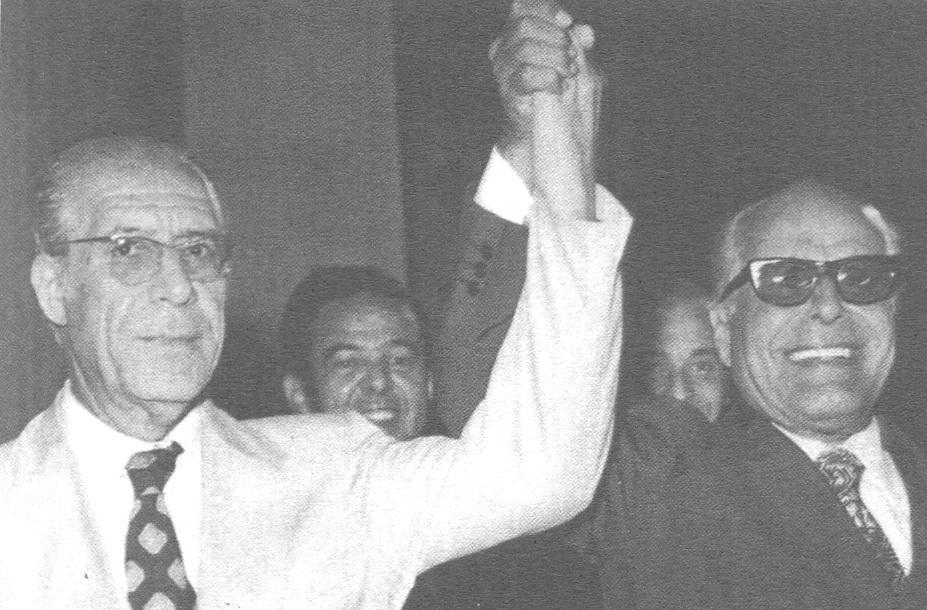
Bourguiba et le Premier ministre Hédi Nouira durant le congrès du PSD en 1974.

Toutefois, face aux oppositions qui se font jour aussi bien au sein du régime qu'à l'étranger, Bourguiba est contraint de faire marche arrière et d'abandonner le projet en prétextant l'inconstitutionnalité du référendum. C'est dans ce contexte que le nouveau congrès du PSD, convoqué à Monastir le 12 septembre 1974, décide d'amender la Constitution de 1959 de façon à instituer la présidence à vie au bénéfice de Bourguiba qui reçoit ce titre de la part de l'Assemblée nationale le 18 mars 1975. En avril 1976, une réforme constitutionnelle confirme le Premier ministre comme son successeur constitutionnel. Durant l'automne, Bourguiba est frappé par une nouvelle dépression, mal qui l'affecte périodiquement depuis cinq ans. Enfermé au palais présidentiel de Carthage, il ne reçoit presque plus personne.
En matière économique, l'État dirige encore près de 80 % de l'activité économique du pays, ce qui l'implique dans la plupart des conflits sociaux. En effet, les entreprises sont le lieu d'un conflit permanent entre la cellule syndicale de l'UGTT et la cellule professionnelle du PSD.
En 1978, Bourguiba condamne les accords de Camp David sous la pression de ses partenaires, ce qui, en contrepartie, vaudra à la Tunisie d'accueillir le siège de la Ligue arabe puis celui de l'OLP.

### Succession des crises
Quoiqu'elle connaisse, durant les années 1970, une période de relance économique grâce à l'adoption d'une politique de libéralisation de l'économie, la Tunisie n'est pas à l'abri des convulsions politiques, sociales ou économiques qui s'amplifient tout particulièrement au milieu des années 1980. Le clientélisme prend de plus en plus d'ampleur jusqu'à étouffer le développement économique et social du pays. La situation devient d'autant plus complexe que l'âge avancé de Bourguiba, l'aggravation de son état de santé et son incapacité à gérer les affaires de l'État, attisent les convoitises de tous ceux qui, autour de lui, s'entre-déchirent pour la succession. Le pays s'engage ainsi dans une crise politique et sociale étouffante et rendue encore plus grave par la dégradation de la situation économique qui est perceptible à travers la paralysie des rouages de l'État, aiguisant le sentiment d'inquiétude, de désespoir et de perte de confiance.
Le 26 janvier 1978 intervient ce qu'on appellera le Jeudi noir. À la suite d'un appel à la grève générale de l'UGTT, des milliers de manifestants, des jeunes venus de la périphérie de Tunis, convergent vers la médina, les rues commerçantes du centre-ville et les quartiers bourgeois du Belvédère et de Mutuelleville. Ils dressent des barricades, brisent des vitrines et mettent le feu à des bâtiments administratifs. À midi, Bourguiba signe l'ordre à l'armée d'intervenir. On dénombre finalement des dizaines voire des centaines de morts selon les sources. L'écrivain Mohsen Toumi avance : « Nos propres estimations, à l'époque, recoupées par celles d'autres enquêteurs, aboutiront à 200 morts au moins et 1 000 blessés ». Dans l'après-midi, Bourguiba décrète l'état d'urgence et un couvre-feu qui dure près de trois mois. Abdelwahab Meddeb, autre écrivain tunisien, conclut : « On s'étonne à découvrir que le carnage du 26 janvier 1978 présente une scénographie répressive ressemblant à s'y méprendre à celle qui se déploya un certain 9 avril 1938. L'événement, qui confirmait l'entrée du Néo-Destour dans l'histoire, le 9 avril 1938, se projette sur l'événement qui prélude à sa sortie de l'histoire, le 26 janvier 1978 […] Dans les deux cas, un processus politique échappait à l'autorité du moment. Allant crescendo, il fallait en briser l'élan ». Il faut attendre près de vingt mois après le Jeudi noir pour que se tienne, le 5 septembre 1979, le nouveau congrès du PSD. Fidèle à sa stratégie permanente visant à ne pas rouvrir les blessures, Bourguiba donne pour consigne de tourner la page. Dans son discours d'ouverture, invoquant l'intérêt national, il appelle « tous les Tunisiens, quelles que soient les divergences d'opinion et d'orientation, à soutenir l'édifice étatique, instrument de la renaissance nationale, de la sécurité et de la stabilité ». Dans ce climat d'unité apparente, le congrès se déroule dans l'ambiguïté car le fossé s'est encore élargi entre le président et les faucons rejetant l'ouverture et le multipartisme au nom de l'unité nationale. Dans ce climat, le congrès vote une résolution d'exclusion du PSD à l'encontre d'Achour, secrétaire général de l'UGTT, et de plusieurs ministres démissionnaires. Les faucons tentent ensuite d'imposer Nouira en le faisant élire secrétaire général du parti. Après intervention de Bourguiba, ces décisions ne sont pas publiées et ne seront annoncées qu'une seule fois à la radio nationale.
Au congrès du PSD tenu en avril 1981, on assiste à une proclamation historique de Bourguiba en faveur du pluralisme politique : « Le degré de maturité atteint par le peuple tunisien, les aspirations des jeunes et l'intérêt qu'il y a à faire participer tous les Tunisiens, quelles que soient leurs opinions à l'intérieur ou à l'extérieur du parti dans la prise de décision, nous invitent à dire que nous ne voyons pas d'objection à ce que des organisations nationales politiques ou sociales voient le jour ». Cette ouverture échoue toutefois en raison de l'affrontement électoral interne dans la capitale, à l'occasion des élections législatives, et malgré les efforts du nouveau Premier ministre Mohamed Mzali. Du coup, la lutte pour la succession s'accentue. Dans ce contexte, Wassila Bourguiba déclare dans Jeune Afrique (28 février 1982) : « Avec la Constitution telle qu'elle est, la continuité est artificielle et le risque d'un rejet populaire n'est pas exclu. Le peuple tunisien respecte Bourguiba mais la véritable continuité sera assurée lorsque l'œuvre de Bourguiba sera poursuivie démocratiquement par un président élu ». Habib Achour confie au même journal (11 août) : « Je suis pour la révision de la Constitution de manière que tous les candidats qui le souhaitent puissent se présenter librement ». Bourguiba s'exécute en légalisant deux nouveaux partis politiques le 19 novembre 1983 : le Mouvement des démocrates socialistes et le Parti de l'unité populaire issu d'anciens alliés de Ben Salah.

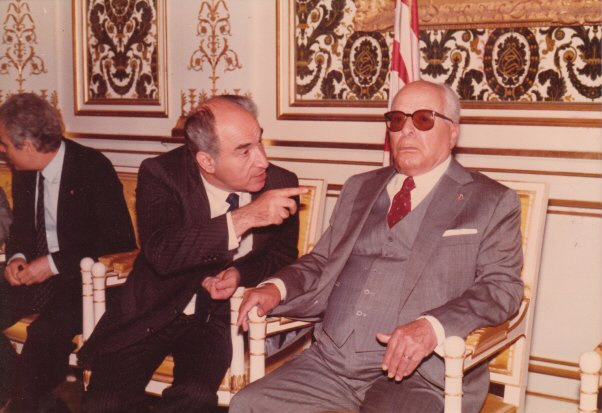
Habib Bourguiba aux côtés du Premier ministre Mohamed Mzali.

Fin décembre 1983, le gouvernement annonce l'augmentation des prix du pain et des céréales. Les premières réactions fusent du sud : Douz, Kébili, El Hamma, Gabès puis Kasserine se révoltent. Tunis et sa banlieue s'embrasent le 3 janvier 1984 et les émeutes se poursuivent pendant trois jours malgré la proclamation de l'état d'urgence et le couvre-feu décrétés dès le 1er janvier. Officiellement, ces nouveaux incidents font 70 morts. Jeune Afrique du 18 janvier avance, d'après son décompte effectué dans les hôpitaux, le chiffre de 143 morts et d'un millier d'arrestations. Le 6 janvier, Bourguiba convoque la télévision et indique : « Toutes les augmentations sont annulées. Que Dieu bénisse le peuple tunisien ».
Ce coup de théâtre soulève l'enthousiasme du pays. Paul Balta écrit dans Le Monde du 10 janvier 1984 : « Les habitants des ceintures rouges de Tunis et des grandes villes, souvent au-dessous du seuil de la pauvreté, qui rejoignent dans leur révolte les populations déshéritées du bled, ont manifesté leur colère plus violemment et en plus grand nombre que le 26 janvier 1978 ». Mohamed Charfi estime le 27 janvier 1984 :
« C'est une crise de société […] Les transformations sociales n'ont pas été accompagnées de transformations politiques […] d'où la rupture entre les transformations sociales permanentes et le gel politique qui est à l'origine des problèmes de la crise du régime ». Mohsen Toumi déclare pour sa part : « Ceux que les communiqués officiels appellent des chômeurs, des oisifs, des éléments hostiles, c'est-à-dire les victimes du mal développement […] se trouvent en rupture organique avec tout ce qui compose l'establishment, pouvoir et opposition légale confondus ». Pourtant, le Premier ministre Mzali fait le vide autour de Bourguiba. En juillet 1985, Allala Laouiti, fidèle compagnon du président, est remplacé par Mansour Skhiri et éloigné du palais présidentiel tout comme Bourguiba Jr., conseiller à la présidence, qui est limogé par son père le 7 janvier 1986. Pour tenter de résoudre la crise économique qui s'aggrave, Bourguiba remplace Mzali et désigne, le 8 juillet, Rachid Sfar au poste de Premier ministre avec pour mission de mettre en œuvre un plan d'ajustement structurel. Ces crises successives favorisent la montée de l'islamisme et alimentent la paranoïa du président qui s'assure finalement le soutien du général Zine el-Abidine Ben Ali qui est nommé ministre de l'Intérieur puis promu Premier ministre en octobre 1987. Commencé dans une atmosphère de libéralisme et de laïcisation de la société tunisienne, le règne de Bourguiba s'achève dans une atmosphère crépusculaire alimentée par la crise économique et financière.

### Destitution
Dans la nuit du 6 novembre 1987, un groupe de sept médecins tunisiens signent un rapport médical qui certifie l'incapacité mentale du président. Ben Ali le dépose en s'appuyant sur l'article 57 de la Constitution de 1959 et prend en main le pays. Dans leur livre Notre ami Ben Ali, les journalistes Nicolas Beau et Jean-Pierre Tuquoi racontent en ces termes la prise de pouvoir par Ben Ali : 
«  Sept médecins dont deux militaires sont convoqués en pleine nuit, non pas au chevet du malade Bourguiba, mais au ministère de l'Intérieur. Parmi eux se trouve l'actuel médecin du président, le cardiologue et général Mohamed Gueddiche. Ben Ali somme les représentants de la faculté d'établir un avis médical d'incapacité du président. « Je n'ai pas vu Bourguiba depuis deux ans » proteste un des médecins. « Cela ne fait rien ! Signe ! » tranche le général Ben Ali. »
Dans sa déclaration du lendemain matin, Ben Ali rend hommage aux « énormes sacrifices » consentis par Bourguiba, en compagnie d'hommes valeureux, au service de la libération de la Tunisie et de son développement. Élu président en 1989, il poursuivra la politique de Bourguiba dont il se positionne comme le fils spirituel, comblant ainsi les vœux de Bourguiba qui désire « gouverner après sa mort ».
Selon plusieurs sources, les services secrets italiens auraient joué un rôle important dans la chute de Bourguiba. Dans un entretien à La Repubblica du 11 octobre 1999, l'amiral Fulvio Martini (ancien directeur du SISMI) confirme cette hypothèse : « Tout a commencé avec la visite en 1984 en Algérie du président du Conseil italien Bettino Craxi » explique-t-il. « Les Algériens, inquiets de la déstabilisation croissante en Tunisie, étaient alors prêts à intervenir » dans ce pays en raison des menaces portées sur leurs intérêts stratégiques. Ainsi, l'armée algérienne aurait été prête à envahir la partie du territoire tunisien où transite le pipeline qui conduit le gaz naturel algérien jusqu'en Sicile. « En 1985, M. Craxi m'a demandé de me rendre en Algérie pour y rencontrer les services secrets […] l'objectif était d'éviter un coup de tête » algérien selon Martini. « À partir de ce moment a commencé une longue opération de politique étrangère dans laquelle les services secrets ont eu un rôle extrêmement important. À la fin, nous avons estimé que le général Ben Ali était l'homme capable de garantir, mieux que Bourguiba, la stabilité en Tunisie » ajoute-t-il. « Nous avons proposé cette solution aux Algériens qui en ont parlé aux Libyens. Je suis allé en parler aux Français […] Le chef des services secrets de l'époque, le général René Imbot, m'a traité avec arrogance et m'a dit que nous autres Italiens, nous ne devions pas nous mêler de la Tunisie, qu'il s'agissait de l'empire français » affirme Martini.
Il s'agissait donc d'organiser un coup d'État, le plus invisible possible, et c'est ainsi que l'idée d'un « putsch médical » aurait pris forme. L'Italie aurait garanti le ralliement du Premier ministre Ben Ali et ce choix aurait rencontré l'approbation des Algériens ainsi que des Libyens. « C'est vrai, l'Italie a remplacé Bourguiba par Ben Ali », conclut Martini alors que La Repubblica avait cité, le 10 octobre 1999, un rapport exposé le 6 octobre précédent par Martini devant une commission parlementaire italienne. Pour sa part, Craxi dément, ce même 10 octobre, une participation des services secrets italiens à l'accession au pouvoir de Ben Ali. « Il n'y a aucune manœuvre ni interférence italienne dans les événements qui ont porté le président Ben Ali au pouvoir en 1987 » affirme-t-il au bureau de l'AFP à Tunis. Selon Le Monde, ces révélations de Martini n'auraient toutefois pas convaincu les spécialistes car Craxi était un ami de Bourguiba.

## Fin de vie et obsèques
Afin d'éviter sa récupération par des opposants, Bourguiba est évacué du palais présidentiel de Carthage quelques jours plus tard pour Mornag, près de Tunis, où il est assigné à résidence avant d'être transféré le 22 octobre 1988 à Monastir, où il vit avec le soutien d'une équipe médicale. Il se dit officiellement bien traité par le nouveau pouvoir. Souffrant de divers problèmes de santé, dont des troubles de l'élocution et de l'attention, Bourguiba connaît de graves problèmes de santé à la fin des années 1990. Il reçoit parfois quelques visiteurs étrangers et le président Ben Ali.
Le 5 mars 2000, Bourguiba est hospitalisé en urgence à l'hôpital militaire de Tunis à la suite d'une pneumopathie. Son état étant jugé critique, il subit une ponction pleurale aux soins intensifs. Sa santé s'étant améliorée, il quitte l'hôpital le 13 mars pour regagner sa résidence. Il y meurt le 6 avril, à 9 h 50, à l'âge officiel de 96 ans,,. Le président Ben Ali décide un deuil national de sept jours alors que l'Algérie décrète un deuil de trois jours. Le président algérien Abdelaziz Bouteflika reconnaît « l'une des personnalités du Maghreb les plus marquantes du XXe siècle dont l'Afrique et le monde peuvent s'enorgueillir » et le secrétaire général de l'ONU, Kofi Annan, rend hommage à « l'homme de paix » et à « l'architecte de l'Organisation de l'unité africaine ».

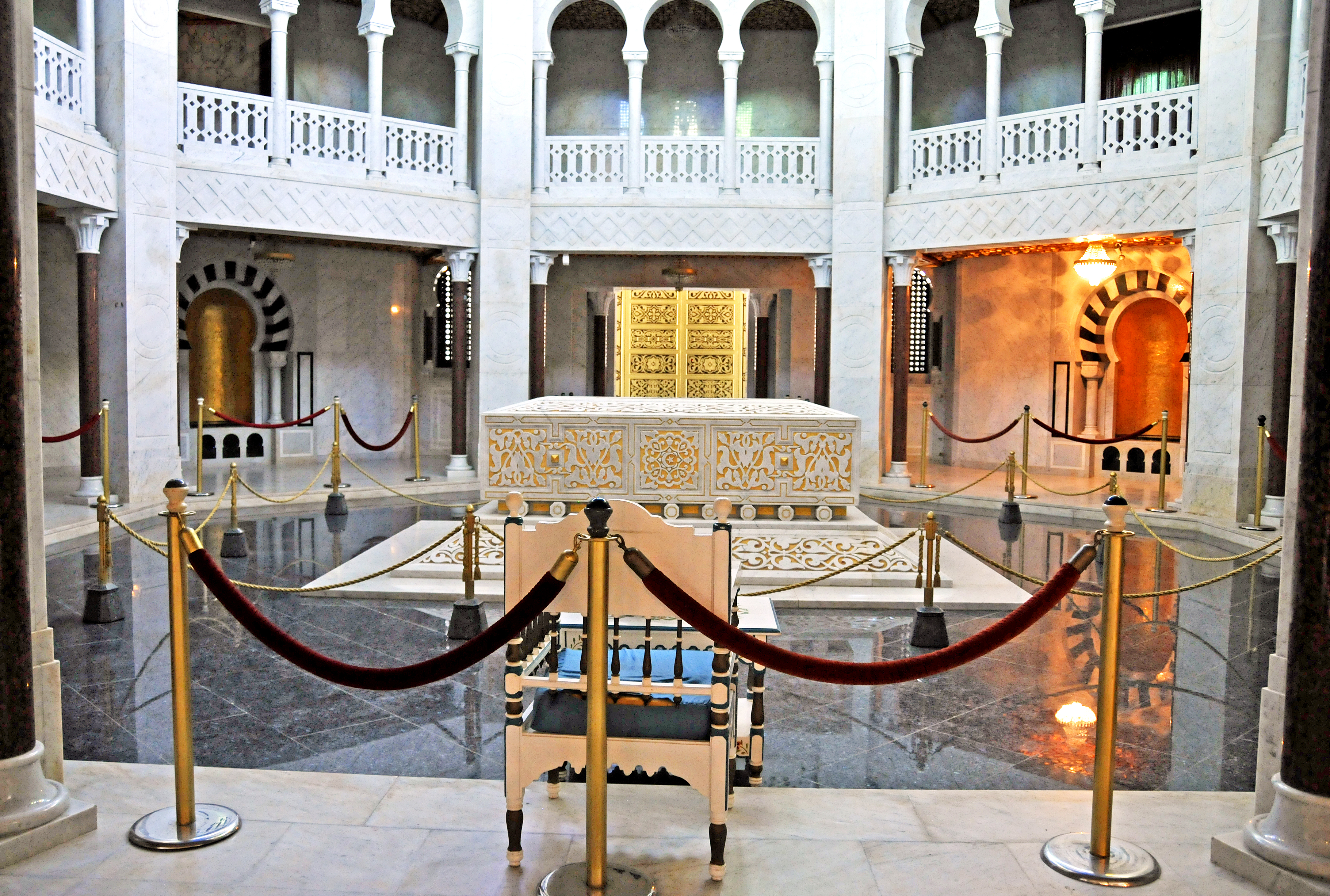
Tombeau de Bourguiba dans son mausolée.

En fin d'après-midi, sa dépouille est enveloppée dans un linceul blanc, comme le veut la tradition, et portée à bout de bras par des membres de la Chabiba, organisation de jeunesse du Rassemblement constitutionnel démocratique, reconnaissables à leurs tuniques rouges ; elle est déposée au milieu de la cour de la maison familiale, recouverte du drapeau national et entourée de membres de la Chabiba. Son fils Habib Jr., sa belle-fille et sa fille adoptive Hajer reçoivent les condoléances des notables de la ville et du gouvernorat. Bourguiba est enterré le 8 avril 2000, dans l'après-midi, dans son mausolée. Après une brève cérémonie à la mosquée Bourguiba, sa dépouille est transportée sur un affût de canon recouvert du drapeau national et tirée par un véhicule militaire encadré de détachements de l'armée tunisienne. Parmi les personnalités étrangères invitées figurent les présidents français Jacques Chirac, algérien Abdelaziz Bouteflika, palestinien Yasser Arafat et égyptien Mohammed Hosni Moubarak. Après la mise en terre, le président Ben Ali prononce une oraison funèbre dans laquelle il salue le « combat loyal et dévoué » de Bourguiba pour la Tunisie. Les conditions des obsèques sont pourtant soumises à la critique de la presse internationale qui pointent la brièveté de la cérémonie, le peu d'invités étrangers et l'absence de retransmission à la télévision qui diffuse des cérémonies animalières pendant le convoi funéraire.
Le 26 septembre 2012, un militant salafiste est condamné à huit mois de prison ferme par le tribunal de première instance de Monastir pour avoir profané le mausolée de Bourguiba.

## Culte de la personnalité

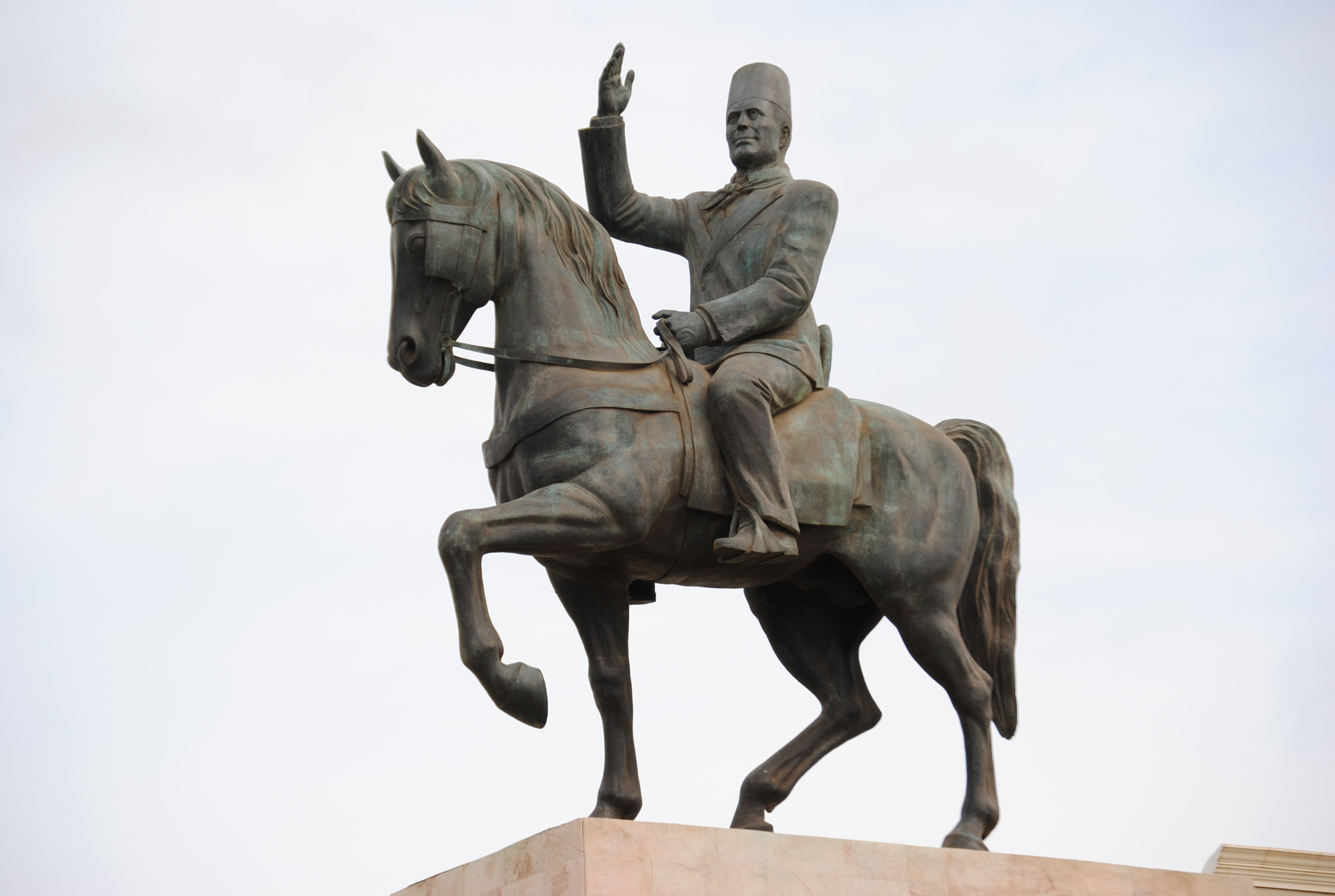
Statue équestre de Bourguiba.

Le 7 octobre 1961, dans un article d'Afrique Action, Béchir Ben Yahmed, ancien secrétaire d'État à l'information, écrit déjà : 
«  Le pouvoir personnel [est] détenu par des hommes qui sont des présidents de la République mais sont en fait des monarques sans le titre. Bourguiba détient aujourd'hui, en droit et en fait, plus de pouvoirs que n'en avaient le bey et le résident général réunis. »

Après sa chute, l'ancien ministre Tahar Belkhodja analyse ainsi le culte de la personnalité cultivé par Bourguiba : 
«  À ses yeux, la république se confondait avec l'État, émanation et manifestation d'un pouvoir dont le parti unique était l'instrument, le tout reposant sur sa propre personne. Le « Combattant suprême » semble avoir adopté la devise d'Ibn Khaldoun : « La politique exige le pouvoir d'un seul […] Bourguiba a su ainsi forger son propre mythe, qui a été largement amplifié par l'imagination collective et aura modelé pendant des décennies le cours de l'histoire tunisienne ». »

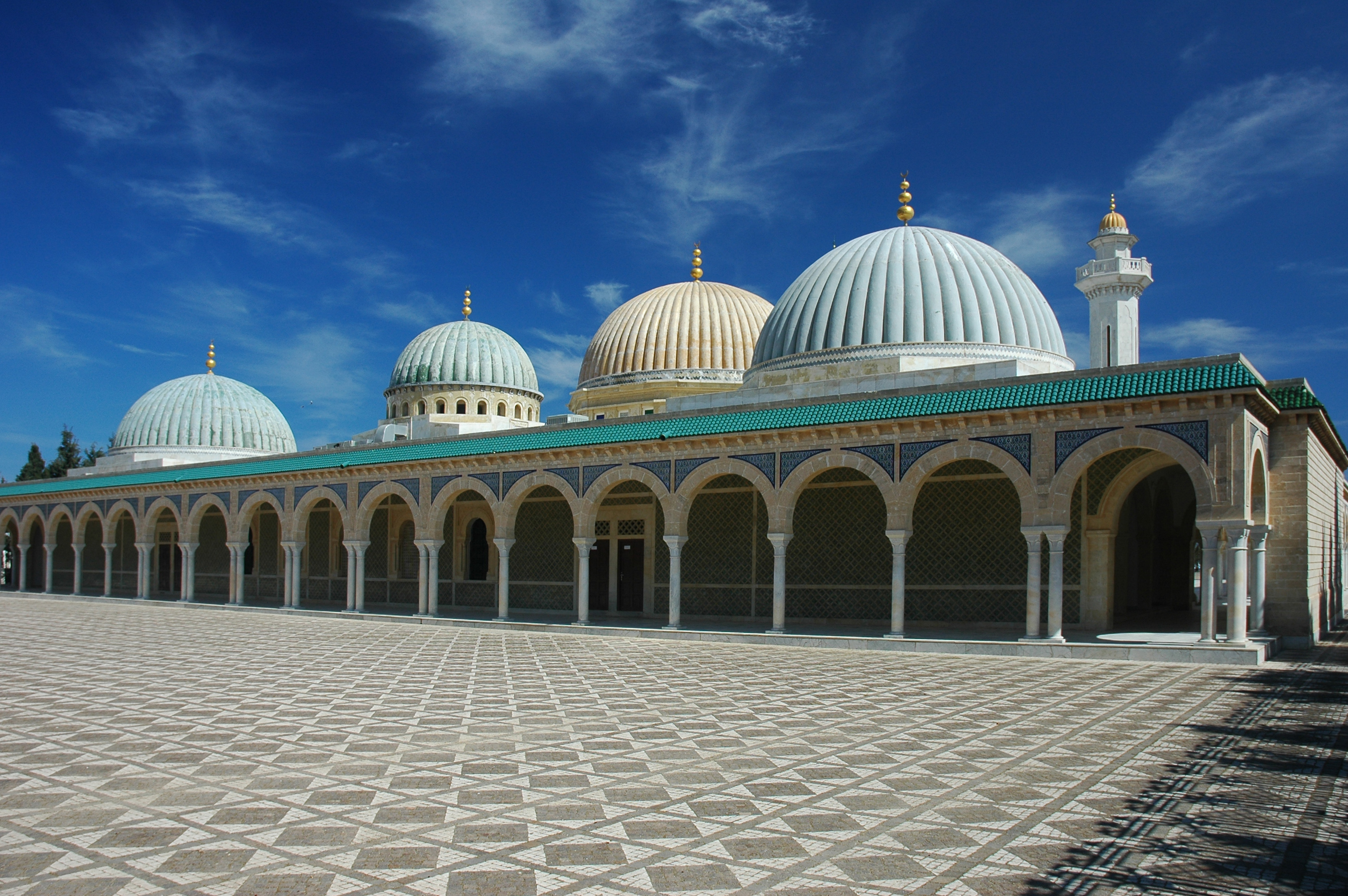
Mausolée Bourguiba à Monastir.

Ayant l'obsession de sa place dans l'histoire, Bourguiba s'emploie rapidement à la traduire de toutes les façons possibles. À Monastir, dont il veut faire une « ville-souvenir », il se fait édifier dès les années 1960, un mausolée de marbre blanc où ses parents puis sa première épouse Moufida sont inhumés. Sur la grande porte de bronze sont gravées trois titres résumant sa vie : « Le Combattant suprême, le bâtisseur de la Tunisie nouvelle, le libérateur de la femme ». Bourguiba fait également confectionner son cercueil dès 1976 et prépare le déroulement de ses funérailles : « Dès sa mort, Bourguiba Jr. devait informer une série de chefs d'État, dont il dresserait la liste, afin que le maximum d'entre eux puisse venir. Pour cela, il convenait de différer de deux jours, après l'annonce de son décès, le déroulement des obsèques. Et surtout, parce qu'il fallait associer au deuil la Tunisie entière, son corps devait être amené lentement, solennellement, de Carthage à Monastir. Ne laissant rien au hasard, il avait divisé le parcours de 140 kilomètres entre les deux villes, de façon que chacun des vingt gouvernorats soit chargé de faire transporter son cercueil sur une distance égale ».

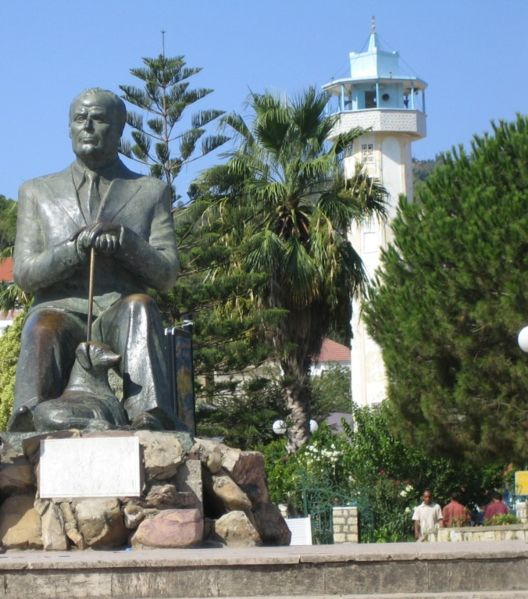
Statue à Tabarka.

Ce scénario ne sera finalement pas suivi. Outre sa figure de « Combattant suprême » (mujâhid al-akbar), il se revendique également comme « mujtahid suprême », étant par sa fonction de chef d'État l'imam de la communauté. Dans un discours donné en juin 1973 à Genève, à la conférence de l'OIT, il esquisse une définition de son rôle historique en tant que fondateur de la Tunisie moderne : 
«  D'une poussière d'individus, d'un magma de tribus, de sous-tribus, tous courbés sous le joug de la résignation et du fatalisme, j'ai fait un peuple de citoyens. Mais j'ai peur de ce que j'ai appelé un jour le « démon des Numides », ce démon qui pousse à la désunion, aux luttes intestines, qui nous a fait rater notre histoire après la révolte de Jugurtha. »

Allant dans le même sens, il déclare le 12 avril 1975 après sa désignation comme président à vie : 
«  Le fait de me désigner à vie à la tête de l'État ne peut être qu'un hommage de reconnaissance rendu aux yeux du monde entier à un homme dont le nom s'identifie à la Tunisie […] Oui, j'ai nettoyé le pays de toutes les tares qui l'enlaidissaient, j'en ai extirpé les mauvaises coutumes, je l'ai libéré du joug qui l'asservissait […] Mon passage à la tête de ce pays le marquera d'une empreinte indélébile pendant des siècles. »
Après l'avènement de la république, les symboles du « Combattant suprême » se multiplient à travers le pays. Ferryville, située non loin de Bizerte, est rebaptisée Menzel Bourguiba. Des statues de lui sont par ailleurs érigées dans presque toutes les villes. Monastir étant le lieu de sa naissance, il s'y fait représenter en collégien devant la mairie alors qu'à Tunis (place d'Afrique), c'est à cheval qu'il se fait représenter. Dans la salle du Conseil des ministres, au palais de Carthage, il installe les effigies de figures de l'histoire de la Tunisie parmi lesquelles Hannibal Barca et Ibn Khaldoun. Son propre buste devait figurer dans cette série. Après sa destitution, les statues sont progressivement déboulonnées. Dans la nuit du 11 au 12 juin 1988, deux statues sont déboulonnées à Kairouan et l'avenue Bourguiba rebaptisée avenue du 7-Novembre. La statue équestre de Tunis sera déboulonnée le 11 octobre puis déplacée devant le port de La Goulette, avant de faire son retour à Tunis en 2016.
La quasi-totalité des villes de Tunisie possèdent une rue ou avenue portant le nom de Bourguiba dès l'indépendance du pays. La plus célèbre d'entre elles est l'avenue Habib-Bourguiba située à Tunis. En 1965, il obtient même, lors d'un voyage dans dix pays d'Afrique, qu'une avenue porte son nom dans chacune des capitales traversées.

## Famille

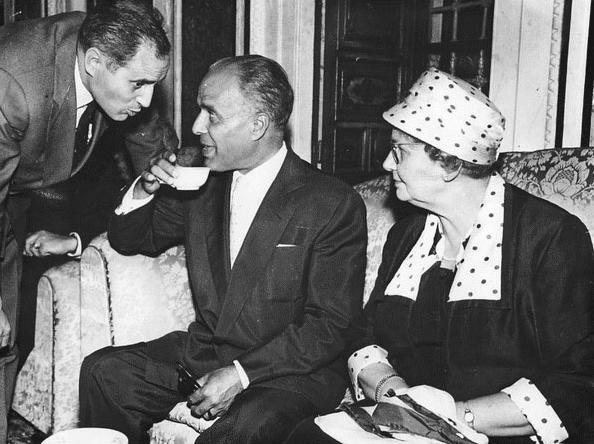
Bourguiba en compagnie de Mathilde et Habib Jr. en 1956.

En 1925, alors qu'il étudie à Paris, Habib Bourguiba fait la connaissance de Mathilde Lefras qui devient sa logeuse. Après son retour en Tunisie, il apprend qu'elle est enceinte : Habib Bourguiba Jr., son unique enfant, naît le 9 avril 1927 à Paris, le couple se mariant en août de la même année. Après l'indépendance de la Tunisie, Mathilde adopte la nationalité tunisienne, se convertit à l'islam et adopte le prénom de Moufida. Le couple divorce finalement le 21 juillet 1961.
Le 12 avril 1962, Habib Bourguiba épouse Wassila Ben Ammar, une femme appartenant à une famille de la bourgeoisie tunisoise qu'il fréquente depuis 18 ans. Ils adoptent ensemble une fille prénommée Hajer. Wassila prend petit à petit un rôle politique de plus en plus important au fil de la dégradation de la santé de son mari, ce qui lui vaut le titre de Majda (Vénérable). Leur divorce, le 11 août 1986, par un simple communiqué et sans que la procédure légale soit respectée, contribue à accélérer la chute du régime.

## Héritage
Habib Bourguiba a conduit son pays à l'indépendance puis fondé la deuxième république civile du monde arabe après celle du Liban. Il a ensuite participé à la construction de l'État-nation en « tunisifiant » son pays. D'ailleurs, avant l'indépendance, le pays s'appelait régence de Tunis et non pas Tunisie.
Pour l'ancien ministre Mohamed Charfi, les transformations postérieures de la société tunisienne induites par l'action de Bourguiba sont nombreuses : urbanisation, scolarisation, passage à un autre modèle familial et libération des femmes. Il insiste ainsi sur le rôle joué, après les grandes figures de la réforme tunisienne que sont Kheireddine Pacha et Tahar Haddad, par Bourguiba. « Si le sous-développement est une maladie, Bourguiba aura su faire le juste diagnostic et mettre en œuvre les remèdes efficaces ». Toutefois, d'autres remettent en question l'ampleur des succès obtenus dans cette bataille du développement et le rôle du seul Bourguiba dans ces évolutions.

### Bourguibisme

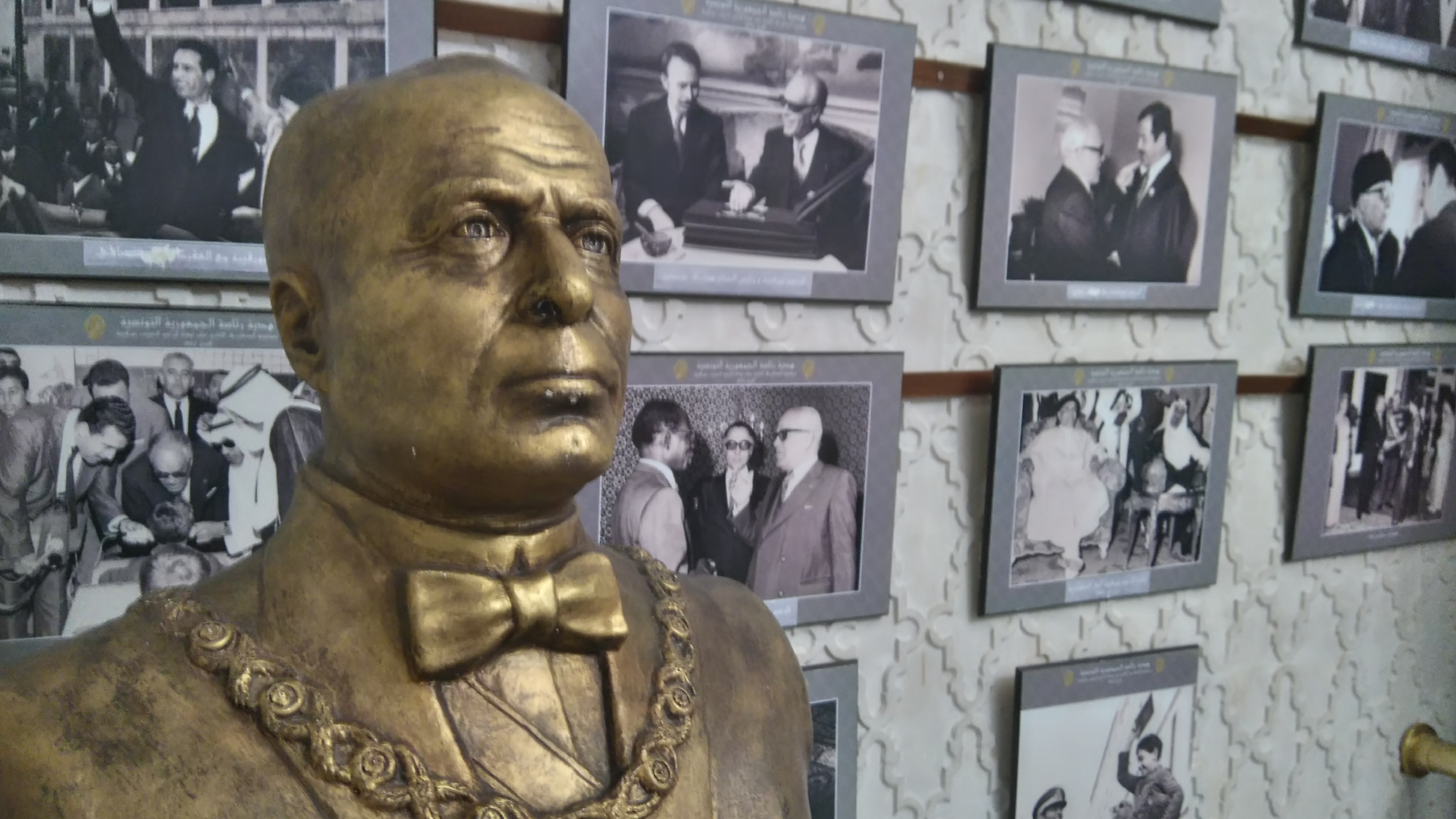
Buste de Bourguiba dans son mausolée.

Bourguiba développe également sa propre doctrine qu'il appelle « bourguibisme » mais qui s'apparente au pragmatisme. Elle est fondée sur le réalisme politique et économique qui se fonde sur la croyance qu'« aucun domaine de la vie terrestre ne doit échapper au pouvoir humain de la raison ».
Variante locale du kémalisme, elle est composée de l'affirmation de l'identité nationale tunisienne, construite dans la lutte contre les Turcs ottomans et les Français, du libéralisme, d'un islam étatisé et contrôlé et d'une totale indépendance vis-à-vis des politiques arabes. La politique des étapes en constitue la dimension principale. Bourguiba croyait en cette politique (contrairement au « tout ou rien » prôné et encouragé par certains) de l'action en fonction des possibilités réelles et non des aspirations.
En réalité, elle permit à Bourguiba une pleine liberté d'action qui le conduisit à un opportunisme politique lui permettant d'imposer aussi bien des percées audacieuses que des volte-face spectaculaires.

### Code du statut personnel
Parmi ses acquis sociétaux figure le Code du statut personnel (CSP) qui est adopté quelques mois après sa prise du pouvoir. Son adoption coïncide avec une représentation nationale disposée à accepter le texte dans la lignée de l'œuvre de Tahar Haddad. Ce code qui émancipe la femme, doublant ainsi le nombre des citoyens du pays, ne pouvait être accompli que contre la majorité de l'opinion publique de l'époque. Bourguiba l'a compris et est passé à l'acte alors même qu'il n'avait pas encore institué la république. Car si de nombreux dignitaires religieux, comme Mohamed Fadhel Ben Achour, n'ont pas hésité à soutenir que les dispositions du CSP constituent des interprétations possibles de l'islam (ijtihad), d'autres s'y opposèrent en estimant qu'elles violaient la norme islamique. Le Code du statut personnel constituerait donc l'essentiel de l'héritage au point d'être devenu une sorte de bloc de consensus que les islamistes eux-mêmes ne remettraient plus en cause publiquement.
Établissant un parallèle avec Mustafa Kemal Atatürk, Mohamed Charfi soutient que Bourguiba aurait eu la volonté de réformer la société « à l'intérieur de l'islam » et non pas contre lui. Cette transformation de la société et sa modernisation était accompagnée d'une action d'explication modulée selon les publics auxquels Bourguiba s'adressait. Cette dimension de réformateur est néanmoins remise en question par l'écrivaine Hélé Béji, qui souligne au contraire le caractère transgressif de bien des gestes bourguibiens (notamment dans le domaine du statut de la femme). Dans ce cadre, Jean Daniel cite une conversation entre Bourguiba et Jacques Berque à propos de l'islam. Pour Bourguiba, la religion, associée au parti du Destour, aurait historiquement favorisé la colonisation de la Tunisie. Charfi nuance cette idée en indiquant que la rupture indéniable opérée par Bourguiba s'est faite davantage avec la société traditionnelle qu'avec l'islam en tant que tel.

### Enseignement
Dès l'indépendance, l'accent est mis délibérément sur le développement du système éducatif. Le budget de l'État alloué à l'Éducation nationale n'a cessé de croître pour atteindre 32 % en 1976.
Les écoles privées ont été maintenues mais soumises au règlement de l'État. En 1958, l'enseignement arabe de l'université Zitouna est unifié au système éducatif bilingue. Dès 1956 commence à se construire l'édifice de l'enseignement supérieur (fondations d'universités, d'instituts spécialisés, etc.).

### Parti-État

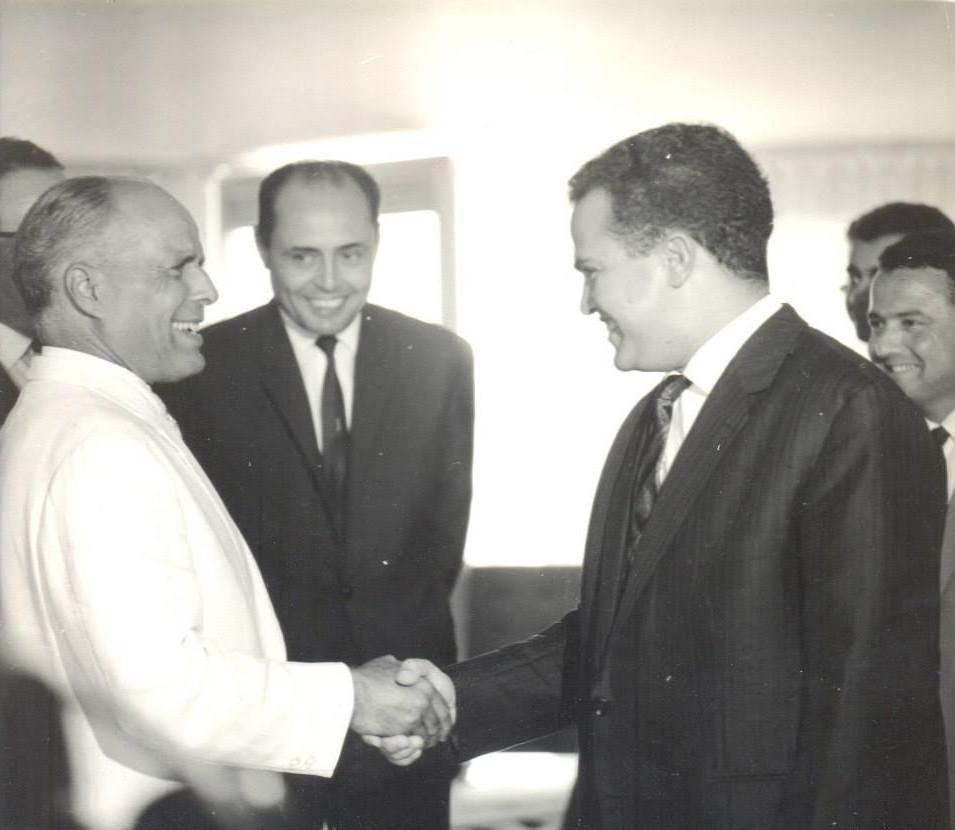
Bourguiba avec Mohamed Sayah à Tunis en 1970.

Bourguiba, qui avançait la maturité du peuple tunisien pour conquérir l'indépendance, ne jugea pas la relève assez préparée à la démocratie et au pluralisme et finit par s'octroyer la présidence à vie. Pour lui, « le peuple n'était pas encore mûr pour la démocratie » qui a été éludée au nom de l'unité qu'impliquait son projet. En conséquence, une fois jetés les fondements d'un État tunisien moderne, Bourguiba se laissa peu à peu « choir dans un autoritarisme paternaliste ». Dans ce contexte, le PSD était devenu un « alibi dans un désert idéologique ». Charles-André Julien y voit, quant à lui, « une démocratie conduite » que Bourguiba « pense par le haut ». Cette formulation dissocie les deux composantes de la démocratie : le jeu électoral et l'enjeu social. La conception bourguibienne évacue du concept de démocratie sa première composante mais elle lui garde la seconde : son contenu réformiste.
Toutefois, les circonstances historiques ont pesé lourdement dans la configuration du régime politique bourguibien. La démocratie, née au siècle du positivisme et du capitalisme montant, ne pouvait pas, malgré l'existence d'une élite politique formée en France, fleurir sur des structures mentales et économiques fragilisées par le protectorat. Le parti unique et les réformes en profondeur qu'il a menées dans le cadre d'institutions sur mesure ont constitué un détour obligé aux dépens du consensus démocratique. C'est le projet du développement planifié (socialisme coopératif) puis libéral du pays (capitalisme d'État), entrepris sous l'égide et avec les ressources de l'État bourguibien, qui a changé la donne. C'est à partir d'une petite bourgeoisie instruite et entreprenante, assise du parti et pourvoyeuse de l'État en cadres, qu'une riche classe d'entrepreneurs et d'hommes d'affaires a vu le jour à l'ombre du Parti-État. Ce dernier lui a assuré la stabilité politique en arbitrant ses conflits avec un monde salarié doté d'une puissante centrale syndicale. On peut alors comprendre qu'elle n'ait pas été véritablement gênée par le régime du parti unique, ni qu'elle ait été préoccupée outre mesure par les rivalités politiques, la répression des forces conservatrices, l'interdiction des partis et la mise au pas de l'UGTT et de l'opposition estudiantine. Les institutions démocratiques n'étaient donc pas une nécessité politique pour la nouvelle bourgeoisie et ses élites dirigeantes qui ont grandi en symbiose avec un État-tuteur dont elles n'ont pas rejeté l'autoritarisme car il tenait lieu de régulateur politique.

### Pouvoir d'un seul

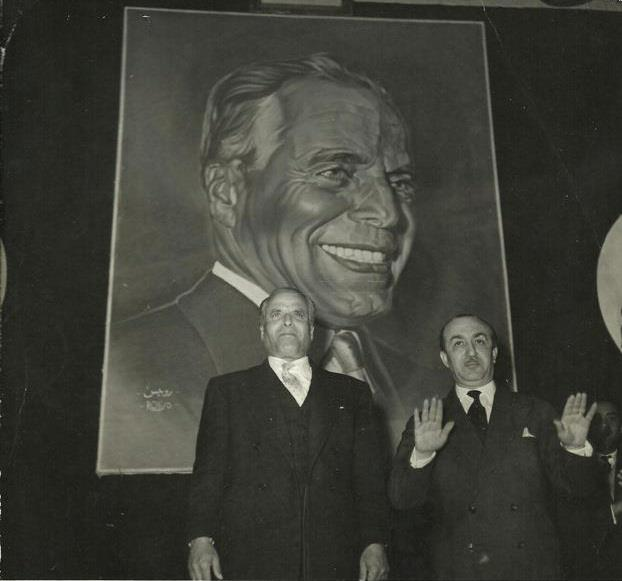
Bourguiba accompagné de Mongi Slim à Tunis en 1969.

Il est important de préciser que, dans la conquête et l'exercice du pouvoir, il a systématiquement écarté tous ses alliés devenus ses rivaux : Abdelaziz Thâalbi et Mohieddine Klibi qui représentent l'aile bourgeoise du Destour ; Salah Ben Youssef, le rival nassérien, qu'il fait assassiner en 1961 ; Tahar Ben Ammar qui signe le protocole de l'indépendance ; Ahmed Mestiri qui représente une ligne libérale au sein du parti au pouvoir ; Mahmoud El Materi, le premier président du Néo-Destour, qui est diffamé à plusieurs reprises et, ayant perdu confiance en Bourguiba, se retire de lui-même.
Pourtant, Bourguiba posa lui-même le diagnostic des dangers de l'archaïsme politique qui guettait le pays. Le 8 juin 1970, après avoir constaté que « l'expérience [révèle] que la concentration du pouvoir entre les mains d'un seul, aussi dévoué soit-il, comporte des risques », il décrivit les grandes lignes de la réforme institutionnelle qu'il envisageait alors. Celle-ci portera, avait-il annoncé, sur « des amendements [qui] rendront le gouvernement responsable devant le président de la République, mais aussi devant l'Assemblée nationale qui est issue du suffrage populaire. Ainsi, il sera loisible à cette assemblée de démettre un ministre ou le gouvernement par un vote défavorable […]. D'autres modifications de la Constitution allégeront les responsabilités qui sont assumées jusqu'ici par le président de la République et par lui seul […] Après quinze années d'exercice du pouvoir, il est temps de réviser la Constitution pour établir une certaine collaboration entre le chef de l'État, l'Assemblée nationale et le peuple ». Mais l'esprit de cette réforme n'ayant pas respecté ces engagements, seul l'esprit de l'article 39 (instituant la présidence à vie) allait prévaloir.
La fin de son règne est donc marquée par une guerre de succession, l'affaiblissement de la gauche et l'irruption du mouvement islamiste et le patrimonialisme.

### Violations des droits de l'homme
L'Instance vérité et dignité, mise en place après la révolution de 2011, a traité des cas de tortures concernant la période pendant laquelle Habib Bourguiba a été chef d'État, cette mission s'inscrivant dans un travail de mémoire sur les atteintes aux droits de l'homme commises en Tunisie après l'indépendance.
Ainsi, certains témoignages relatent des actes de tortures et des exécutions comme de celle de Salah Ben Youssef ou bien encore de Lazhar Chraïti. En 1987, le corps d'un instituteur et militant communiste, Nabil Barakati, a aussi été retrouvé avec des traces de torture et une blessure à l'arme à feu au niveau de la tête. Selon certaines sources, Béji Caïd Essebsi était au courant des faits au moment de ces exactions.

### Politique extérieure

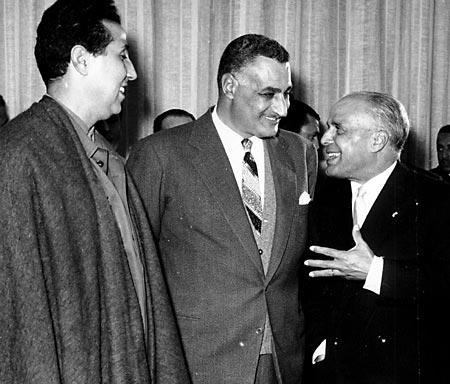
Ahmed Ben Bella, Gamal Abdel Nasser et Bourguiba en 1963.

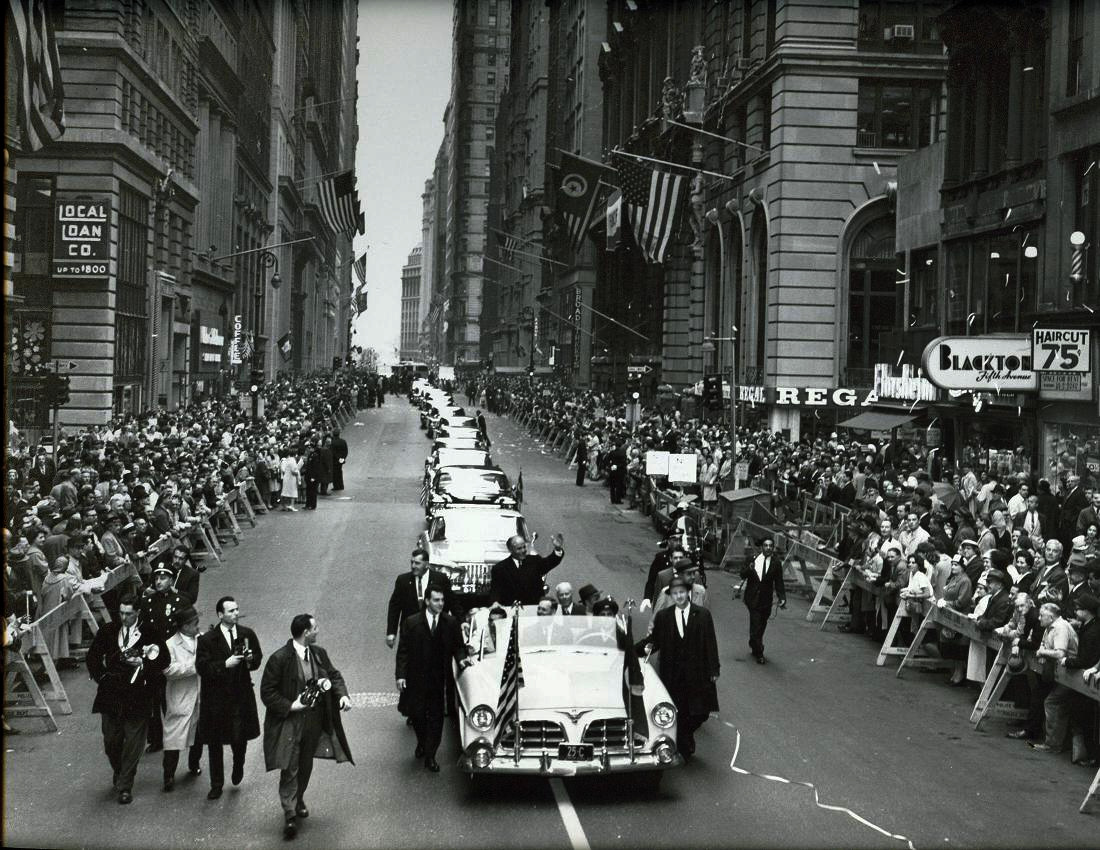
Accueil de Bourguiba à New York en 1961.

Enfin, dans le domaine des relations extérieures, Jean Lacouture indique que la relation de Bourguiba avec la France ne doit pas faire oublier qu'il entretenait aussi des rapports, même problématiques, avec l'Orient. Lacouture témoigne ainsi de la colère de Bourguiba se voyant proposer en 1955 une formule de « cosouveraineté ». C'est cette défense de l'indépendance de son pays qui suscita des malentendus avec les pays de la Ligue arabe, mais qui sera, en revanche, mieux comprise par les États-Unis avec lesquels Bourguiba établit des liens de confiance. Pour lui, à la différence d'autres figures du monde arabe, le non-alignement n'est pas synonyme d'antiaméricanisme.
Par ailleurs, partisan résolu de la Francophonie aux côtés de Léopold Sédar Senghor et Hamani Diori, il s'en fait l'actif ambassadeur notamment lors de sa tournée en Afrique en 1965. Pour lui, le français et la francophonie concouraient à édifier une Tunisie moderne et ouverte.

## Décorations et distinctions

### Décorations
Grand maître des ordres en qualité de président de la République tunisienne, il est également :
- Chevalier grand-croix au grand cordon de l'Ordre du Mérite de la République italienne (1962)[283] ;
- Collier de l'Ordre du Mérite civil d'Espagne (1968)[284] ;
- Collier de l'Ordre d'Isabelle la Catholique (1983)[285].

### Distinctions
- Docteur honoris causa de l'université Cheikh-Anta-Diop (1965)[286] ;
- Docteur honoris causa de l'université du Caire (1965)[287] ;
- Docteur honoris causa de l'université libanaise (1965)[288] ;
- Prix Nelson Mandela du Combattant suprême (à titre posthume, 2017)[289] ;
- Prix Fatima al-Fihriya (à titre posthume, 2019)[290].

## Hommages
À l'initiative de la mairie de Paris, une esplanade à son nom située sur le quai d'Orsay, plus précisément entre l'avenue Bosquet et le boulevard de La Tour-Maubourg, est inaugurée le 6 avril 2004 en présence du maire Bertrand Delanoë, de Habib Bourguiba Jr. et de Moncer Rouissi, ambassadeur de Tunisie en France ; il est à noter que si des rues portent le nom de Tunis à Paris et dans d'autres villes françaises, c'est la première fois que le nom d'une personnalité tunisienne est porté par une rue ou une place en France. Le 20 mars 2013, un buste est inauguré sur cette esplanade par Bertrand Delanoë, en présence de l'ambassadeur Adel Fekih et de Rachida Dati.

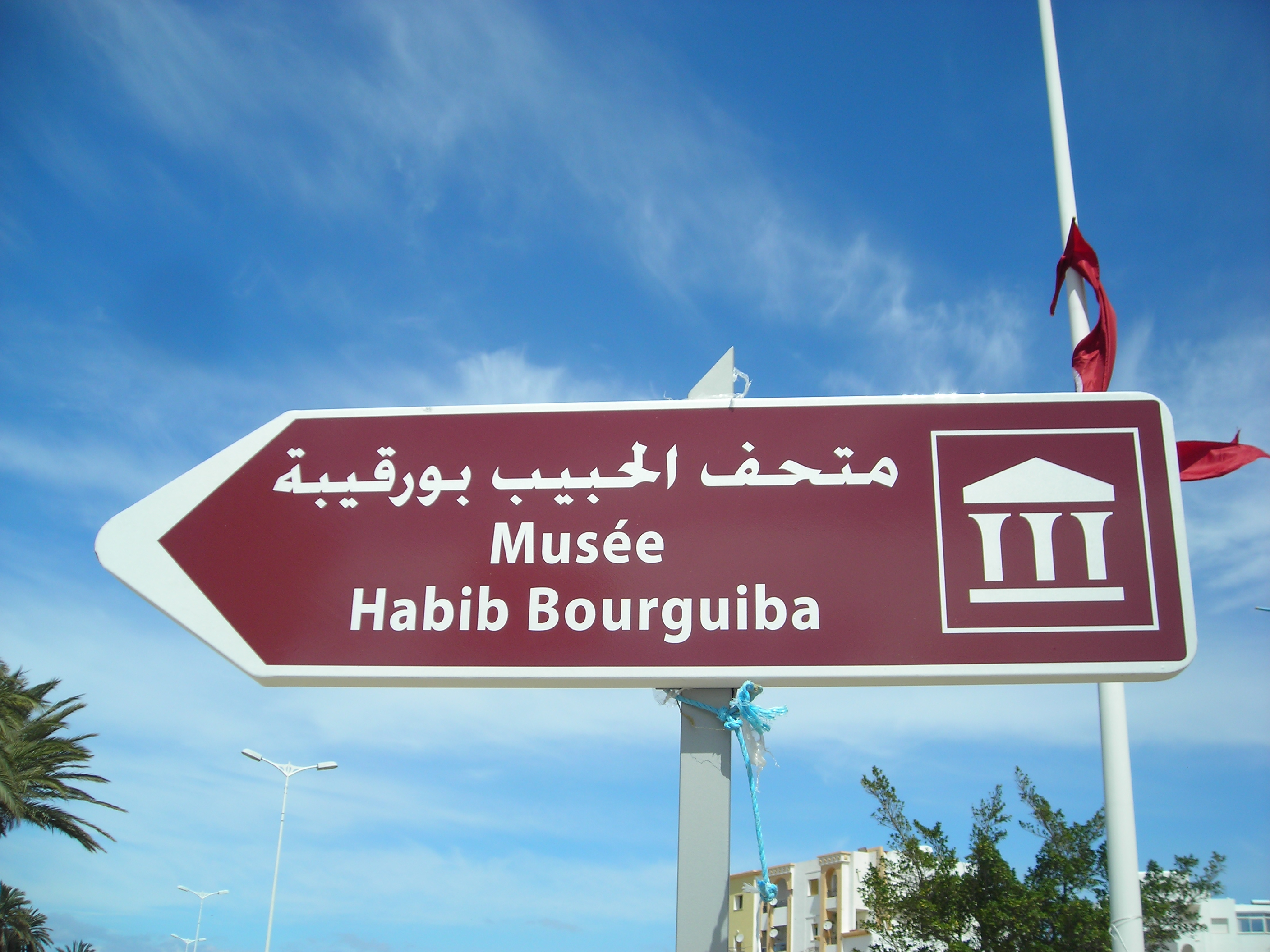
Panneau indiquant l'entrée du musée Bourguiba à Monastir.

Un musée qui lui est consacré est aménagé dans le palais présidentiel de Skanès (Ksar Al Marmar) à Monastir et ouvert le 6 avril 2013, à l'occasion du treizième anniversaire de sa mort.
Le 3 août 2013, Amor Chadli crée l'Institut d'études bourguibiennes, qui a pour objet de collecter et d'archiver toute documentation sur la vie et l'œuvre du président Habib Bourguiba, sauvegarder sa mémoire, promouvoir sa pensée réformiste et encourager tous les travaux universitaires, artistiques et littéraires célébrant sa mémoire.
Le 14 mars 2016, une statue équestre du président Bourguiba est installée face à l'ancien palais présidentiel de Skanès à Monastir, à l'occasion du 60e anniversaire de l'indépendance. Le 1er juin 2016, la statue équestre de Bourguiba fait officiellement son retour sur l'avenue qui porte son nom à Tunis, en référence au 1er juin 1955, date de son retour d'exil. Le 8 décembre 2017, les autorités régionales de Sfax installent au centre-ville une statue équestre à son effigie.
Le 1er avril 2016, le ministre de l'Éducation Néji Jalloul appelle les enseignants à consacrer un cours, le 6 avril 2016, aux principaux aspects de l'œuvre de Bourguiba : la lutte nationale et la décolonisation, l'indépendance économique et agricole, la réunification de la magistrature, la généralisation de l'enseignement et l'émancipation de la femme par la promulgation du Code du statut personnel.
La Poste tunisienne émet un total de 37 séries de timbres-poste à son effigie entre 1957 et 2018 : 35 sont émis sous son régime, un à l'occasion de son centenaire et un en sa qualité de premier ministre des Affaires étrangères.
De nombreux odonymes tunisiens rappellent les dates marquantes de la vie du président Bourguiba, notamment sa naissance.

## Publications
- Le Destour et la France, Paris, Berg, 1937, 62 p.[300].
- La Tunisie et la France : vingt-cinq ans de lutte pour une coopération libre, Paris, Éditions Julliard, 1954, 463 p.
- Le Drame algérien, Tunis, Publications du secrétariat d'État à l'Information, 1960.
- La Bataille économique, Tunis, Publications du secrétariat d'État à l'Information, 1962.
- La Promotion de l'Afrique, Tunis, Publications du secrétariat d'État à l'Information, 1965.
- Éducation et développement, Tunis, Publications du secrétariat d'État à l'Information, 1966.
- 9 avril 1938 : le procès Bourguiba, Tunis, Centre de documentation nationale, 1970.
- Propos et réflexions, Tunis, Publications du secrétariat d'État à l'Information, 1974.
- Ma vie, mes idées, mon combat, Tunis, Publications du secrétariat d'État à l'Information, 1977.
- Citations choisies par l'agence Tunis Afrique Presse, Tunis, Dar El Amal, 1978.
- Articles de presse (1929-1933), Tunis, Dar El Amal, 1982.
- Les Lettres du prisonnier de La Galite, Tunis, Dar El Amal, 1983.
- Ma vie, mon œuvre, Paris, Plon, 1985.